# Список птахів Південно-Африканської Республіки

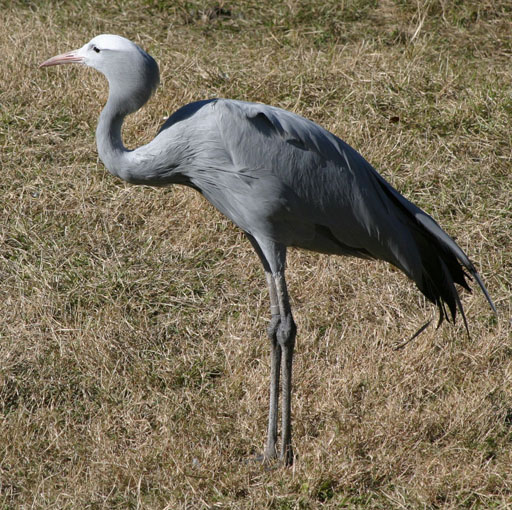
Журавель блакитний (Haliaeetus vocifer) є національним птахом Південно-Африканської Республіки

Це перелік видів птахів, зафіксованих на території Південно-Африканської Республіки. Авіфауна Південно-Африканської Республіки налічує загалом 854 види, з яких 18 видів є ендемічними. Ще 2 види трапляються лише на території ПАР, Лесото і Есватіні. 11 видів були інтродуковані людьми. 127 видів є бродячими.

## Позначки
Наступні теги використані для виділення деяких категорій птахів.
- Бродячий — вид, який рідко або випадково трапляється в ПАР
- Ендемічний — вид, який є ендеміком ПАР
- Ендемічний (SLE) — вид, який трапляється лише на території ПАР, Лесото і Есватіні.

## Страусоподібні(Struthioniformes)

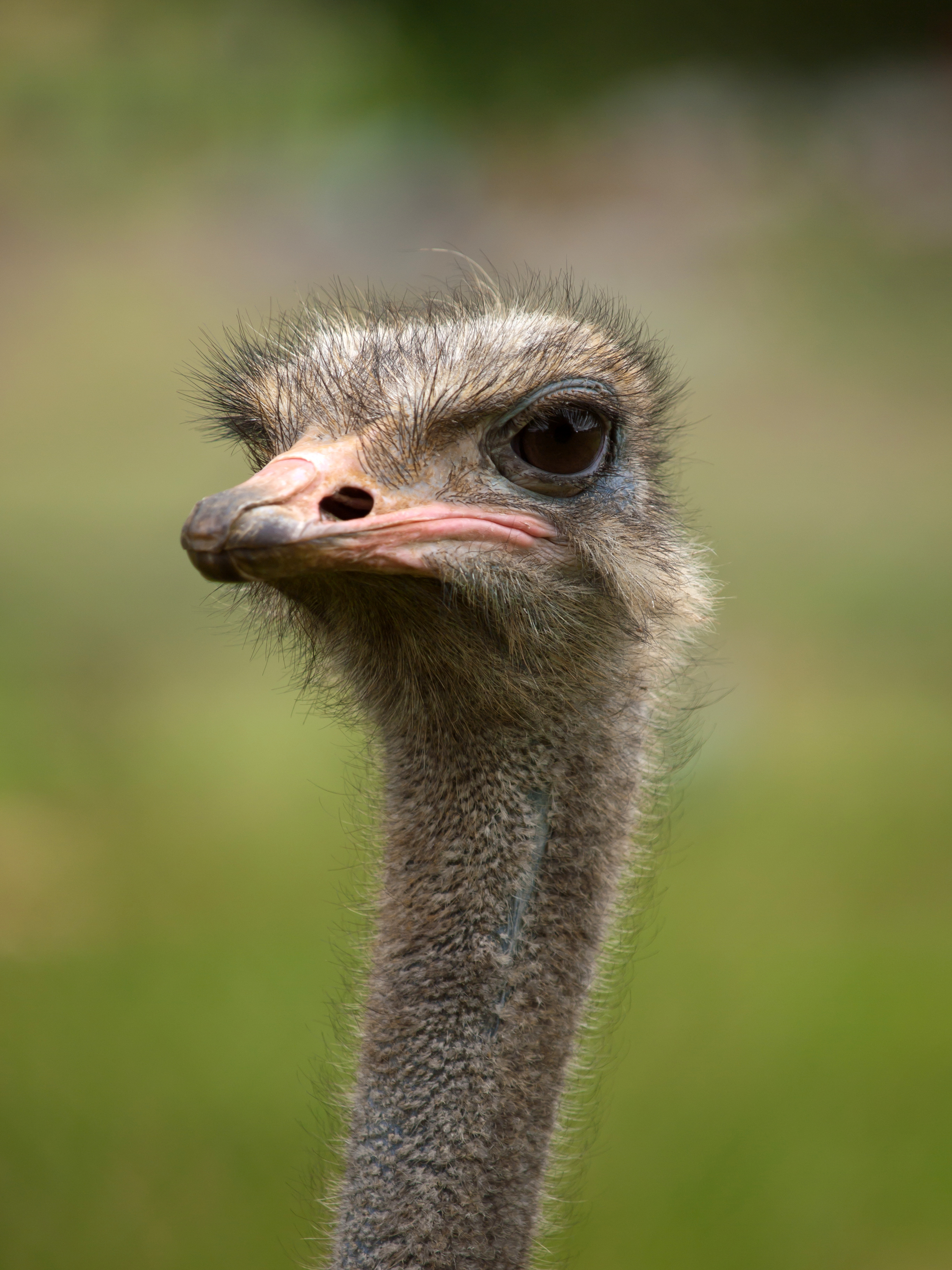
Страус африканський (Struthio camelus)

Родина: Страусові (Struthionidae)
| Українська назва    | Біноміальна назва | Примітки |
| ------------------- | ----------------- | -------- |
| Страус африканський | Struthio camelus  |          |

## Гусеподібні(Anseriformes)

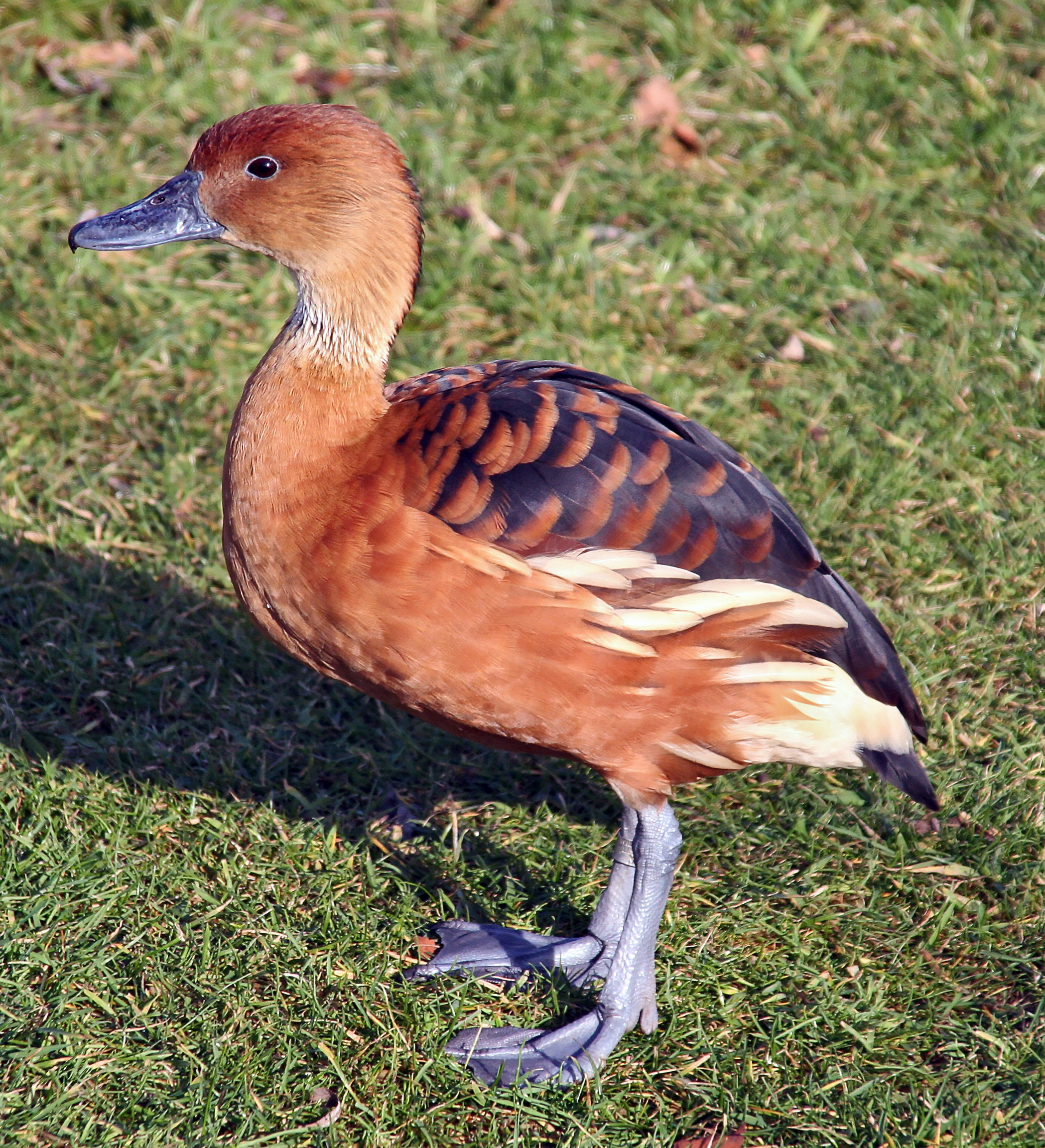
Свистач рудий (Dendrocygna bicolor)

Родина: Качкові (Anatidae)
| Українська назва             | Біноміальна назва       | Примітки       |
| ---------------------------- | ----------------------- | -------------- |
| Свистач білоголовий          | Dendrocygna viduata     |                |
| Свистач рудий                | Dendrocygna bicolor     |                |
| Стромярка                    | Thalassornis leuconotus |                |
| Лебідь-шипун                 | Cygnus olor             | Інтродукований |
| Качка шишкодзьоба            | Sarkidiornis melanotos  |                |
| Каргарка нільська            | Alopochen aegyptiaca    |                |
| Галагаз очеретяний           | Tadorna cana            |                |
| Шпорокрил                    | Plectropterus gambensis |                |
| Чирянка-крихітка африканська | Nettapus auritus        |                |
| Чирянка велика               | Spatula querquedula     |                |
| Чирянка жовтощока            | Spatula hottentota      |                |
| Широконіска капська          | Spatula smithii         |                |
| Качка чорна                  | Anas sparsa             |                |
| Крижень жовтодзьобий         | Anas undulata           |                |
| Крижень звичайний            | Anas platyrhynchos      | Інтродукований |
| Чирянка африканська          | Anas capensis           |                |
| Шилохвіст червонодзьобий     | Anas erythrorhyncha     |                |
| Шилохвіст північний          | Anas acuta              |                |
| Чернь червоноока             | Netta erythrophthalma   |                |
| Савка африканська            | Oxyura maccoa           | Вразливий      |

## Куроподібні(Galliformes)

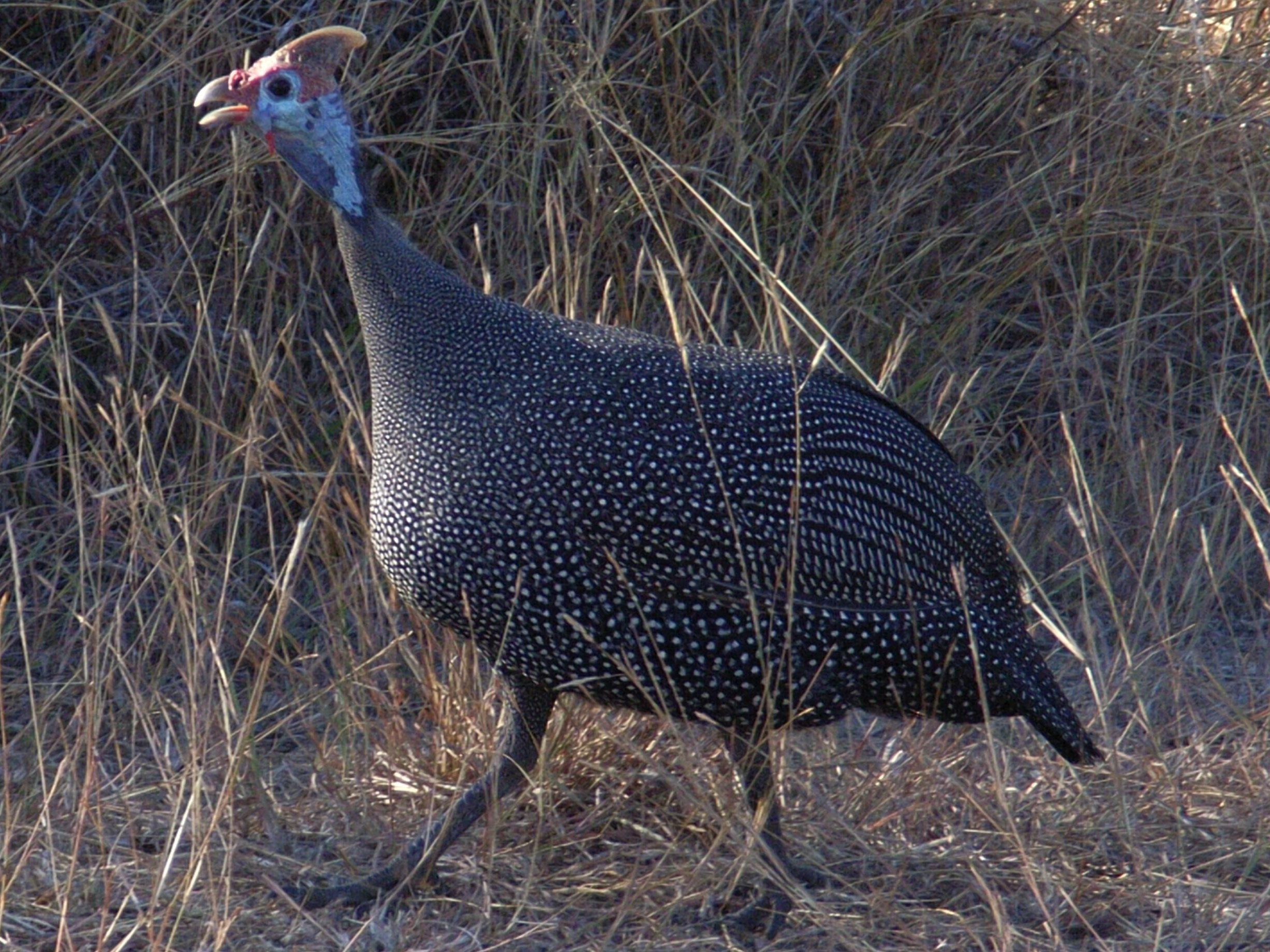
Цесарка звичайна (Numida meleagris)

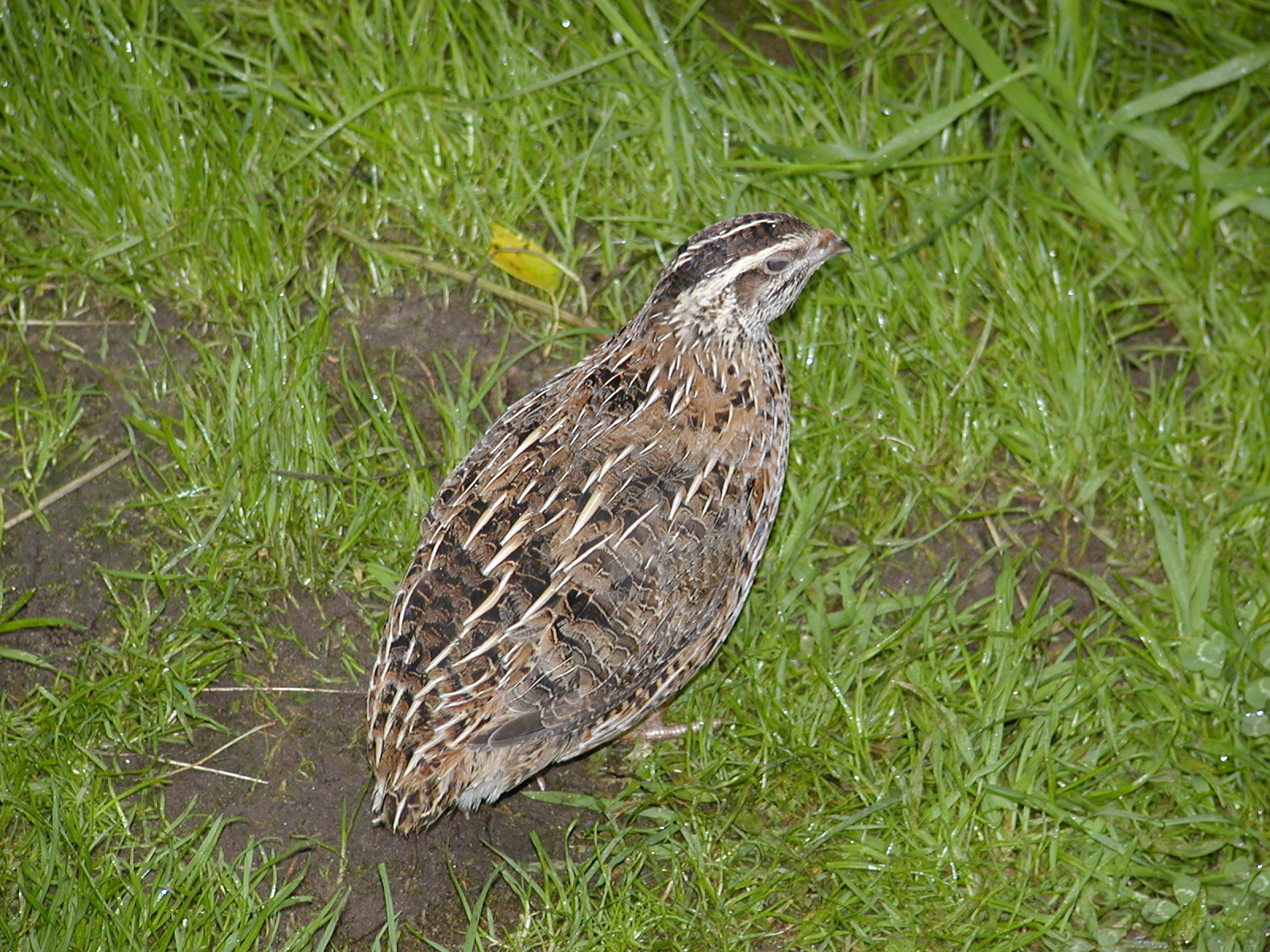
Перепілка звичайна (Coturnix coturnix)

Родина: Цесаркові (Numididae)
| Українська назва | Біноміальна назва | Примітки |
| ---------------- | ----------------- | -------- |
| Цесарка звичайна | Numida meleagris  |          |
| Цесарка чубата   | Guttera pucherani |          |

Родина: Фазанові (Phasianidae)
| Українська назва      | Біноміальна назва        | Примітки         |
| --------------------- | ------------------------ | ---------------- |
| Павич звичайний       | Pavo cristatus           | Інтродукований   |
| Перепілка звичайна    | Coturnix coturnix        |                  |
| Перепілка-арлекін     | Coturnix delegorguei     |                  |
| Кеклик кремовогорлий  | Alectoris chukar         | Інтродукований   |
| Турач червонодзьобий  | Pternistis adspersus     |                  |
| Турач капський        | Pternistis capensis      |                  |
| Турач натальський     | Pternistis natalensis    |                  |
| Турач чорноногий      | Pternistis swainsonii    |                  |
| Турач рудогорлий      | Pternistis afer          |                  |
| Турач чубатий         | Ortygornis sephaena      |                  |
| Турач вохристоголовий | Campocolinus coqui       |                  |
| Турач рудокрилий      | Scleroptila levaillantii |                  |
| Турач південний       | Scleroptila gutturalis   |                  |
| Турач сірокрилий      | Scleroptila afra         | Ендемічний (SLE) |
| Турач Шелі            | Scleroptila shelleyi     |                  |

## Фламінгоподібні(Phoenicopteriformes)
Родина: Фламінгові (Phoenicopteridae)

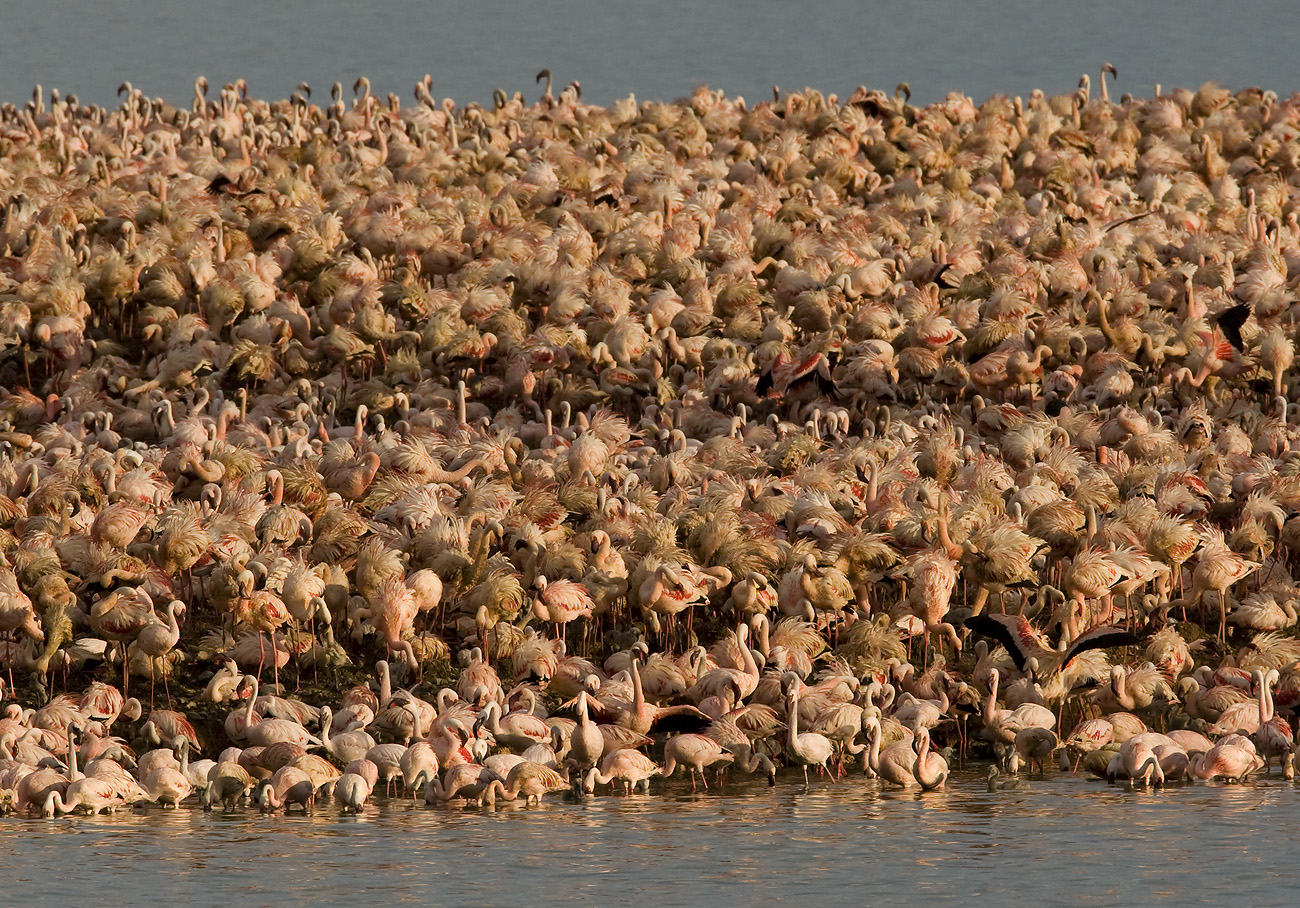
Фламінго малий (Phoeniconaias minor)

| Українська назва | Біноміальна назва     | Примітки                      |
| ---------------- | --------------------- | ----------------------------- |
| Фламінго рожевий | Phoenicopterus roseus |                               |
| Фламінго малий   | Phoeniconaias minor   | Стан близький до загрозливого |

## Пірникозоподібні(Podicipediformes)

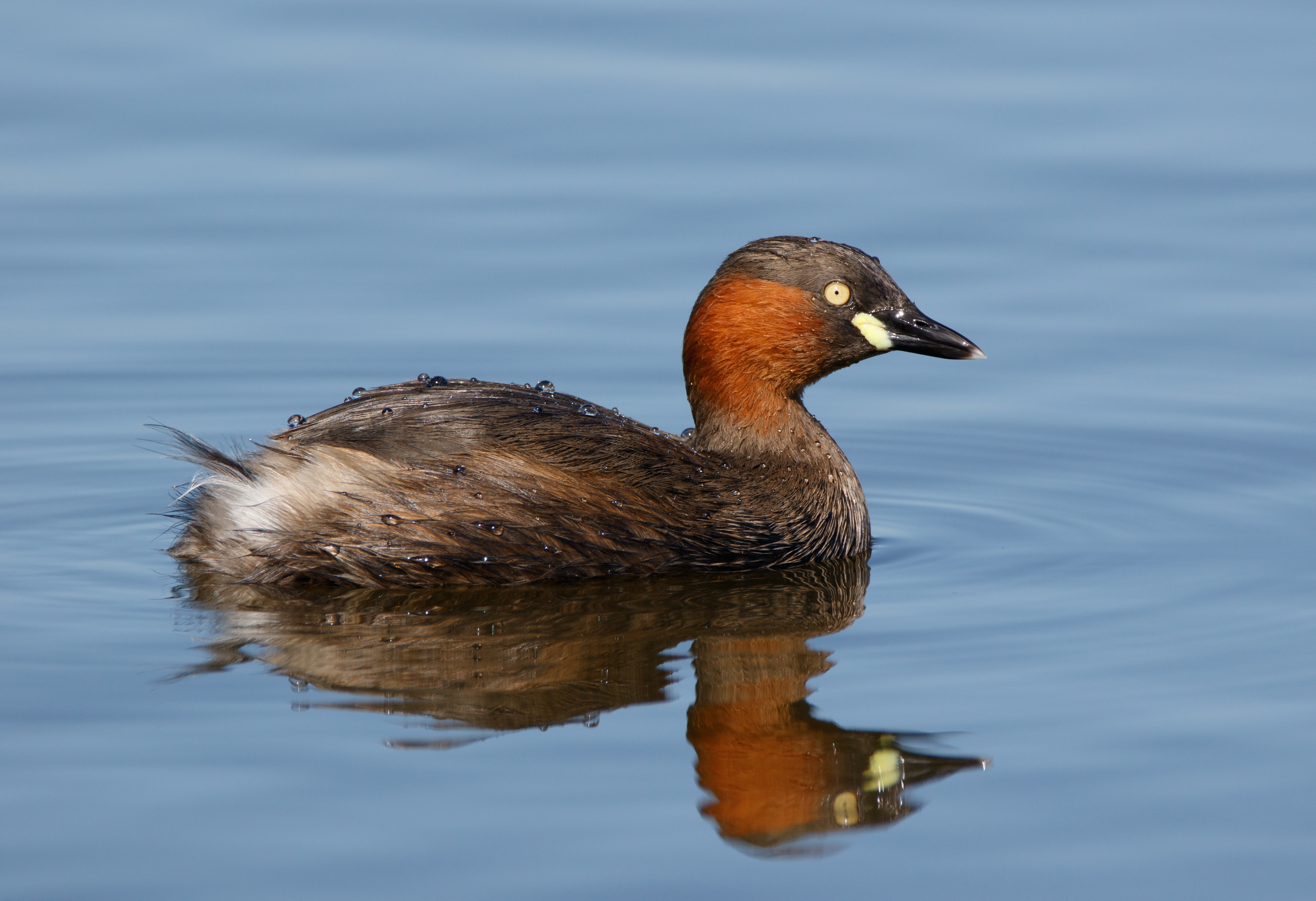
Пірникоза мала (Tachybaptus ruficollis)

Родина: Пірникозові (Podicipedidae)
| Українська назва   | Біноміальна назва      | Примітки |
| ------------------ | ---------------------- | -------- |
| Пірникоза мала     | Tachybaptus ruficollis |          |
| Пірникоза велика   | Podiceps cristatus     |          |
| Пірникоза чорношия | Podiceps nigricollis   |          |

## Голубоподібні(Columbiformes)

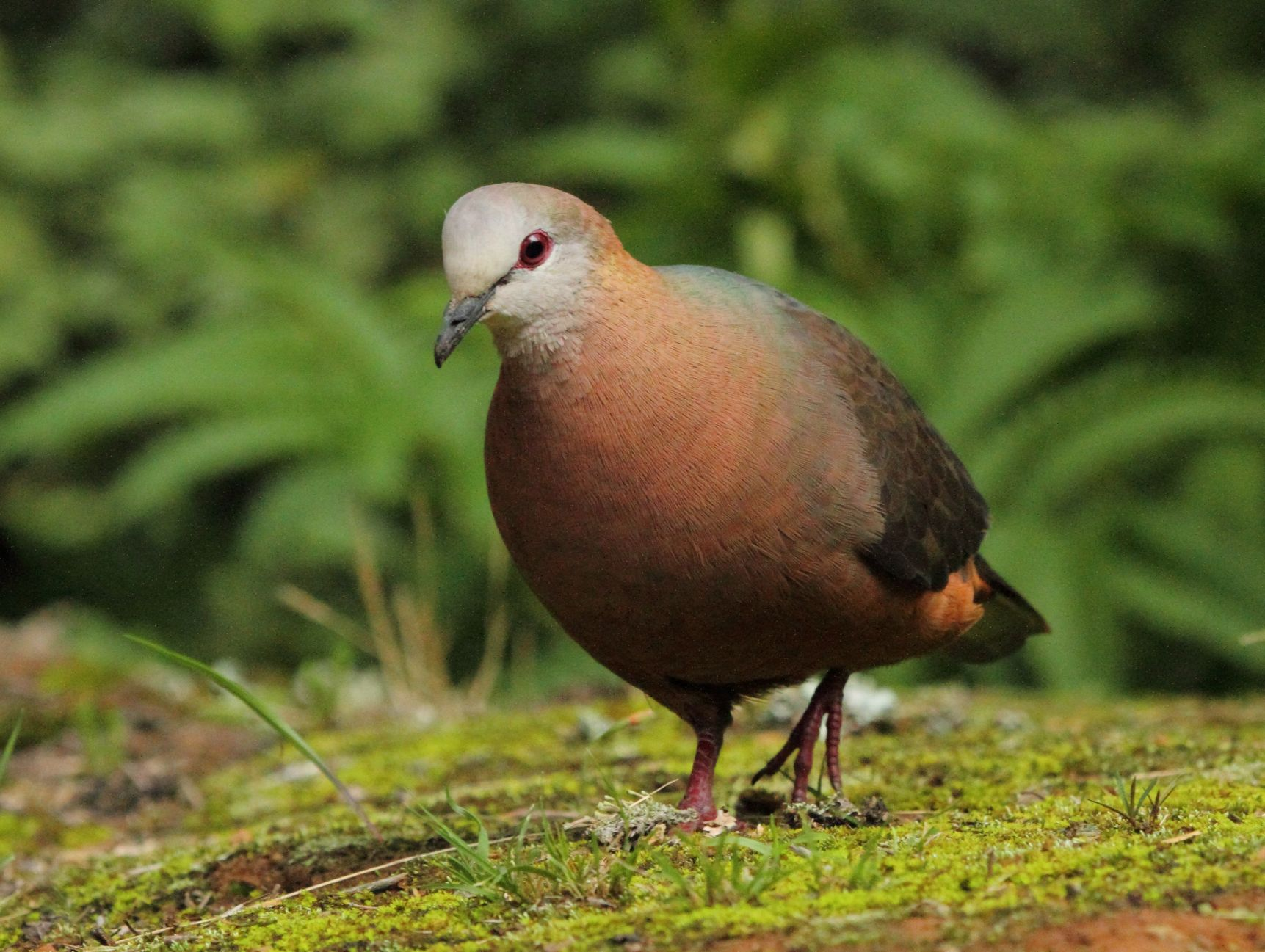
Голуб білощокий (Columba larvata)

Родина: Голубові (Columbidae)
| Українська назва     | Біноміальна назва         | Примітки            |
| -------------------- | ------------------------- | ------------------- |
| Голуб сизий          | Columba livia             | Інтродукований      |
| Голуб цяткований     | Columba guinea            |                     |
|                      | Columba arquatrix         |                     |
|                      | Columba delegorguei       |                     |
| Голуб білощокий      | Columba larvata           |                     |
| Горлиця звичайна     | Streptopelia turtur       | Бродячий; Вразливий |
|                      | Streptopelia decipiens    |                     |
|                      | Streptopelia semitorquata |                     |
|                      | Streptopelia capicola     |                     |
| Горлиця мала         | Streptopelia senegalensis |                     |
| Горлиця сомалійська  | Turtur chalcospilos       |                     |
| Горлиця рожевочерева | Turtur afer               |                     |
| Горлиця білолоба     | Turtur tympanistria       |                     |
| Горлиця капська      | Oena capensis             |                     |
| Вінаго африканський  | Treron calvus             |                     |

## Рябкоподібні(Pterocliformes)

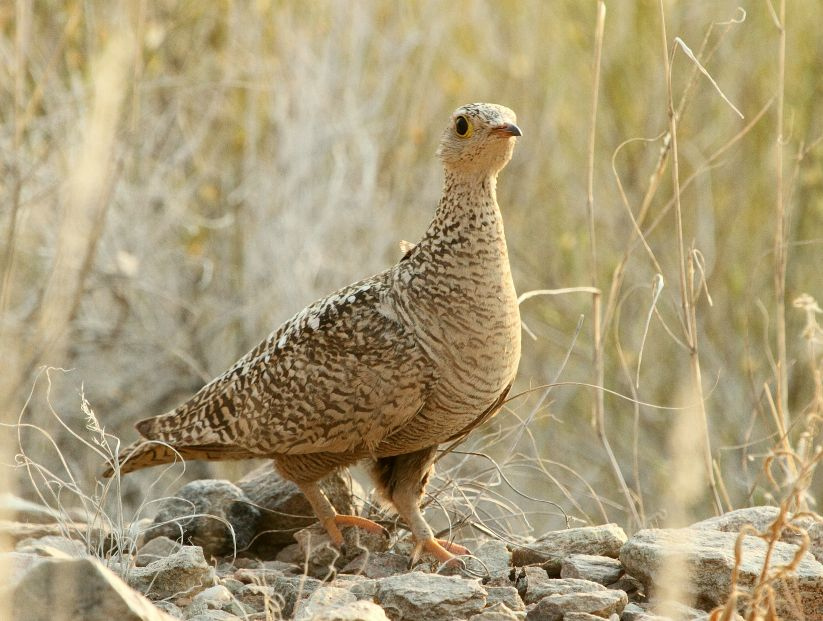
Рябок ботсванський (Pterocles bicinctus)

Родина: Рябкові (Pteroclidae)
| Українська назва   | Біноміальна назва    | Примітки |
| ------------------ | -------------------- | -------- |
| Рябок намібійський | Pterocles namaqua    |          |
| Рябок жовтогорлий  | Pterocles gutturalis |          |
| Рябок ботсванський | Pterocles bicinctus  |          |
| Рябок калахарський | Pterocles burchelli  |          |

## Дрохвоподібні(Otidiformes)

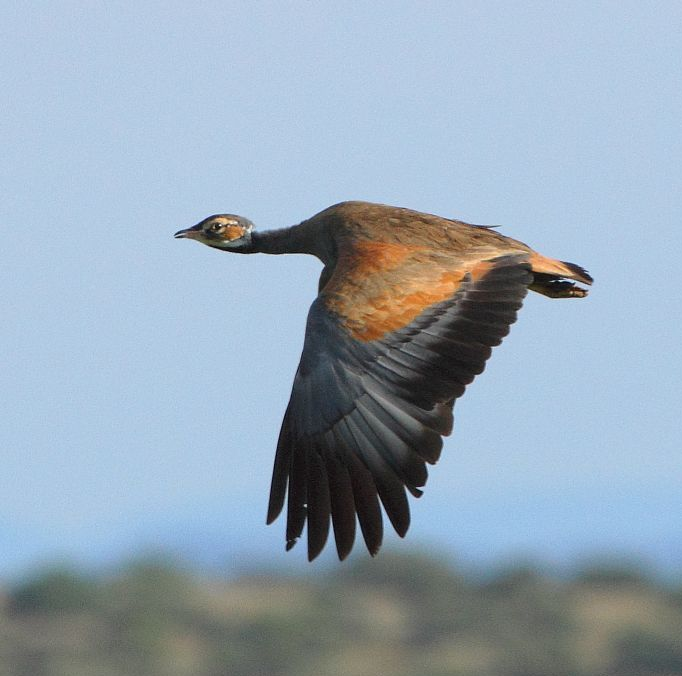
Корхаан блакитний (Eupodotis caerulescens)

Родина: Дрохвові (Otididae)
| Українська назва    | Біноміальна назва      | Примітки                                       |
| ------------------- | ---------------------- | ---------------------------------------------- |
| Дрохва африканська  | Ardeotis kori          | Стан близький до загрозливого                  |
| Дрохва чорноголова  | Neotis ludwigii        | Під загрозою зникнення                         |
| Дрохва кафрська     | Neotis denhami         | Стан близький до загрозливого                  |
| Корхаан білочеревий | Eupodotis senegalensis |                                                |
| Корхаан блакитний   | Eupodotis caerulescens | Ендемічний (SLE) Стан близький до загрозливого |
| Корхаан чорногорлий | Eupodotis vigorsii     |                                                |
| Дрохва рудочуба     | Eupodotis ruficrista   |                                                |
| Дрохва чорна        | Eupodoti afra          | Ендемічний; Вразливий                          |
| Дрохва світлокрила  | Eupodoti afraoides     |                                                |
| Дрохва чорночерева  | Lissotis melanogaster  |                                                |

## Туракоподібні(Musophagiformes)
Родина: Туракові (Musophagidae)
| Українська назва      | Біноміальна назва       | Примітки         |
| --------------------- | ----------------------- | ---------------- |
| Турако мозамбіцький   | Tauraco livingstonii    |                  |
| Турако-книсна         | Tauraco corythaix       | Ендемічний (SLE) |
| Турако фіолетовочубий | Tauraco porphyreolophus |                  |
| Галасник сірий        | Corythaixoides concolor |                  |

## Зозулеподібні(Cuculiformes)
Родина: Зозулеві (Cuculidae)
| Українська назва          | Біноміальна назва       | Примітки |
| ------------------------- | ----------------------- | -------- |
| Коукал сенегальський      | Centropus senegalensis  |          |
| Коукал південно-східний   | Centropus burchellii    |          |
| Коукал африканський       | Centropus grillii       |          |
| Малкога зелена            | Ceuthmochares australis |          |
| Зозуля чубата             | Clamator glandarius     |          |
| Зозуля африканська        | Clamator levaillantii   |          |
| Зозуля строката           | Clamator jacobinus      |          |
| Зозуля товстодзьоба       | Pachycoccyx audeberti   |          |
| Дідрик білощокий          | Chrysococcyx caprius    |          |
| Дідрик білочеревий        | Chrysococcyx klaas      |          |
| Дідрик жовтогрудий        | Chrysococcyx cupreus    |          |
| Зозуля-довгохвіст гірська | Cercococcyx montanus    | Бродячий |
| Зозуля чорна              | Cuculus clamosus        |          |
| Зозуля червоновола        | Cuculus solitarius      |          |
| Зозуля саванова           | Cuculus gularis         |          |
| Зозуля мадагаскарська     | Cuculus rochii          | Бродячий |
| Зозуля звичайна           | Cuculus canorus         |          |

## Дрімлюгоподібні(Caprimulgiformes)
Родина: Дрімлюгові (Caprimulgidae)
| Українська назва                 | Біноміальна назва       | Примітки |
| -------------------------------- | ----------------------- | -------- |
| Дрімлюга-прапорокрил ангольський | Caprimulgus vexillarius |          |
| Дрімлюга звичайний               | Caprimulgus europaeus   |          |
| Дрімлюга акацієвий               | Caprimulgus rufigena    |          |
| Дрімлюга міомбовий               | Caprimulgus pectoralis  |          |
| Дрімлюга болотяний               | Caprimulgus natalensis  |          |
| Дрімлюга плямистий               | Caprimulgus tristigma   |          |
| Дрімлюга габонський              | Caprimulgus fossii      |          |

## Серпокрильцеподібні(Apodiformes)
Родина: Серпокрильцеві (Apodidae)
| Українська назва          | Біноміальна назва    | Примітки |
| ------------------------- | -------------------- | -------- |
| Голкохвіст плямистоволий  | Telacanthura ussheri |          |
| Голкохвіст ангольський    | Neafrapus boehmi     |          |
| Серпокрилець білочеревий  | Apus melba           |          |
| Серпокрилець чорний       | Apus apus            |          |
| Серпокрилець капський     | Apus barbatus        |          |
| Серпокрилець намібійський | Apus bradfieldi      |          |
| Серпокрилець малий        | Apus affinis         |          |
| Серпокрилець ефіопський   | Apus horus           |          |
| Серпокрилець білогузий    | Apus caffer          |          |
| Серпокрилець пальмовий    | Cypsiurus parvus     |          |

## Журавлеподібні(Gruiformes)
Родина: Sarothruridae
| Українська назва       | Біноміальна назва  | Примітки          |
| ---------------------- | ------------------ | ----------------- |
| Погонич жовтоплямистий | Sarothrura elegans |                   |
| Погонич рудоволий      | Sarothrura rufa    |                   |
| Погонич африканський   | Sarothrura boehmi  | Бродячий          |
| Погонич смугастий      | Sarothrura affinis |                   |
| Погонич білокрилий     | Sarothrura ayresi  | На межі зникнення |

Родина: Пастушкові (Rallidae)
| Українська назва      | Біноміальна назва          | Примітки |
| --------------------- | -------------------------- | -------- |
| Пастушок африканський | Rallus caerulescens        |          |
| Деркач лучний         | Crex crex                  |          |
| Деркач африканський   | Crex egregia               |          |
| Погонич звичайний     | Porzana porzana            |          |
| Курочка мала          | Paragallinula angulata     |          |
| Курочка водяна        | Gallinula chloropus        |          |
| Лиска африканська     | Fulica cristata            |          |
| Султанка африканська  | Porphyrio alleni           |          |
| Султанка американська | Porphyrio martinicus       | Бродячий |
| Султанка зеленоспинна | Porphyrio madagascariensis |          |
| Погонич буроголовий   | Aenigmatolimnas marginalis |          |
| Багновик африканський | Zapornia flavirostra       |          |
| Погонич малий         | Zapornia parva             | Бродячий |
| Погонич-крихітка      | Zapornia pusilla           |          |

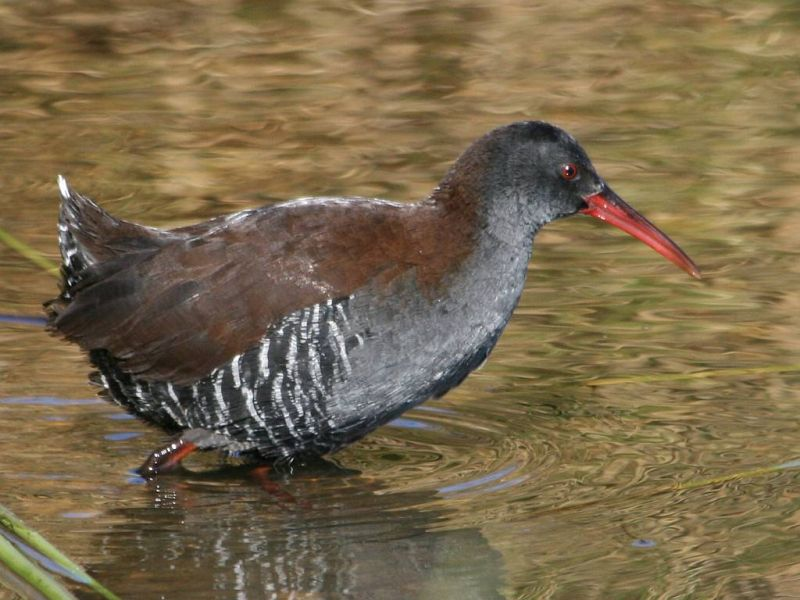
Пастушок африканський (Rallus caerulescens)

Родина: Лапчастоногові (Heliornithidae)

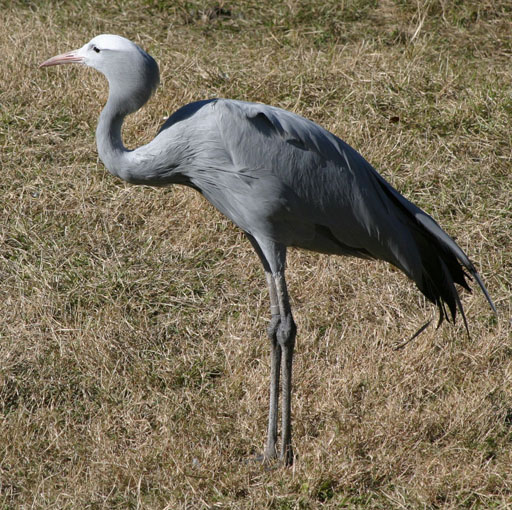
Журавель блакитний (Grus paradisea)

| Українська назва         | Біноміальна назва   | Примітки |
| ------------------------ | ------------------- | -------- |
| Лапчастоніг африканський | Podica senegalensis |          |

Родина: Журавлеві (Gruidae)
| Українська назва            | Біноміальна назва      | Примітки               |
| --------------------------- | ---------------------- | ---------------------- |
| Журавель-вінценос південний | Balearica regulorum    | Під загрозою зникнення |
| Журавель блакитний          | Grus paradisea         | Вразливий              |
| Журавель білошиїй           | Bugeranus carunculatus | Вразливий              |

## Сивкоподібні(Charadriiformes)
Родина: Сніжницеві (Chionidae)
| Українська назва     | Біноміальна назва | Примітки |
| -------------------- | ----------------- | -------- |
| Сніжниця жовтодзьоба | Chionis alba      | Бродячий |

Родина: Лежневі (Burhinidae)
| Українська назва | Біноміальна назва     | Примітки |
| ---------------- | --------------------- | -------- |
| Лежень заїрський | Burhinus vermiculatus |          |
| Лежень плямистий | Burhinus capensis     |          |

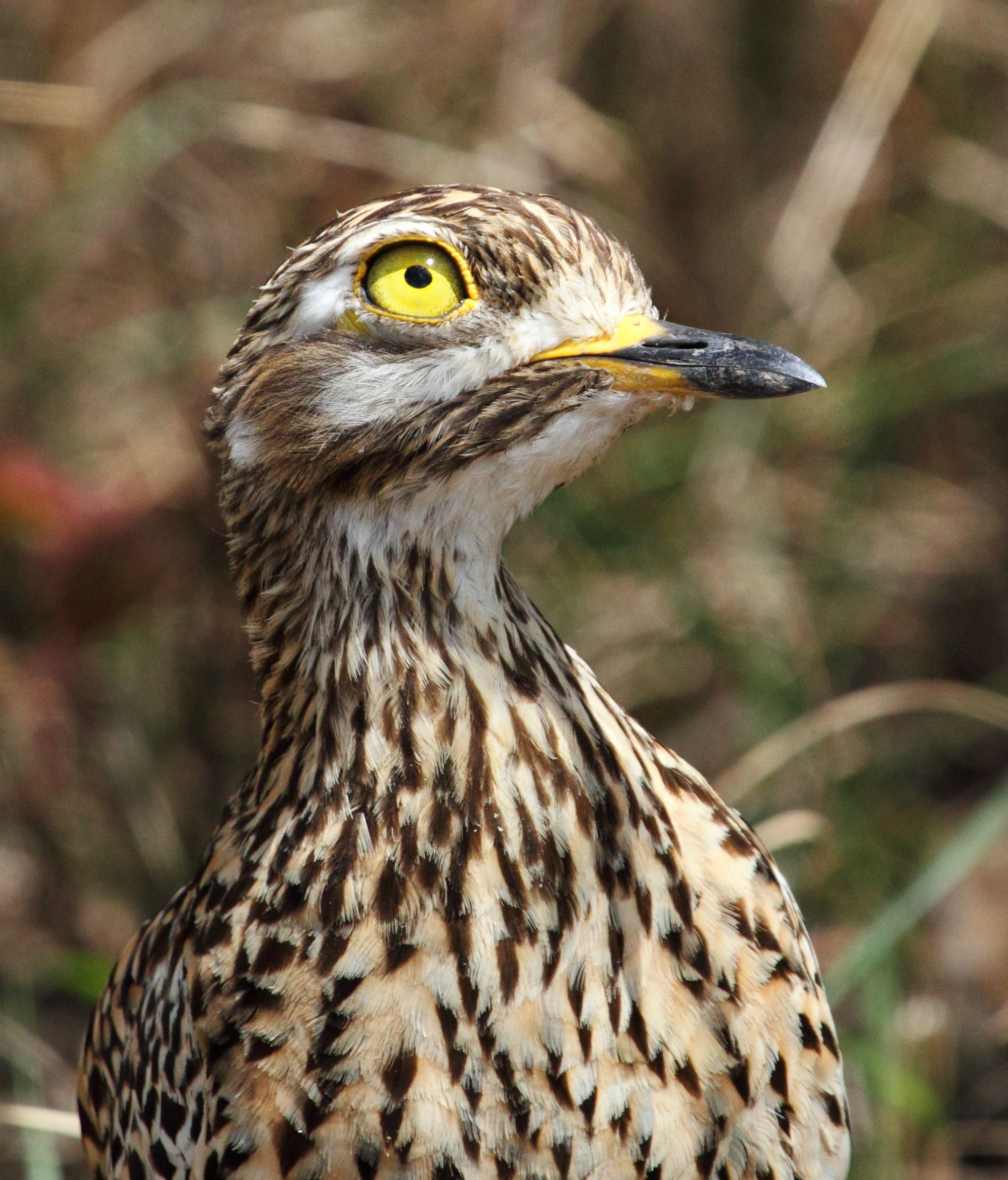
Лежень плямистий (Burhinus capensis)

Родина: Чоботарові (Recurvirostridae)
| Українська назва           | Біноміальна назва      | Примітки |
| -------------------------- | ---------------------- | -------- |
| Кулик-довгоніг чорнокрилий | Himantopus himantopus  |          |
| Чоботар синьоногий         | Recurvirostra avosetta |          |

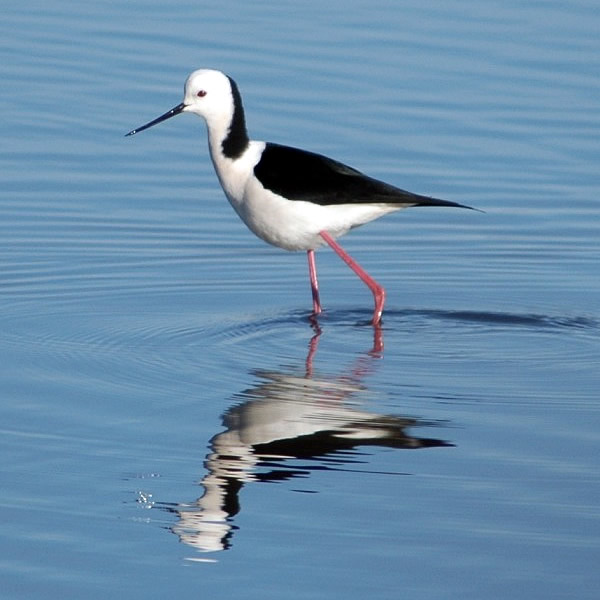
Кулик-довгоніг чорнокрилий (Himantopus himantopus)

Родина: Куликосорокові (Haematopodidae)
| Українська назва          | Біноміальна назва     | Примітки                                |
| ------------------------- | --------------------- | --------------------------------------- |
| Кулик-сорока євразійський | Haematopus ostralegus | Бродячий; Стан близький до загрозливого |
| Кулик-сорока африканський | Haematopus moquini    |                                         |

Родина: Сивкові (Charadriidae)
| Українська назва       | Біноміальна назва        | Примітки                      |
| ---------------------- | ------------------------ | ----------------------------- |
| Сивка морська          | Pluvialis squatarola     |                               |
| Сивка американська     | Pluvialis dominica       | Бродячий                      |
| Сивка бурокрила        | Pluvialis fulva          | Бродячий                      |
| Чайка білоголова       | Vanellus crassirostris   | Бродячий                      |
| Чайка строката         | Vanellus armatus         |                               |
| Чайка вусата           | Vanellus albiceps        |                               |
| Чайка мала             | Vanellus lugubris        |                               |
| Чайка чорнокрила       | Vanellus melanopterus    |                               |
| Чайка чорнолоба        | Vanellus coronatus       |                               |
| Чайка сенегальська     | Vanellus senegallus      |                               |
| Пісочник монгольський  | Charadrius mongolus      |                               |
| Пісочник товстодзьобий | Charadrius leschenaultii |                               |
| Пісочник каспійський   | Charadrius asiaticus     |                               |
| Пісочник-пастух        | Charadrius pecuarius     |                               |
| Пісочник великий       | Charadrius hiaticula     |                               |
| Пісочник малий         | Charadrius dubius        | Бродячий                      |
| Пісочник білобровий    | Charadrius tricollaris   |                               |
| Пісочник білолобий     | Charadrius marginatus    |                               |
| Пісочник блідий        | Charadrius pallidus      | Стан близький до загрозливого |

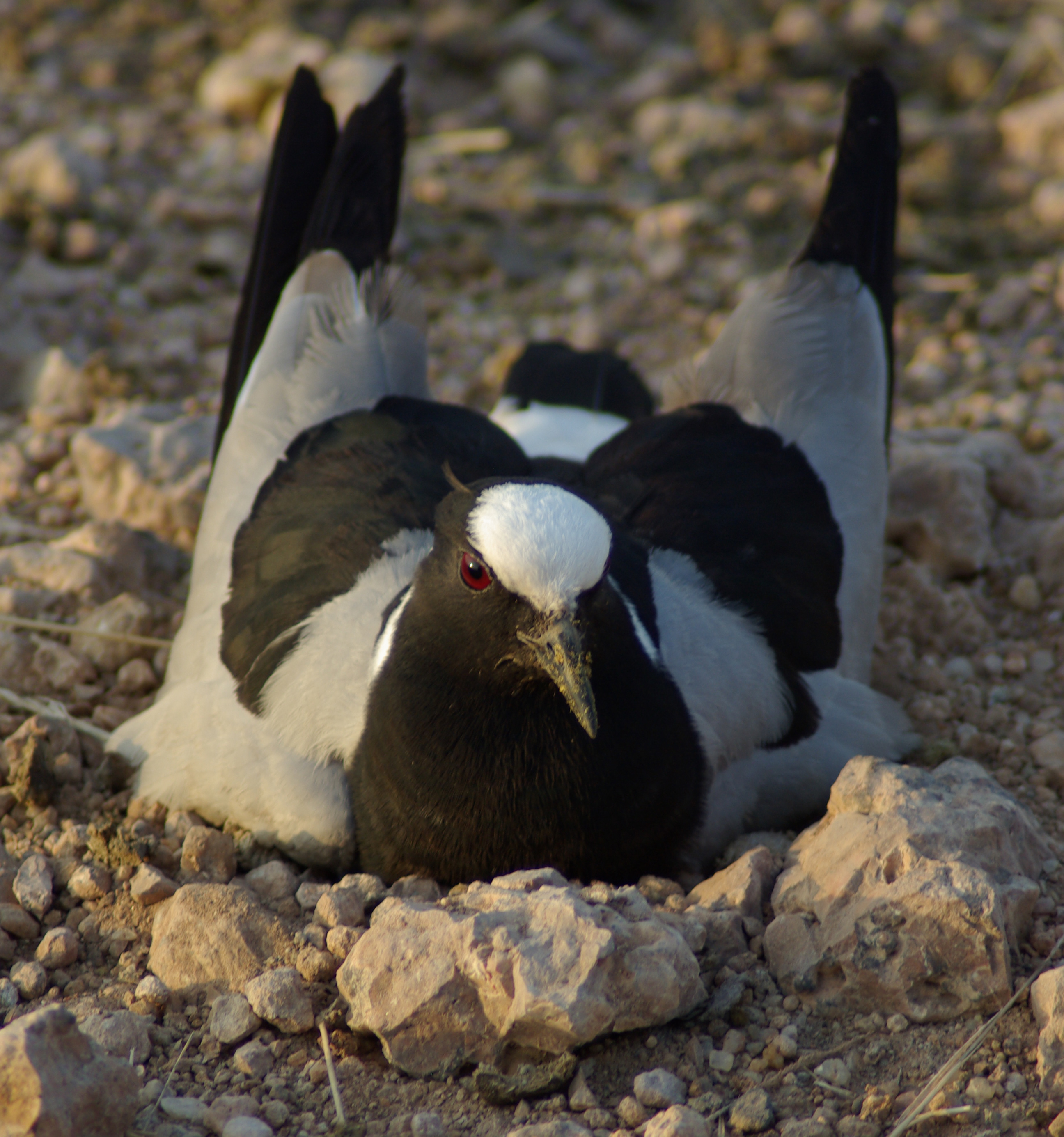
Чайка строката (Vanellus armatus)

Родина: Мальованцеві (Rostratulidae)

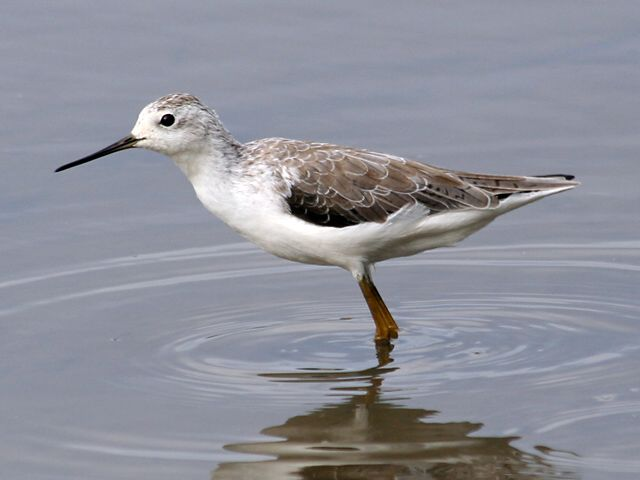
Коловодник ставковий (Tringa stagnatilis)

| Українська назва           | Біноміальна назва       | Примітки |
| -------------------------- | ----------------------- | -------- |
| Мальованець афро-азійський | Rostratula benghalensis |          |

Родина: Яканові (Jacanidae)
| Українська назва  | Біноміальна назва       | Примітки |
| ----------------- | ----------------------- | -------- |
| Якана мала        | Microparra capensis     |          |
| Якана африканська | Actophilornis africanus |          |

Родина: Баранцеві (Scolopacidae)
| Українська назва         | Біноміальна назва        | Примітки                                |
| ------------------------ | ------------------------ | --------------------------------------- |
| Кульон середній          | Numenius phaeopus        |                                         |
| Кульон великий           | Numenius arquata         | Стан близький до загрозливого           |
| Грицик малий             | Limosa lapponica         | Стан близький до загрозливого           |
| Грицик великий           | Limosa limosa            | Бродячий; Стан близький до загрозливого |
| Грицик канадський        | Limosa haemastica        | Бродячий                                |
| Крем'яшник звичайний     | Arenaria interpres       |                                         |
| Побережник великий       | Calidris tenuirostris    | Бродячий; Під загрозою зникнення        |
| Побережник ісландський   | Calidris canutus         | Стан близький до загрозливого           |
| Брижач                   | Calidris pugnax          |                                         |
| Побережник болотяний     | Calidris falcinellus     | Бродячий                                |
| Побережник червоногрудий | Calidris ferruginea      | Стан близький до загрозливого           |
| Побережник білохвостий   | Calidris temminckii      | Бродячий                                |
| Побережник довгопалий    | Calidris subminuta       | Бродячий                                |
| Побережник рудоголовий   | Calidris ruficollis      | Бродячий; Стан близький до загрозливого |
| Побережник білий         | Calidris alba            |                                         |
| Побережник чорногрудий   | Calidris alpina          | Бродячий                                |
| Побережник канадський    | Calidris bairdii         | Бродячий                                |
| Побережник малий         | Calidris minuta          |                                         |
| Побережник білогрудий    | Calidris fuscicollis     | Бродячий                                |
| Жовтоволик               | Calidris subruficollis   | Бродячий; Стан близький до загрозливого |
| Побережник арктичний     | Calidris melanotos       | Бродячий                                |
| Неголь азійський         | Limnodromus semipalmatus | Бродячий; Стан близький до загрозливого |
| Баранець великий         | Gallinago media          | Бродячий; Стан близький до загрозливого |
| Баранець африканський    | Gallinago nigripennis    |                                         |
| Мородунка                | Xenus cinereus           |                                         |
| Плавунець довгодзьобий   | Phalaropus tricolor      | Бродячий                                |
| Плавунець круглодзьобий  | Phalaropus lobatus       | Бродячий; Стан близький до загрозливого |
| Плавунець плоскодзьобий  | Phalaropus fulicarius    |                                         |
| Набережник палеарктичний | Actitis hypoleucos       |                                         |
| Коловодник лісовий       | Tringa ochropus          |                                         |
| Коловодник чорний        | Tringa erythropus        | Бродячий                                |
| Коловодник великий       | Tringa nebularia         |                                         |
| Коловодник жовтоногий    | Tringa flavipes          | Бродячий                                |
| Коловодник ставковий     | Tringa stagnatilis       |                                         |
| Коловодник болотяний     | Tringa glareola          |                                         |
| Коловодник звичайний     | Tringa totanus           |                                         |

Родина: Триперсткові (Turnicidae)
| Українська назва       | Біноміальна назва   | Примітки   |
| ---------------------- | ------------------- | ---------- |
| Триперстка африканська | Turnix sylvaticus   |            |
| Триперстка чорногуза   | Turnix nanus        |            |
| Триперстка капська     | Turnix hottentottus | Ендемічний |

Родина: Крабоїдові (Dromadidae)
| Українська назва | Біноміальна назва | Примітки |
| ---------------- | ----------------- | -------- |
| Крабоїд          | Dromas ardeola    | Бродячий |

Родина: Дерихвостові (Glareolidae)
| Українська назва       | Біноміальна назва        | Примітки                      |
| ---------------------- | ------------------------ | ----------------------------- |
| Бігунець рудий         | Cursorius rufus          |                               |
| Бігунець малий         | Cursorius temminckii     |                               |
| Бігунець смугастоволий | Smutsornis africanus     |                               |
| Бігунець плямистоволий | Rhinoptilus cinctus      |                               |
| Бігунець червононогий  | Rhinoptilus chalcopterus |                               |
| Дерихвіст лучний       | Glareola pratincola      |                               |
| Дерихвіст степовий     | Glareola nordmanni       | Стан близький до загрозливого |
| Дерихвіст скельний     | Glareola nuchalis        | Бродячий                      |

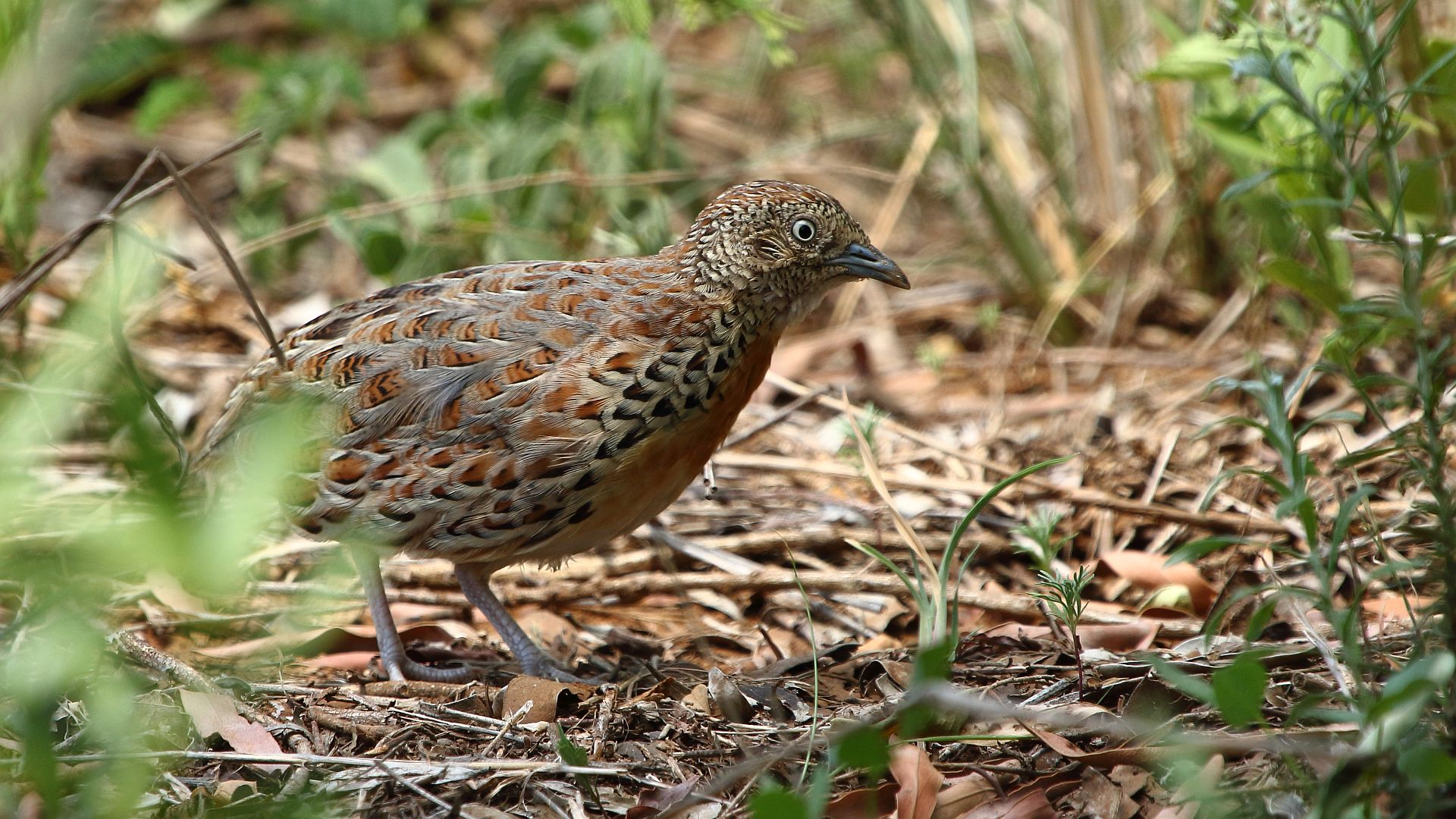
Триперстка африканська (Turnix sylvaticus)

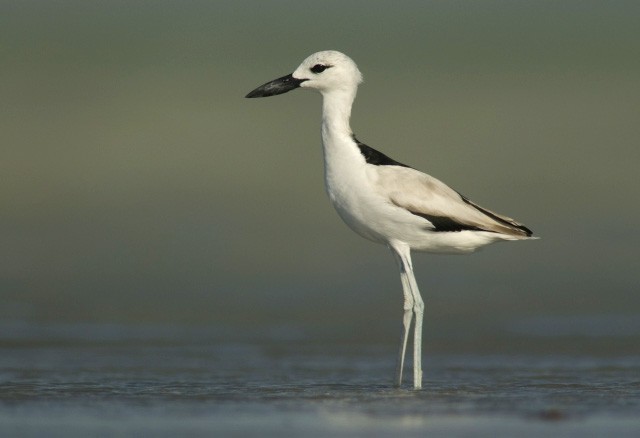
Крабоїд (Dromas ardeola)

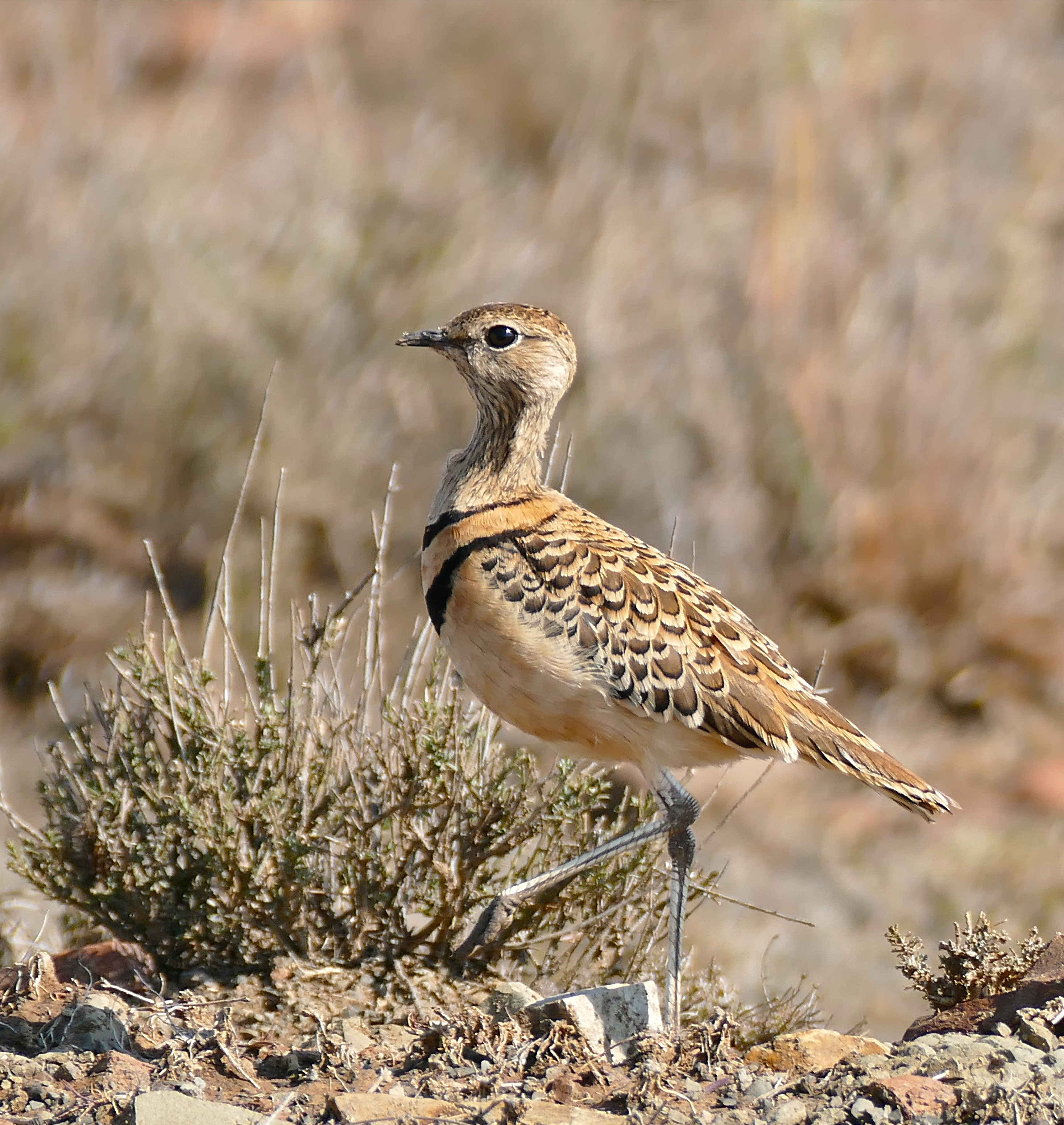
Бігунець смугастоволий (Smutsornis africanus)

Родина: Поморникові (Stercorariidae)

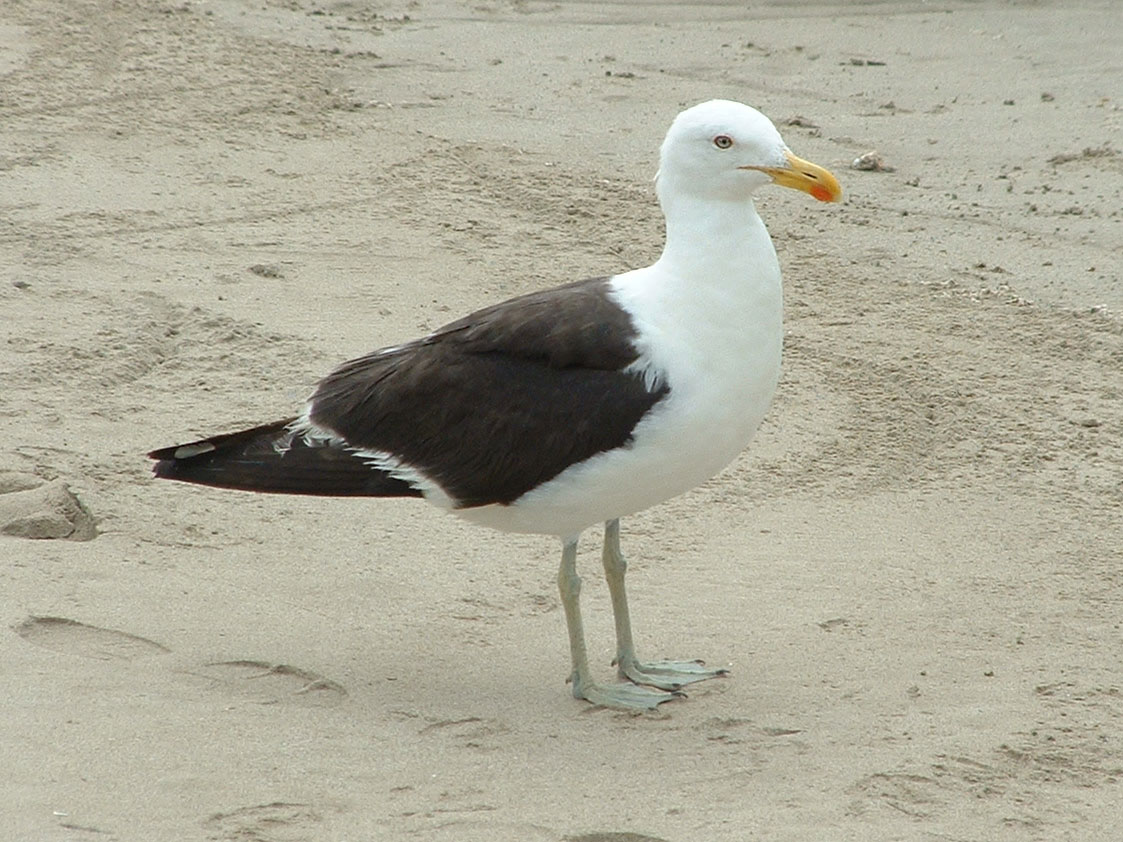
Мартин домініканський (Larus dominicanus)

| Українська назва        | Біноміальна назва        | Примітки |
| ----------------------- | ------------------------ | -------- |
| Поморник антарктичний   | Stercorarius maccormicki | Бродячий |
| Поморник фолклендський  | Stercorarius antarcticus |          |
| Поморник середній       | Stercorarius pomarinus   |          |
| Поморник короткохвостий | Stercorarius parasiticus |          |
| Поморник довгохвостий   | Stercorarius longicaudus |          |

Родина: Мартинові (Laridae)
| Українська назва       | Біноміальна назва             | Примітки                      |
| ---------------------- | ----------------------------- | ----------------------------- |
| Мартин трипалий        | Rissa tridactyla              | Бродячий; Вразливий           |
| Мартин вилохвостий     | Xema sabini                   |                               |
| Мартин тонкодзьобий    | Chroicocephalus genei         | Бродячий                      |
| Мартин сіроголовий     | Chroicocephalus cirrocephalus |                               |
| Мартин намібійський    | Chroicocephalus hartlaubii    |                               |
| Мартин звичайний       | Chroicocephalus ridibundus    | Бродячий                      |
| Мартин ставковий       | Leucophaeus pipixcan          | Бродячий                      |
| Мартин чорнокрилий     | Larus fuscus                  | Бродячий                      |
| Мартин домініканський  | Larus dominicanus             |                               |
| Крячок бурий           | Anous stolidus                | Бродячий                      |
| Крячок тонкодзьобий    | Anous tenuirostris            | Бродячий                      |
| Крячок білий           | Gygis alba                    | Бродячий                      |
| Крячок строкатий       | Onychoprion fuscatus          | Бродячий                      |
| Крячок бурокрилий      | Onychoprion anaethetus        | Бродячий                      |
| Крячок малий           | Sternula albifrons            | Зимуючий                      |
| Крячок намібійський    | Sternula balaenarum           | Вразливий                     |
| Крячок чорнодзьобий    | Gelochelidon nilotica         | Бродячий                      |
| Крячок каспійський     | Hydroprogne caspia            |                               |
| Крячок чорний          | Chlidonias niger              | Бродячий                      |
| Крячок білокрилий      | Chlidonias leucopterus        |                               |
| Крячок білощокий       | Chlidonias hybrida            |                               |
| Крячок рожевий         | Sterna dougallii              |                               |
| Крячок індонезійський  | Sterna sumatrana              | Бродячий                      |
| Крячок річковий        | Sterna hirundo                |                               |
| Крячок полярний        | Sterna paradisaea             |                               |
| Крячок антарктичний    | Sterna vittata                |                               |
| Крячок аравійський     | Sterna repressa               | Бродячий                      |
| Крячок жовтодзьобий    | Thalasseus bergii             |                               |
| Крячок рябодзьобий     | Thalasseus sandvicensis       |                               |
| Крячок каліфорнійський | Thalasseus elegans            | Бродячий                      |
| Крячок бенгальський    | Thalasseus bengalensis        |                               |
| Водоріз американський  | Rynchops niger                | Бродячий                      |
| Водоріз африканський   | Rynchops flavirostris         | Стан близький до загрозливого |

## Фаетоноподібні(Phaethontiformes)
Родина: Фаетонові (Phaethontidae)
| Українська назва      | Біноміальна назва   | Примітки |
| --------------------- | ------------------- | -------- |
| Фаетон білохвостий    | Phaethon lepturus   | Бродячий |
| Фаетон червонодзьобий | Phaethon aethereus  | Бродячий |
| Фаетон червонохвостий | Phaethon rubricauda | Бродячий |

## Пінгвіноподібні(Sphenisciformes)

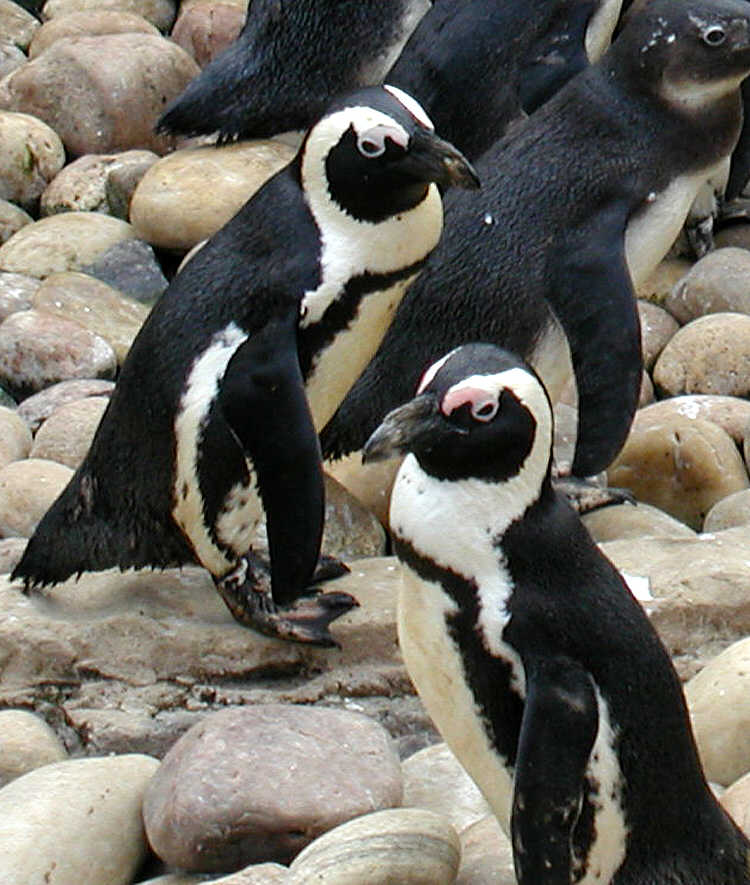
Пінгвін африканський (Spheniscus demersus)

Родина: Пінгвінові (Spheniscidae)
| Українська назва      | Біноміальна назва       | Примітки                         |
| --------------------- | ----------------------- | -------------------------------- |
| Пінгвін королівський  | Aptenodytes patagonicus | Бродячий                         |
| Пінгвін африканський  | Spheniscus demersus     | Під загрозою зникнення           |
| Пінгвін чубатий       | Eudyptes chrysocome     | Бродячий; Вразливий              |
|                       | Eudyptes moseleyi       | Бродячий; Під загрозою зникнення |
| Пінгвін золотоволосий | Eudyptes chrysolophus   | Бродячий; Вразливий              |

## Буревісникоподібні(Procellariiformes)
Родина: Альбатросові (Diomedeidae)
| Українська назва          | Біноміальна назва           | Примітки                                |
| ------------------------- | --------------------------- | --------------------------------------- |
| Альбатрос смугастодзьобий | Thalassarche chlororhynchos | Під загрозою зникнення                  |
| Альбатрос індоокеанський  | Thalassarche carteri        | Під загрозою зникнення                  |
| Альбатрос сіроголовий     | Thalassarche chrysostoma    | Бродячий; Під загрозою зникнення        |
| Альбатрос Буллера         | Thalassarche bulleri        | Бродячий; Стан близький до загрозливого |
| Альбатрос індоокеанський  | Thalassarche steadi         | Стан близький до загрозливого           |
| Альбатрос баунтійський    | Thalassarche salvini        | Бродячий; Вразливий                     |
| Альбатрос чатемський      | Thalassarche eremita        | Бродячий; Вразливий                     |
| Альбатрос чорнобровий     | Thalassarche melanophrys    |                                         |
| Альбатрос бурий           | Phoebetria fusca            | Бродячий; Під загрозою зникнення        |
| Альбатрос довгохвостий    | Phoebetria palpebrata       | Бродячий; Стан близький до загрозливого |
| Альбатрос королівський    | Diomedea epomophora         | Бродячий; Вразливий                     |
| Альбатрос мандрівний      | Diomedea exulans            | Вразливий                               |
| Альбатрос гавайський      | Phoebastria immutabilis     | Бродячий; Стан близький до загрозливого |

Родина: Океанникові (Oceanitidae)
| Українська назва     | Біноміальна назва   | Примітки |
| -------------------- | ------------------- | -------- |
| Океанник Вільсона    | Oceanites oceanicus |          |
| Океанник сіроспинний | Garrodia nereis     | Бродячий |
| Океанник білобровий  | Pelagodroma marina  | Бродячий |

Родина: Качуркові (Hydrobatidae)
| Українська назва    | Біноміальна назва      | Примітки            |
| ------------------- | ---------------------- | ------------------- |
| Качурка морська     | Hydrobates pelagicus   |                     |
| Фрегета білочерева  | Fregetta grallaria     | Бродячий            |
| Фрегета чорночерева | Fregetta tropica       |                     |
| Качурка північна    | Hydrobates leucorhous  | Вразливий           |
| Качурка Матсудайра  | Hydrobates matsudairae | Бродячий; Вразливий |

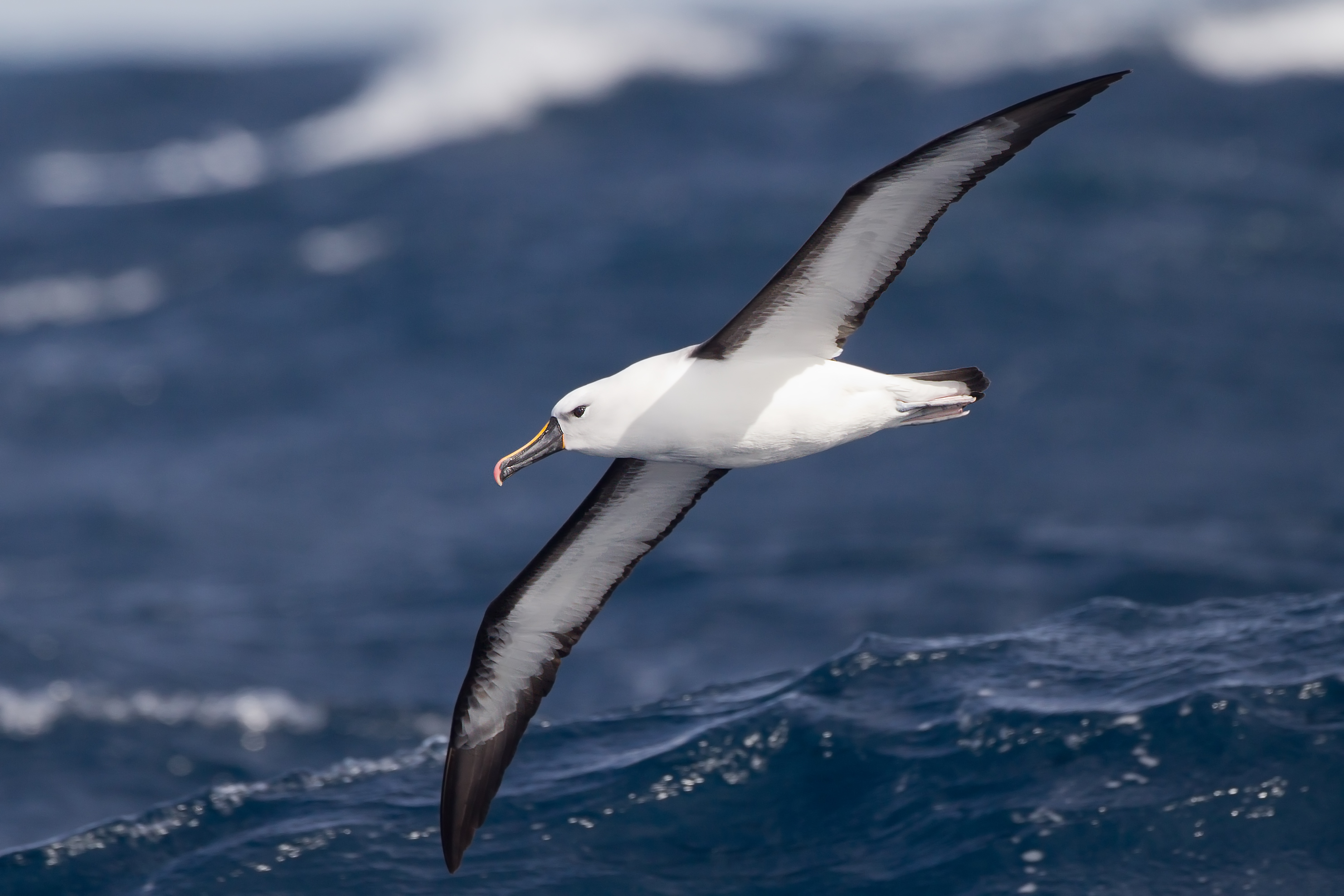
Альбатрос індоокеанський (Thalassarche carteri)

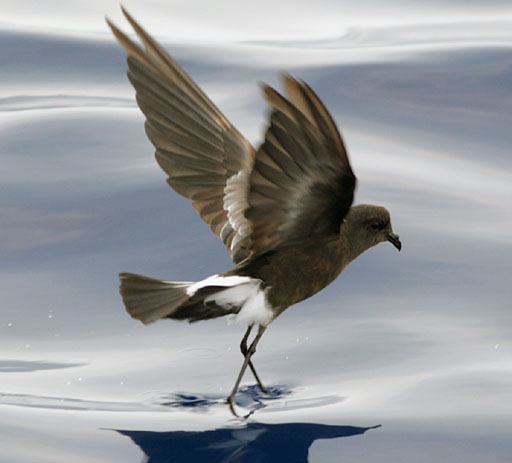
Океанник Вільсона (Oceanites oceanicus)

Родина: Буревісникові (Procellariidae)

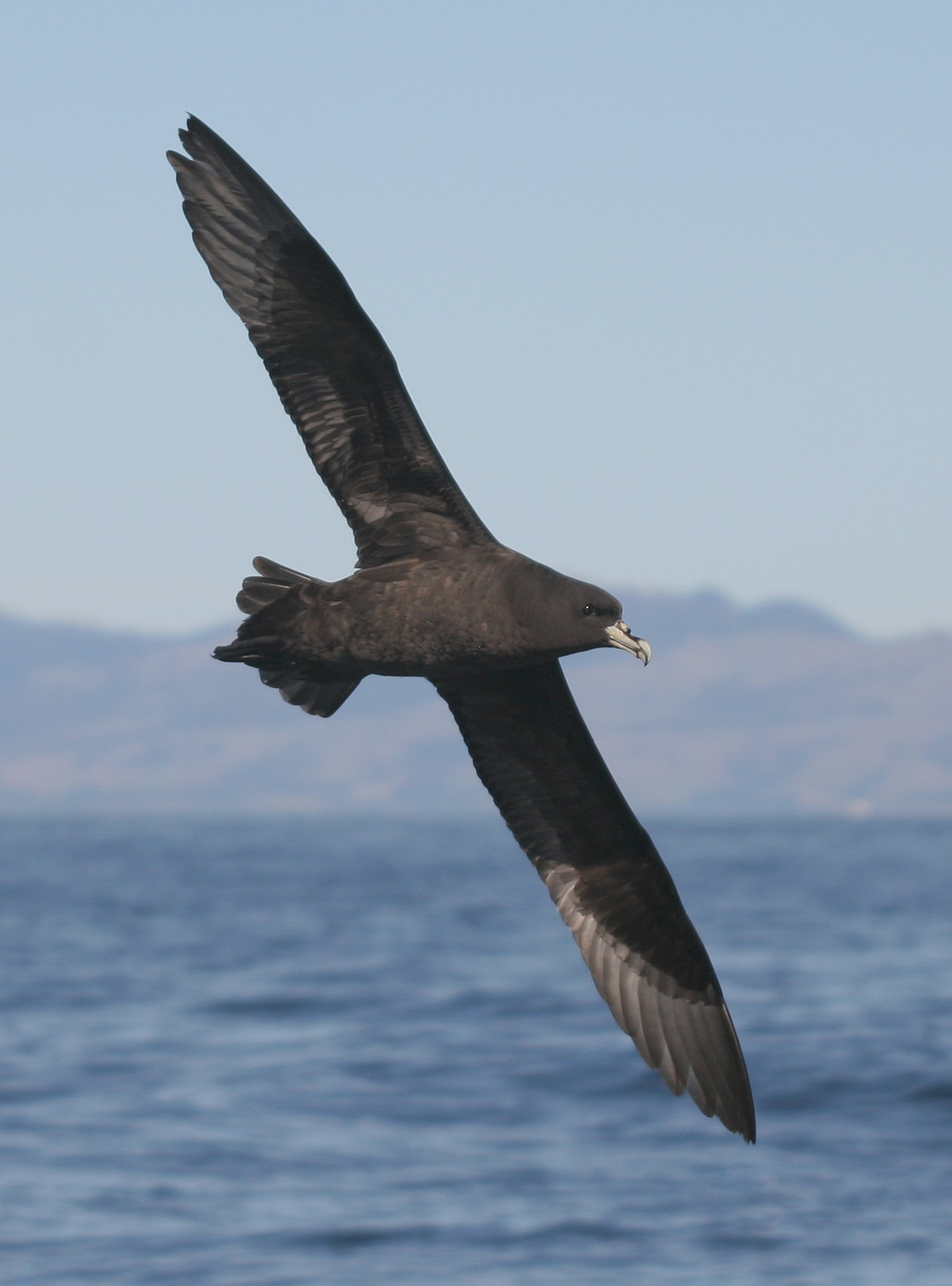
Буревісник білогорлий (Procellaria aequinoctialis)

| Українська назва                 | Біноміальна назва          | Примітки                                |
| -------------------------------- | -------------------------- | --------------------------------------- |
| Буревісник гігантський           | Macronectes giganteus      |                                         |
| Буревісник велетенський          | Macronectes halli          |                                         |
| Буревісник південний             | Fulmarus glacialoides      |                                         |
| Буревісник антарктичний          | Thalassoica antarctica     | Бродячий                                |
| Пінтадо                          | Daption capense            |                                         |
| Тайфунник кергеленський          | Aphrodroma brevirostris    | Бродячий                                |
| Тайфунник довгокрилий            | Pterodroma macroptera      |                                         |
| Тайфунник м'якоперий             | Pterodroma mollis          |                                         |
| Тайфунник реюньйонський          | Pterodroma baraui          | Бродячий; Під загрозою зникнення        |
| Тайфунник білоголовий            | Pterodroma lessonii        | Бродячий                                |
| Тайфунник атлантичний            | Pterodroma incerta         | Бродячий; Під загрозою зникнення        |
| Буревісник блакитний,            | Halobaena caerulea         | Бродячий                                |
| Пріон сніжний                    | Pachyptila turtur          | Бродячий                                |
| Пріон широкодзьобий              | Pachyptila vittata         | Бродячий                                |
| Пріон малий                      | Pachyptila salvini         | Бродячий                                |
| Пріон антарктичний               | Pachyptila desolata        |                                         |
| Пріон тонкодзьобий               | Pachyptila belcheri        | Бродячий                                |
| Тайфунник таїтійський            | Pseudobulweria rostrata    | Бродячий                                |
| Буревісник сірий                 | Procellaria cinerea        | Бродячий; Стан близький до загрозливого |
| Буревісник білогорлий            | Procellaria aequinoctialis | Вразливий                               |
| Буревісник тристанський          | Procellaria conspicillata  | Вразливий                               |
| Буревісник тихоокеанський        | Calonectris leucomelas     | Бродячий; Стан близький до загрозливого |
|                                  | Calonectris diomedea       |                                         |
| Буревісник світлоногий           | Ardenna carneipes          | Стан близький до загрозливого           |
| Буревісник великий               | Ardenna gravis             |                                         |
| Буревісник клинохвостий          | Ardenna pacifica           | Бродячий                                |
| Буревісник сивий                 | Ardenna grisea             | Стан близький до загрозливого           |
| Буревісник малий                 | Puffinus puffinus          |                                         |
| Буревісник-крихітка тристанський | Puffinus elegans           | Бродячий                                |
| Буревісник реюньйонський         | Puffinus bailloni          | Бродячий                                |

## Лелекоподібні(Ciconiiformes)

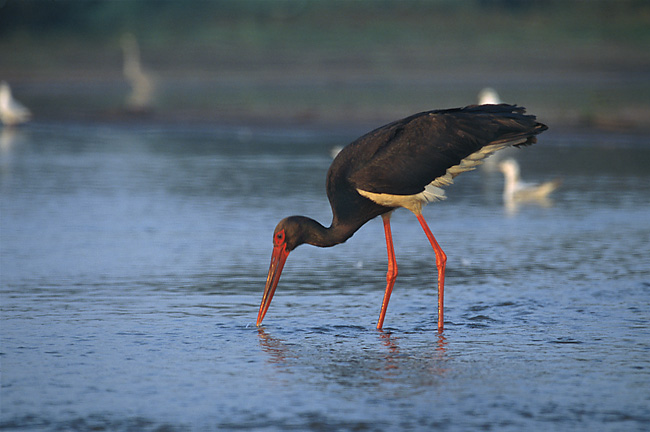
Лелека чорний (Ciconia nigra)

Родина: Лелекові (Ciconiidae)
| Українська назва              | Біноміальна назва             | Примітки  |
| ----------------------------- | ----------------------------- | --------- |
| Лелека-молюскоїд африканський | Anastomus lamelligerus        |           |
| Лелека чорний                 | Ciconia nigra                 |           |
| Лелека африканський           | Ciconia abdimii               |           |
| Лелека тропічний              | Ciconia microscelis           | Вразливий |
| Лелека білий                  | Ciconia ciconia               |           |
| Ябіру сенегальський           | Ephippiorhynchus senegalensis |           |
| Марабу африканський           | Leptoptilos crumenifer        |           |
| Лелека-тантал африканський    | Mycteria ibis                 |           |

## Сулоподібні(Suliformes)
Родина: Фрегатові (Fregatidae)
| Українська назва      | Біноміальна назва | Примітки |
| --------------------- | ----------------- | -------- |
| Фрегат-арієль         | Fregata ariel     | Бродячий |
| Фрегат тихоокеанський | Fregata minor     | Бродячий |

Родина: Сулові (Sulidae)
| Українська назва   | Біноміальна назва | Примітки               |
| ------------------ | ----------------- | ---------------------- |
| Сула жовтодзьоба   | Sula dactylatra   | Бродячий               |
| Сула білочерева    | Sula leucogaster  | Бродячий               |
| Сула червононога   | Sula sula         | Бродячий               |
| Сула африканська   | Morus capensis    | Під загрозою зникнення |
| Сула австралійська | Morus serrator    | Бродячий               |

Родина: Змієшийкові (Anhingidae)
| Українська назва      | Біноміальна назва | Примітки |
| --------------------- | ----------------- | -------- |
| Змієшийка африканська | Anhinga rufa      |          |

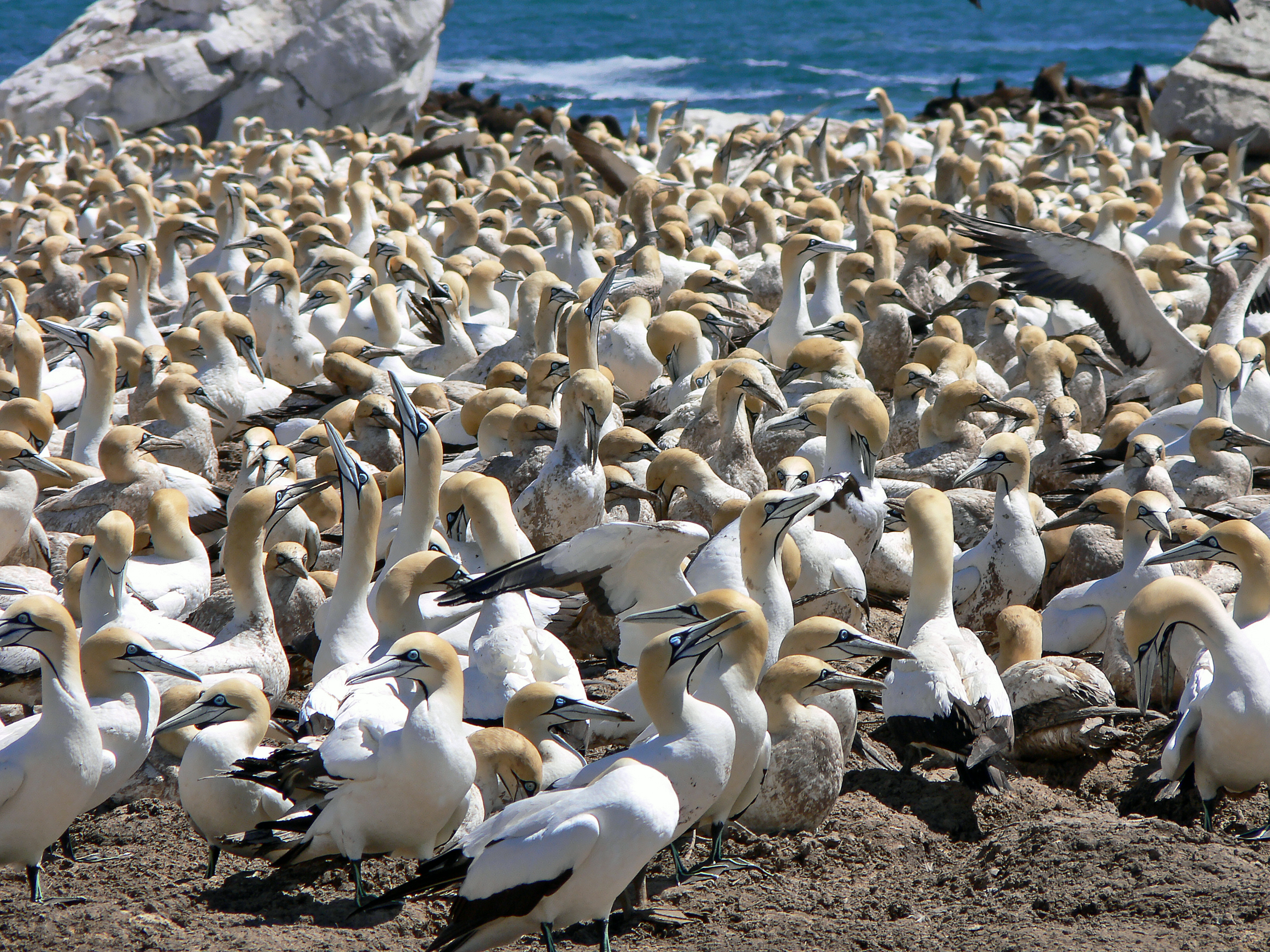
Сула африканська (Morus capensis)

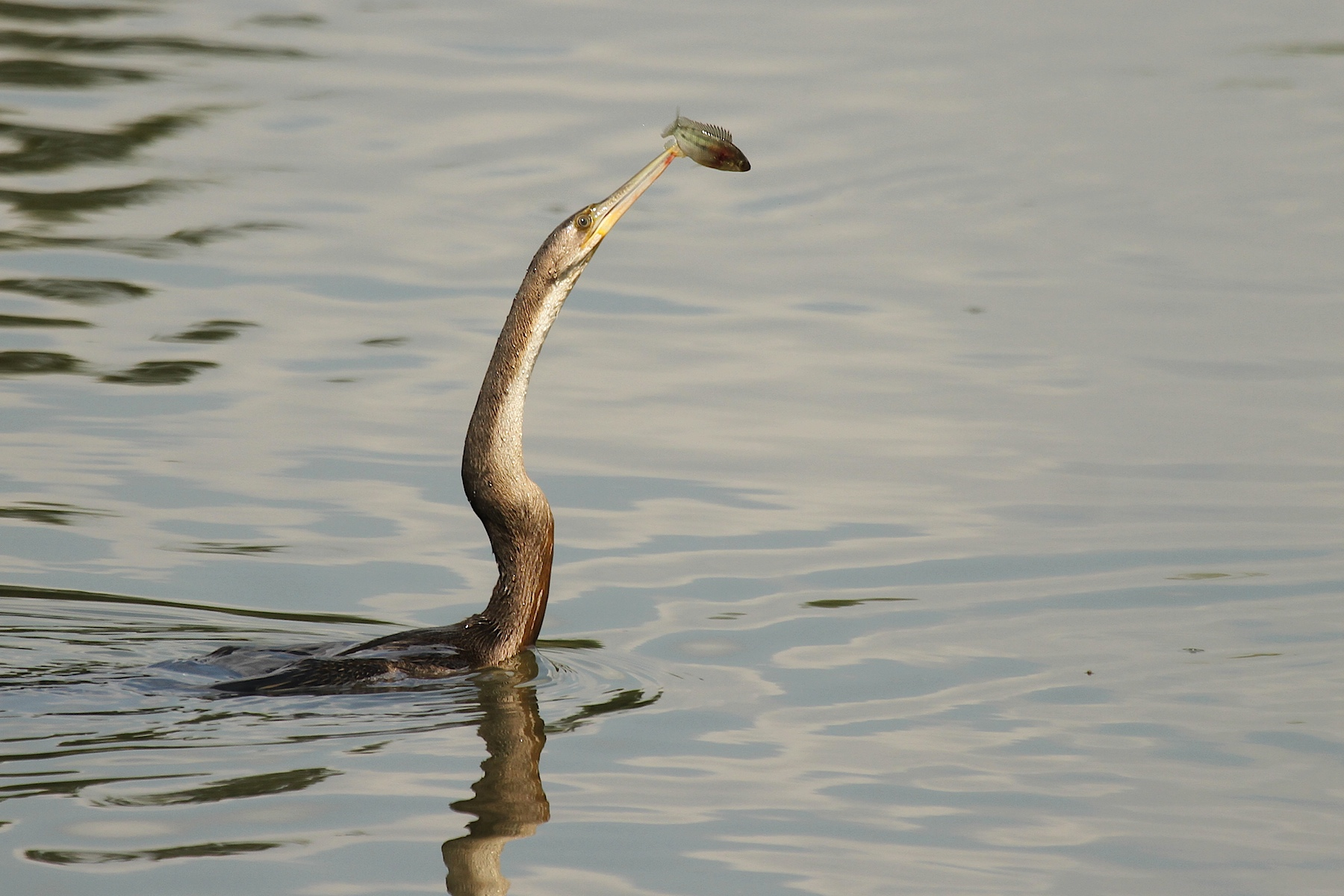
Змієшийка африканська (Anhinga rufa)

Родина: Бакланові (Phalacrocoracidae)

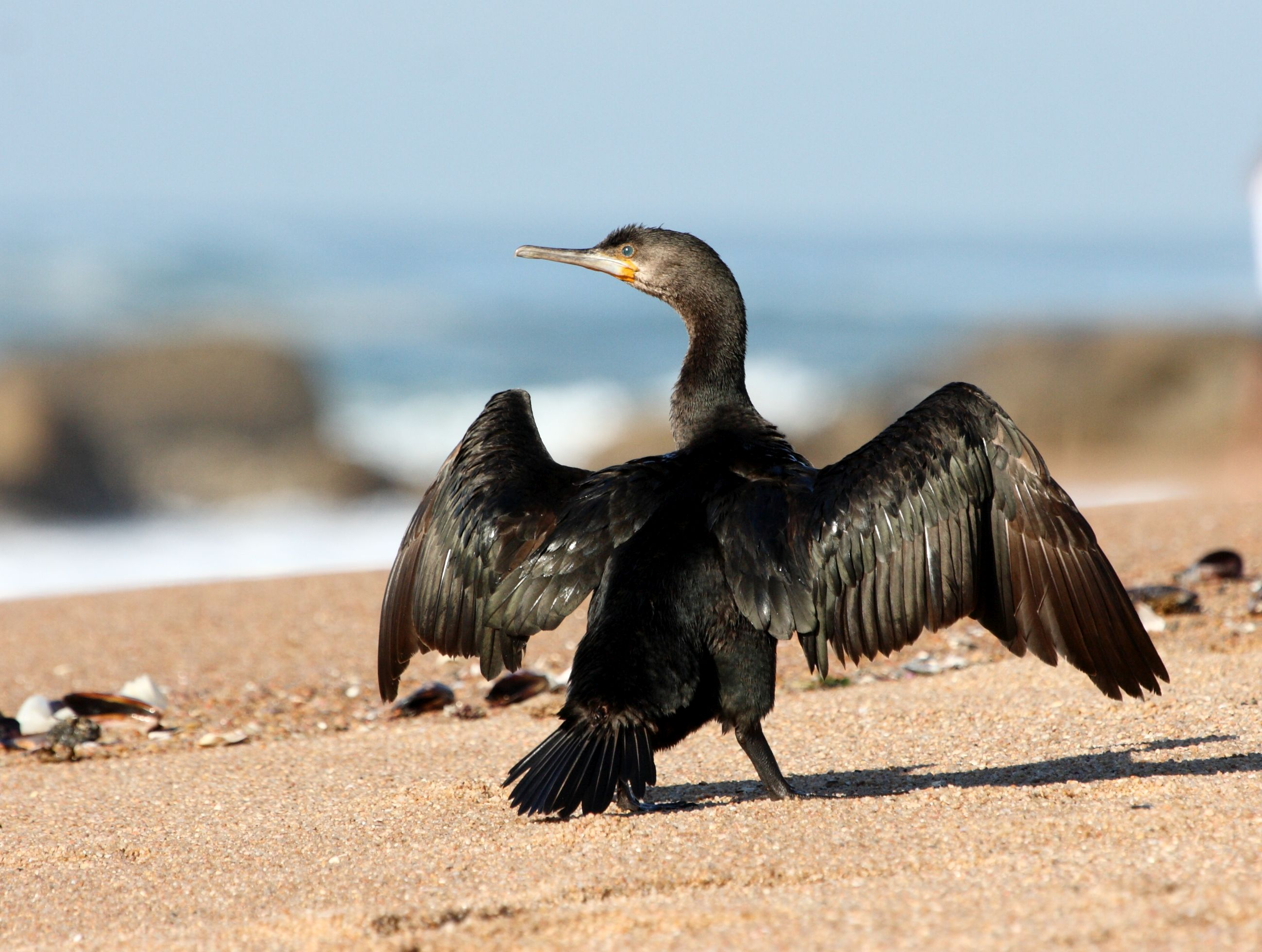
Баклан капський (Phalacrocorax capensis)

| Українська назва    | Біноміальна назва       | Примітки                      |
| ------------------- | ----------------------- | ----------------------------- |
| Баклан африканський | Microcarbo africanus    |                               |
| Баклан намібійський | Microcarbo coronatus    | Стан близький до загрозливого |
| Баклан великий      | Phalacrocorax carbo     |                               |
| Баклан капський     | Phalacrocorax capensis  | Під загрозою зникнення        |
| Баклан береговий    | Phalacrocorax neglectus | Під загрозою зникнення        |

## Пеліканоподібні(Pelecaniformes)

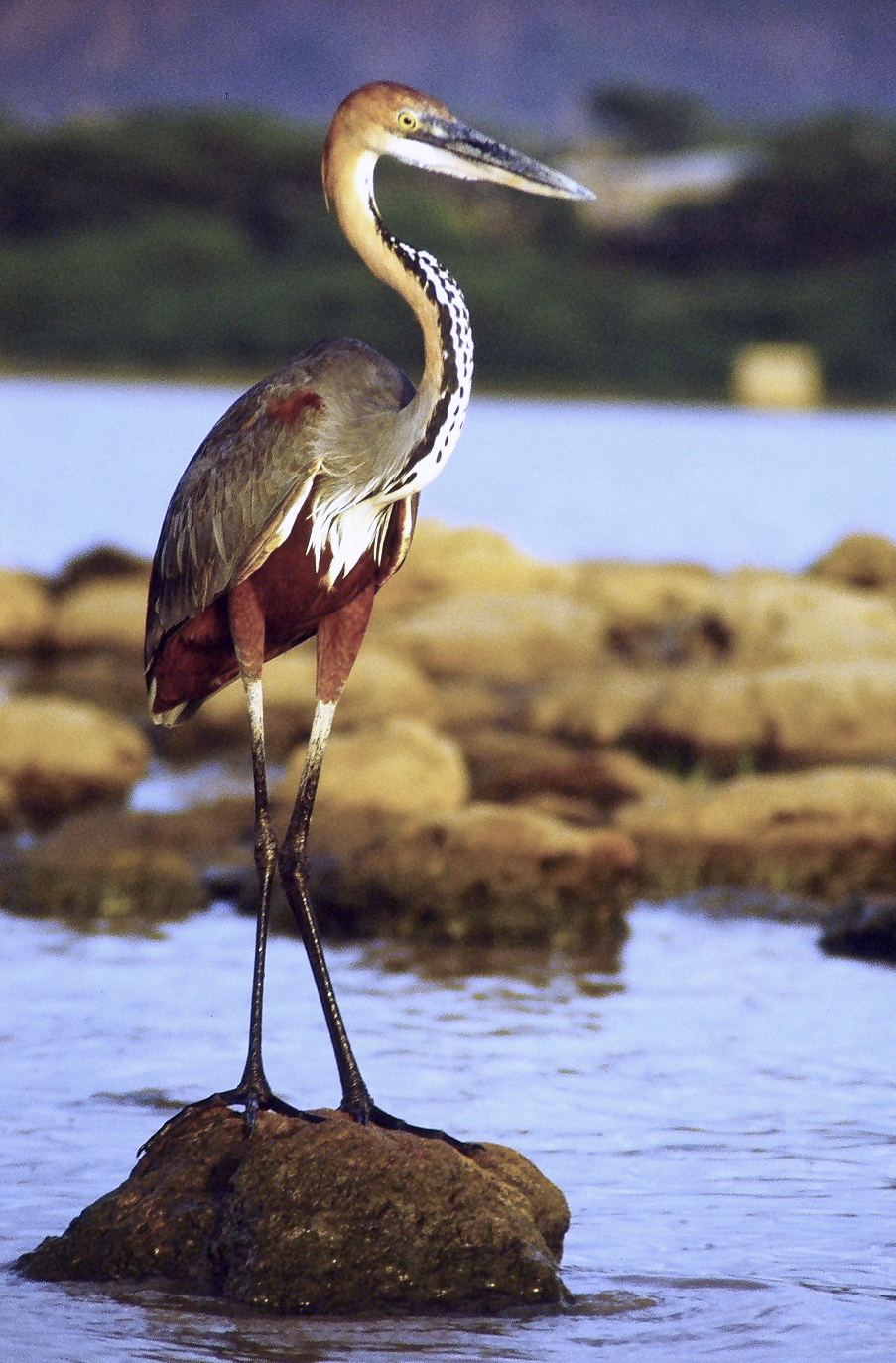
Чапля-велетень (Ardea goliath)

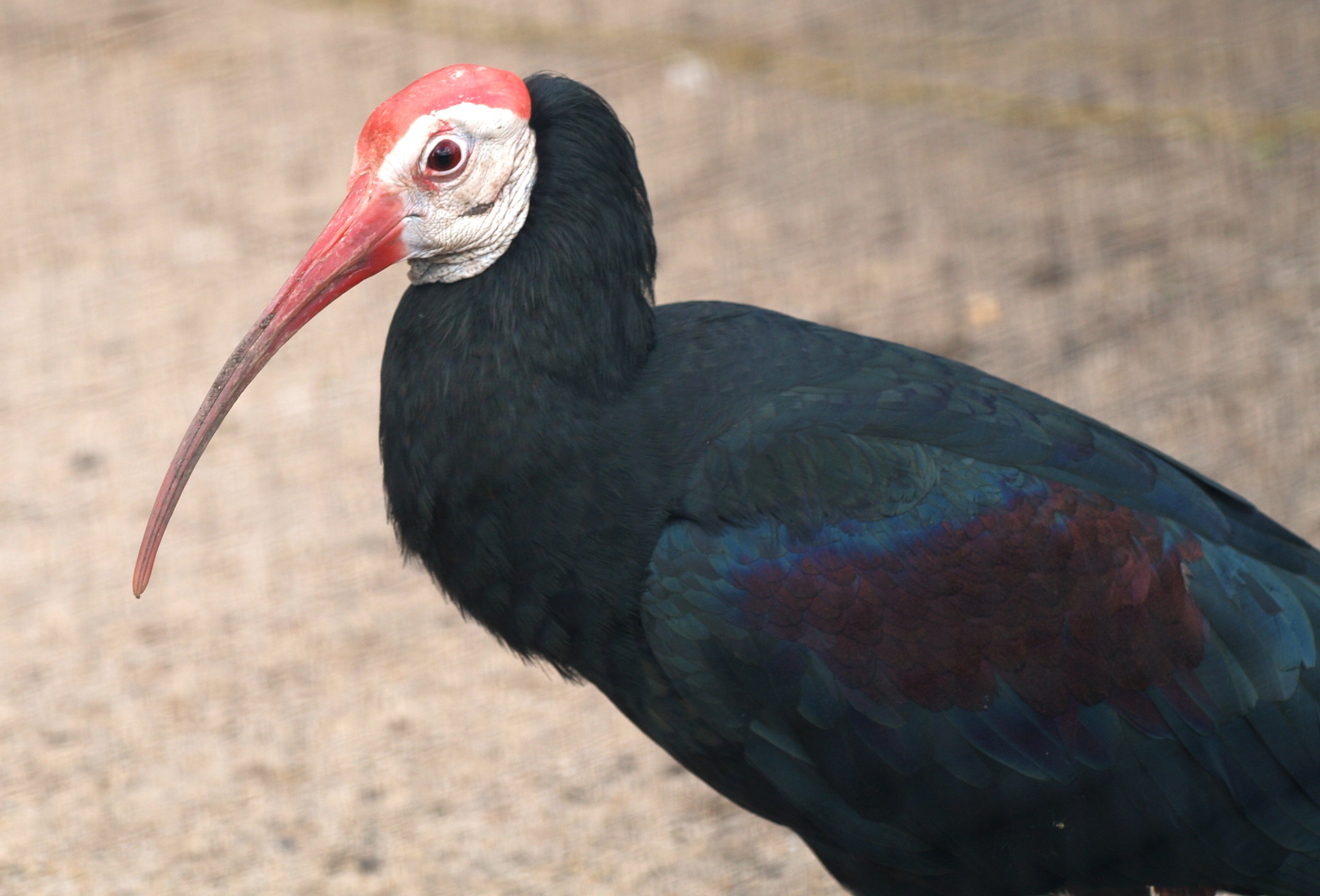
Ібіс-лисоголов південний (Geronticus calvus)

Родина: Пеліканові (Pelecanidae)
| Українська назва     | Біноміальна назва     | Примітки |
| -------------------- | --------------------- | -------- |
| Пелікан рожевий      | Pelecanus onocrotalus |          |
| Пелікан африканський | Pelecanus rufescens   |          |

Родина: Молотоголовові (Scopidae)
| Українська назва | Біноміальна назва | Примітки |
| ---------------- | ----------------- | -------- |
| Молотоголов      | Scopus umbretta   |          |

Родина: Чаплеві (Ardeidae)
| Українська назва      | Біноміальна назва     | Примітки            |
| --------------------- | --------------------- | ------------------- |
| Бугай водяний         | Botaurus stellaris    |                     |
| Бугайчик звичайний    | Ixobrychus minutus    |                     |
| Бугайчик африканський | Ixobrychus sturmii    |                     |
| Чапля сіра            | Ardea cinerea         |                     |
| Чапля чорноголова     | Ardea melanocephala   |                     |
| Чапля-велетень        | Ardea goliath         |                     |
| Чапля руда            | Ardea purpurea        |                     |
| Чепура велика         | Ardea alba            |                     |
| Чепура середня        | Ardea intermedia      |                     |
| Чапля синьодзьоба     | Ardeola idae          | Бродячий            |
| Чепура мала           | Egretta garzetta      |                     |
| Чепура американська   | Egretta thula         | Бродячий            |
| Чепура блакитна       | [gretta caerulea      | Бродячий            |
| Чепура ботсванійська  | [gretta vinaceigula   | Бродячий; Вразливий |
| Чепура чорна          | Egretta ardesiaca     |                     |
| Чапля єгипетська      | Bubulcus ibis         |                     |
|                       | Ardeola ralloides     |                     |
| Чапля рудочерева      | Ardeola rufiventris   |                     |
| Чапля мангрова        | Butorides striata     |                     |
| Квак звичайний        | Nycticorax nycticorax |                     |
| Квак білобокий        | Gorsachius leuconotus |                     |

Родина: Ібісові (Threskiornithidae)
| Українська назва         | Біноміальна назва        | Примітки                   |
| ------------------------ | ------------------------ | -------------------------- |
| Коровайка бура           | Plegadis falcinellus     |                            |
| Ібіс священний           | Threskiornis aethiopicus |                            |
| Ібіс-лисоголов південний | Geronticus calvus        | Ендемічний (SLE) Вразливий |
| Гагедаш                  | Bostrychia hagedash      |                            |
| Косар африканський       | Platalea alba            |                            |

## Яструбоподібні(Accipitriformes)

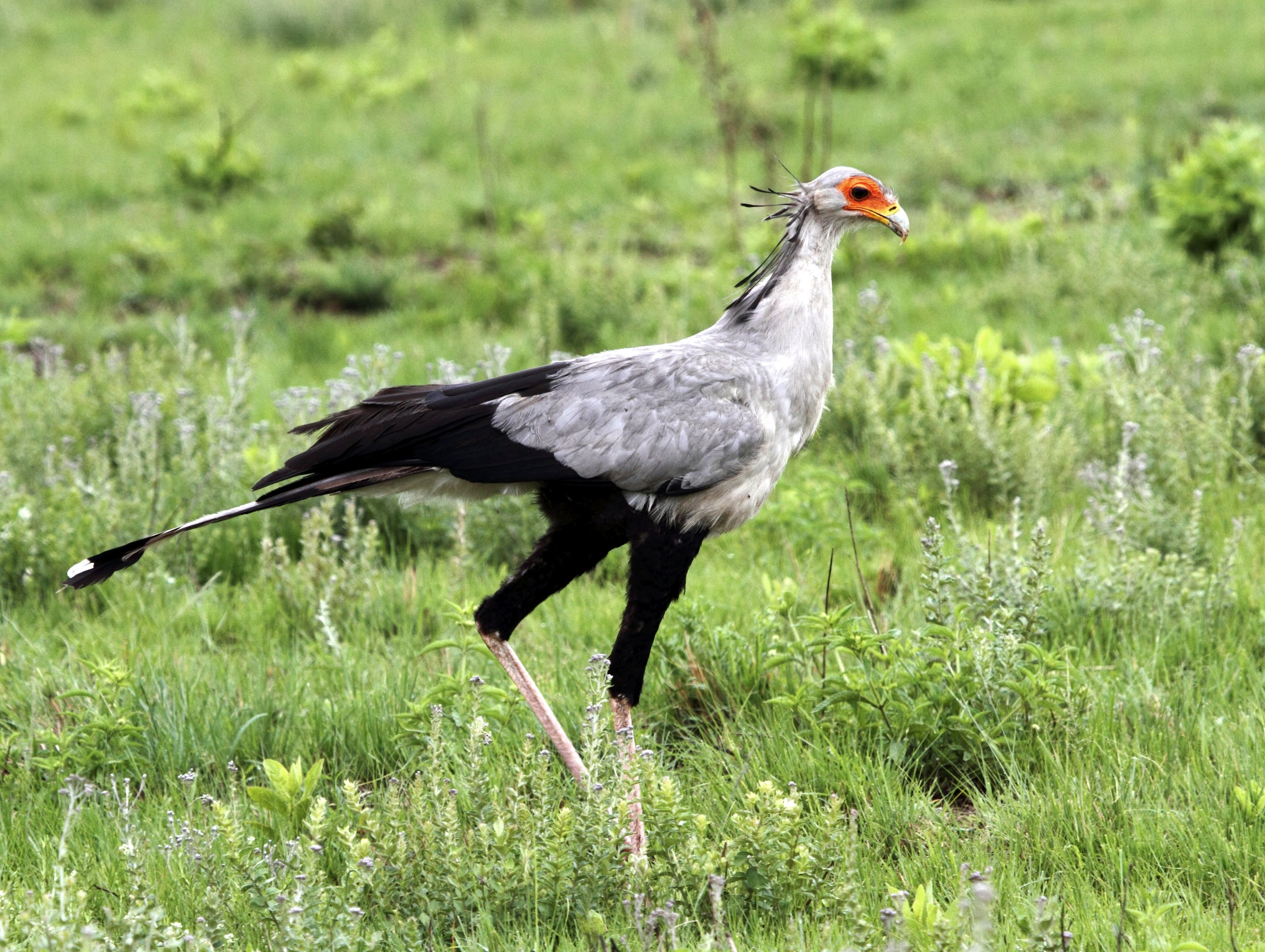
Птах-секретар (Sagittarius serpentarius)

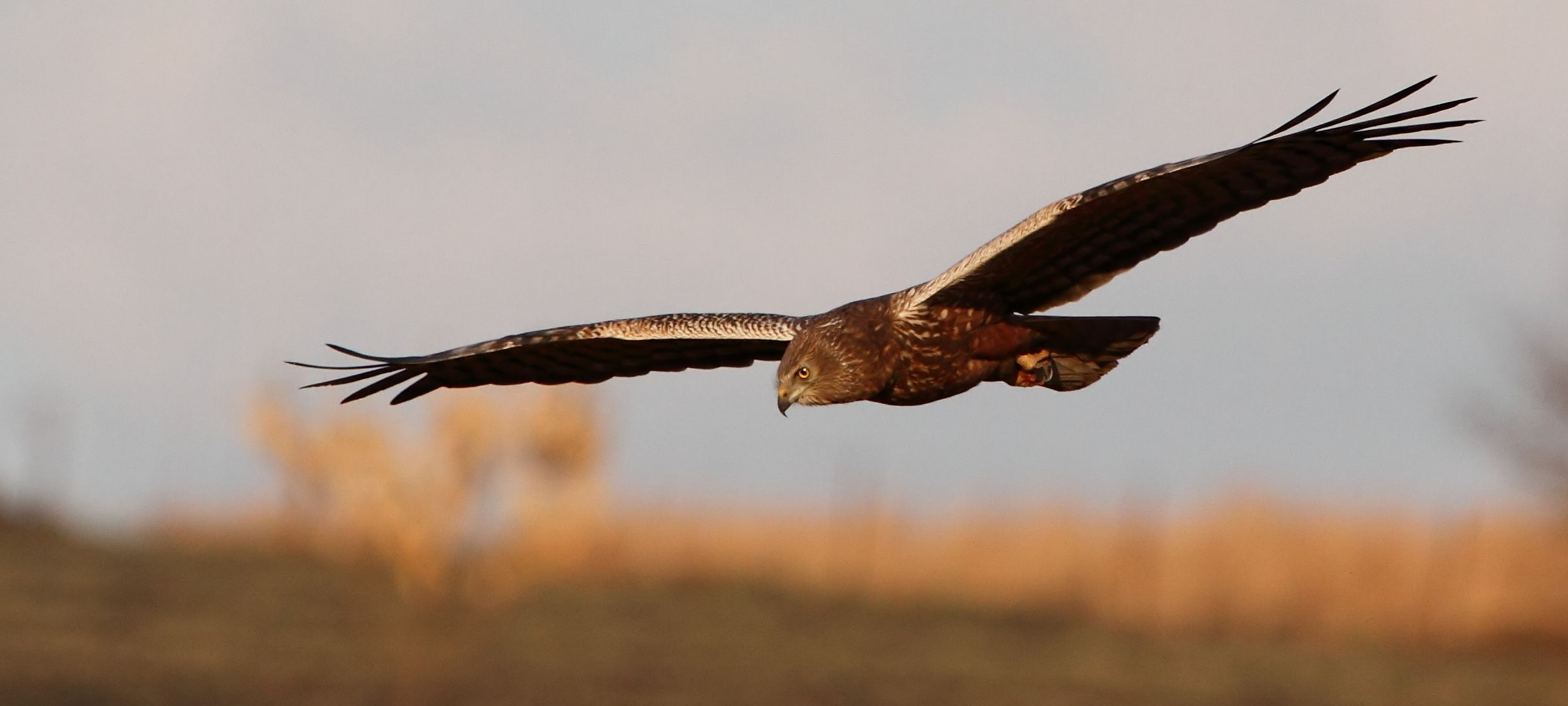
Лунь африканський (Circus ranivorus)

Родина: Секретарові (Sagittariidae)
| Українська назва | Біноміальна назва        | Примітки  |
| ---------------- | ------------------------ | --------- |
| Птах-секретар    | Sagittarius serpentarius | Вразливий |

Родина: Скопові (Pandionidae)
| Українська назва | Біноміальна назва | Примітки |
| ---------------- | ----------------- | -------- |
| Скопа            | Pandion haliaetus |          |

Родина: Яструбові (Accipitridae)
| Українська назва      | Біноміальна назва        | Примітки                                       |
| --------------------- | ------------------------ | ---------------------------------------------- |
| Шуліка чорноплечий    | Elanus caeruleus         |                                                |
|                       | Polyboroides typus       |                                                |
| Гриф пальмовий        | Gypohierax angolensis    |                                                |
| Ягнятник              | Gypaetus barbatus        | Стан близький до загрозливого                  |
| Стерв'ятник           | Neophron percnopterus    | Бродячий; Під загрозою зникнення               |
| Осоїд євразійський    | Pernis apivorus          |                                                |
| Шуляк африканський    | Aviceda cuculoides       |                                                |
| Гриф білоголовий      | Trigonoceps occipitalis  | На межі зникнення                              |
| Гриф африканський     | Torgos tracheliotos      | Під загрозою зникнення                         |
| Стерв'ятник бурий     | Necrosyrtes monachus     | На межі зникнення                              |
|                       | Gyps africanus           | На межі зникнення                              |
| Сип плямистий         | Gyps rueppelli           | Бродячий; На межі зникнення                    |
|                       | Gyps coprotheres         | Під загрозою зникнення                         |
|                       | Terathopius ecaudatus    | Стан близький до загрозливого                  |
|                       | Circaetus pectoralis     |                                                |
|                       | Circaetus cinereus       |                                                |
|                       | Circaetus fasciolatus    | Стан близький до загрозливого                  |
| Шуліка-широкорот      | Macheiramphus alcinus    |                                                |
| Орел вінценосний      | Stephanoaetus coronatus  | Стан близький до загрозливого                  |
| Орел-боєць            | Polemaetus bellicosus    | Вразливий                                      |
| Орел довгочубий       | Lophaetus occipitalis    |                                                |
| Підорлик малий        | Clanga pomarina          |                                                |
| Орел білоголовий      | Hieraaetus wahlbergi     |                                                |
| Орел-карлик           | Hieraaetus pennatus      |                                                |
|                       | Hieraaetus ayresii       |                                                |
| Орел рудий            | Aquila rapax             |                                                |
| Орел степовий         | Aquila nipalensis        | Під загрозою зникнення                         |
| Орел кафрський        | Aquila verreauxii        |                                                |
|                       | Aquila spilogaster       |                                                |
| Яструб-ящірколов      | Kaupifalco monogrammicus |                                                |
| Яструб-крикун темний  | Melierax metabates       |                                                |
| Яструб-крикун світлий | Melierax canorus         |                                                |
| Габар                 | Micronisus gabar         |                                                |
| Лунь очеретяний       | Circus aeruginosus       |                                                |
|                       | Circus ranivorus         |                                                |
|                       | Circus maurus            | Під загрозою зникнення                         |
| Лунь степовий         | Circus macrourus         | Стан близький до загрозливого                  |
| Лунь лучний           | Circus pygargus          |                                                |
| Яструб ангольський    | Accipiter tachiro        |                                                |
| Яструб туркестанський | Accipiter badius         |                                                |
| Яструб савановий      | Accipiter minullus       |                                                |
| Яструб намібійський   | Accipiter ovampensis     |                                                |
| Яструб кенійський     | Accipiter rufiventris    |                                                |
| Яструб чорний         | Accipiter melanoleucus   |                                                |
| Шуліка чорний         | Milvus migrans           |                                                |
|                       | Milvus aegyptius         |                                                |
| Орлан-крикун          | Haliaeetus vocifer       |                                                |
| Канюк звичайний       | Buteo buteo              |                                                |
|                       | Buteo trizonatus         | Ендемічний (SLE) Стан близький до загрозливого |
|                       | Buteo auguralis          | Бродячий                                       |
| Канюк скельний        | Buteo rufofuscus         |                                                |

## Совоподібні(Strigiformes)
Родина: Сипухові (Tytonidae)
| Українська назва   | Біноміальна назва | Примітки |
| ------------------ | ----------------- | -------- |
| Сипуха африканська | Tyto capensis     |          |
| Сипуха крапчаста   | Tyto alba         |          |

Родина: Совові (Strigidae)
| Українська назва         | Біноміальна назва   | Примітки |
| ------------------------ | ------------------- | -------- |
| Сплюшка африканська      | Otus senegalensis   |          |
| Сплюшка південна         | Ptilopsis granti    |          |
| Пугач капський           | Bubo capensis       |          |
| Пугач африканський       | Bubo africanus      |          |
| Пугач блідий             | Bubo lacteus        |          |
| Сова-рибоїд смугаста     | Scotopelia peli     |          |
| Сичик-горобець савановий | Glaucidium perlatum |          |
|                          | Glaucidium capense  |          |
| Сова-лісовик африканська | Strix woodfordii    |          |
| Сова африканська         | Asio capensis       |          |

## Чепігоподібні(Coliiformes)
Родина: Чепігові (Coliidae)
| Українська назва    | Біноміальна назва | Примітки |
| ------------------- | ----------------- | -------- |
| Чепіга бурокрила    | Colius striatus   |          |
| Чепіга намібійська  | Colius colius     |          |
| Паяро вохристоволий | Urocolius indicus |          |

## Трогоноподібні(Trogoniformes)
Родина: Трогонові (Trogonidae)
| Українська назва | Біноміальна назва | Примітки |
| ---------------- | ----------------- | -------- |
| Трогон зелений   | Apaloderma narina |          |

## Bucerotiformes
Родина: Одудові (Upupidae)
| Українська назва | Біноміальна назва | Примітки |
| ---------------- | ----------------- | -------- |
| Одуд             | Upupa epops       |          |

Родина: Слотнякові (Phoeniculidae)
| Українська назва   | Біноміальна назва        | Примітки |
| ------------------ | ------------------------ | -------- |
| Слотняк пурпуровий | Phoeniculus purpureus    |          |
| Ірисор великий     | Rhinopomastus cyanomelas |          |

Родина: Кромкачні (Bucorvinae)
| Українська назва  | Біноміальна назва    | Примітки  |
| ----------------- | -------------------- | --------- |
| Кромкач кафрський | Bucorvus leadbeateri | Вразливий |

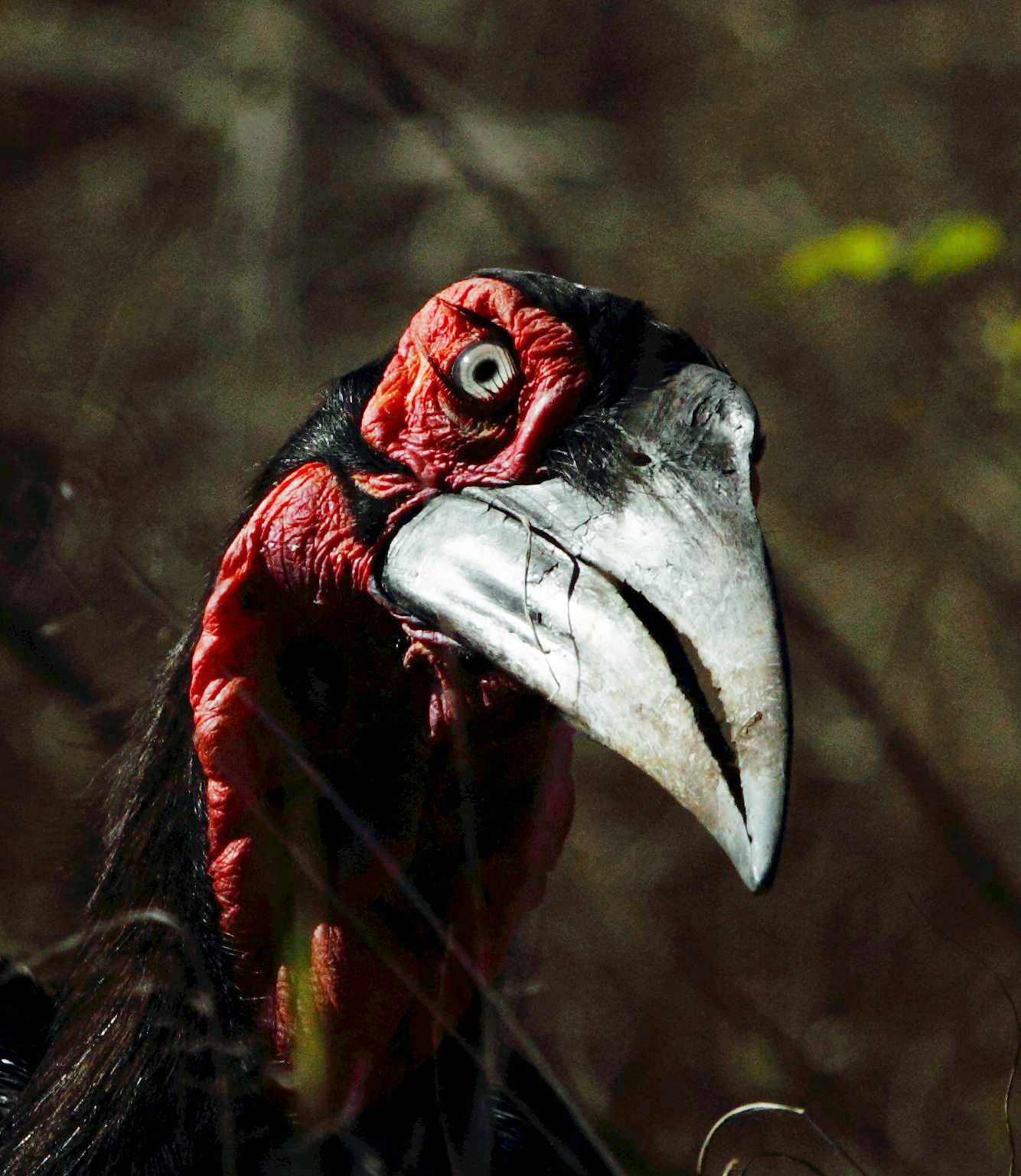
Кромкач кафрський (Bucorvus leadbeateri)

Родина: Птахи-носороги (Bucerotidae)
| Українська назва     | Біноміальна назва         | Примітки |
| -------------------- | ------------------------- | -------- |
| Токо бурий           | Lophoceros alboterminatus |          |
| Токо плямистодзьобий | Lophoceros nasutus        |          |
| Токо намібійський    | Tockus leucomelas         |          |
| Токо південний       | Tockus rufirostris        |          |
| Калао-трубач         | Bycanistes bucinator      |          |

## Сиворакшоподібні(Coraciiformes)
Родина: Рибалочкові (Alcedinidae)
| Українська назва                | Біноміальна назва     | Примітки |
| ------------------------------- | --------------------- | -------- |
| Рибалочка кобальтовий           | Alcedo semitorquata   |          |
| Рибалочка діадемовий            | Corythornis cristatus |          |
| Рибалочка-крихітка синьоголовий | Ispidina picta        |          |
| Альціон сіроголовий             | Halcyon leucocephala  |          |
| Альціон сенегальський           | Halcyon senegalensis  |          |
| Альціон мангровий               | Halcyon senegaloides  |          |
| Альціон буроголовий             | Halcyon albiventris   |          |
| Альціон малий                   | Halcyon chelicuti     |          |
| Рибалочка-чубань африканський   | Megaceryle maxima     |          |
| Рибалочка строкатий             | Ceryle rudis          |          |

Родина: Бджолоїдкові (Meropidae)
| Українська назва      | Біноміальна назва    | Примітки |
| --------------------- | -------------------- | -------- |
| Бджолоїдка білолоба   | Merops bullockoides  |          |
| Бджолоїдка карликова  | Merops pusillus      |          |
| Бджолоїдка вилохвоста | Merops hirundineus   |          |
| Бджолоїдка білогорла  | Merops albicollis    | Бродячий |
| Бджолоїдка зелена     | Merops persicus      |          |
| Бджолоїдка оливкова   | Merops superciliosus | Бродячий |
| Бджолоїдка звичайна   | Merops apiaster      |          |
|                       | Merops nubicoides    |          |

Родина: Сиворакшові (Coraciidae)
| Українська назва       | Біноміальна назва    | Примітки |
| ---------------------- | -------------------- | -------- |
| Сиворакша євразійська  | Coracias garrulus    |          |
| Сиворакша рожевовола   | Coracias caudatus    |          |
| Сиворакша мозамбіцька  | Coracias spatulatus  |          |
| Сиворакша білоброва    | Coracias naevius     |          |
| Широкорот африканський | Eurystomus glaucurus |          |

## Дятлоподібні(Piciformes)

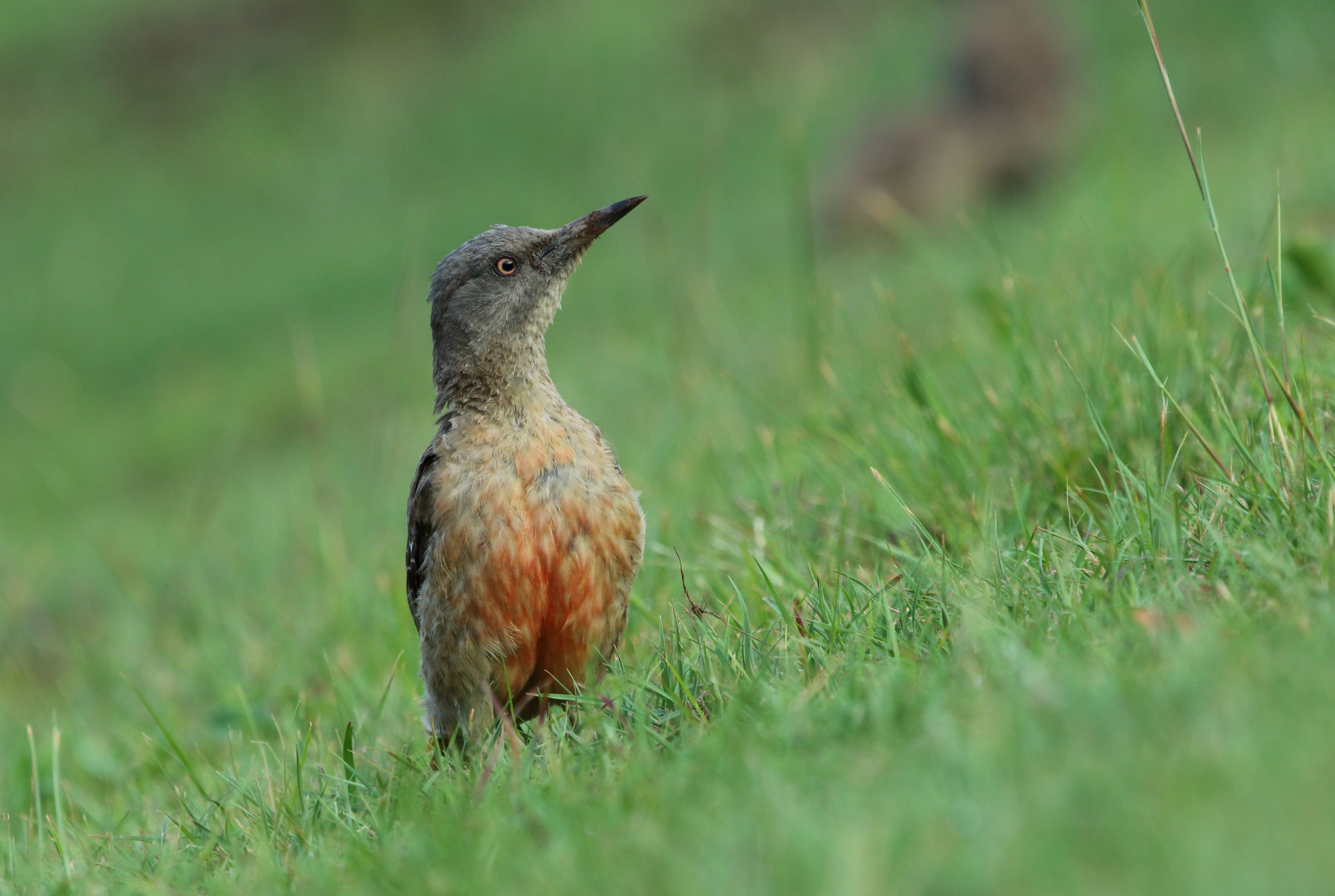
Дятел сіроголовий (Geocolaptes olivaceus)

Родина: Лібійні (Lybiidae)
| Українська назва         | Біноміальна назва       | Примітки |
| ------------------------ | ----------------------- | -------- |
| Барбудо чубатий          | Trachyphonus vaillantii |          |
| Барбікан білогузий       | Stactolaema leucotis    |          |
| Барбікан оливковий       | Stactolaema olivacea    |          |
| Барбіон золотогузий      | Pogoniulus bilineatus   |          |
| Барбіон червонолобий     | Pogoniulus pusillus     |          |
| Барбіон жовтолобий       | Pogoniulus chrysoconus  |          |
| Лібія-зубодзьоб акацієва | Tricholaema leucomelas  |          |
| Лібія чорношия           | Lybius torquatus        |          |

Родина: Воскоїдові (Indicatoridae)
| Українська назва     | Біноміальна назва    | Примітки |
| -------------------- | -------------------- | -------- |
| Ковтач світлочеревий | Prodotiscus regulus  |          |
| Воскоїд малий        | Indicator minor      |          |
| Воскоїд строкатий    | Indicator variegatus |          |
| Воскоїд великий      | Indicator indicator  |          |

Родина: Дятлові (Picidae)
| Українська назва         | Біноміальна назва          | Примітки                                  |
| ------------------------ | -------------------------- | ----------------------------------------- |
| Крутиголовка африканська | Jynx ruficollis            |                                           |
| Дятел сірощокий          | Dendropicos fuscescens     |                                           |
| Дятел бородатий          | Chloropicus namaquus       |                                           |
| Дятел оливковий          | Dendropicos griseocephalus |                                           |
|                          | Geocolaptes olivaceus      | Ендемічний; Стан близький до загрозливого |
| Дятлик акацієвий         | Campethera bennettii       |                                           |
| Дятлик золотохвостий     | Campethera abingoni        |                                           |
| Дятлик натальський       | Campethera notata          | Стан близький до загрозливого             |

## Соколоподібні(Falconiformes)
Родина: Соколові (Falconidae)
| Українська назва            | Біноміальна назва        | Примітки                                 |
| --------------------------- | ------------------------ | ---------------------------------------- |
| Сокіл-крихітка африканський | Polihierax semitorquatus |                                          |
| Боривітер степовий          | Falco naumanni           | Вразливий                                |
| Боривітер савановий         | Falco rupicolus          |                                          |
| Боривітер великий           | Falco rupicoloides       |                                          |
| Боривітер білоголовий       | Falco dickinsoni         |                                          |
| Турумті                     | Falco chicquera          |                                          |
| Кібчик червононогий         | Falco vespertinus        | Стан близький до загрозливого ; Зимуючий |
| Кібчик амурський            | Falco amurensis          | Зимуючий                                 |
| Підсоколик Елеонори         | [alco eleonorae          | Бродячий                                 |
| Підсоколик сірий            | Falco concolor           | Стан близький до загрозливого            |
| Підсоколик великий          | Falco subbuteo           |                                          |
| Підсоколик африканський     | Falco cuvierii           | Бродячий                                 |
| Ланер                       | Falco biarmicus          |                                          |
| Сапсан                      | Falco peregrinus         |                                          |
| Сокіл-малюк                 | Falco fasciinucha        | Вразливий                                |

## Папугоподібні(Psittaciformes)
Родина: Psittaculidae
| Українська назва        | Біноміальна назва     | Примітки       |
| ----------------------- | --------------------- | -------------- |
| Папуга Крамера          | Psittacula krameri    | Інтродукований |
| Нерозлучник рожевощокий | Agapornis roseicollis |                |

Родина: Папугові (Psittacidae)
| Українська назва             | Біноміальна назва         | Примітки   |
| ---------------------------- | ------------------------- | ---------- |
|                              | Poicephalus fuscicollis   | Вразливий  |
| Папуга-довгокрил капський    | Poicephalus robustus      | Ендемічний |
| Папуга-довгокрил жовтоплечий | Poicephalus meyeri        |            |
| Папуга-довгокрил буроголовий | Poicephalus cryptoxanthu] |            |

## Горобцеподібні(Passeriformes)

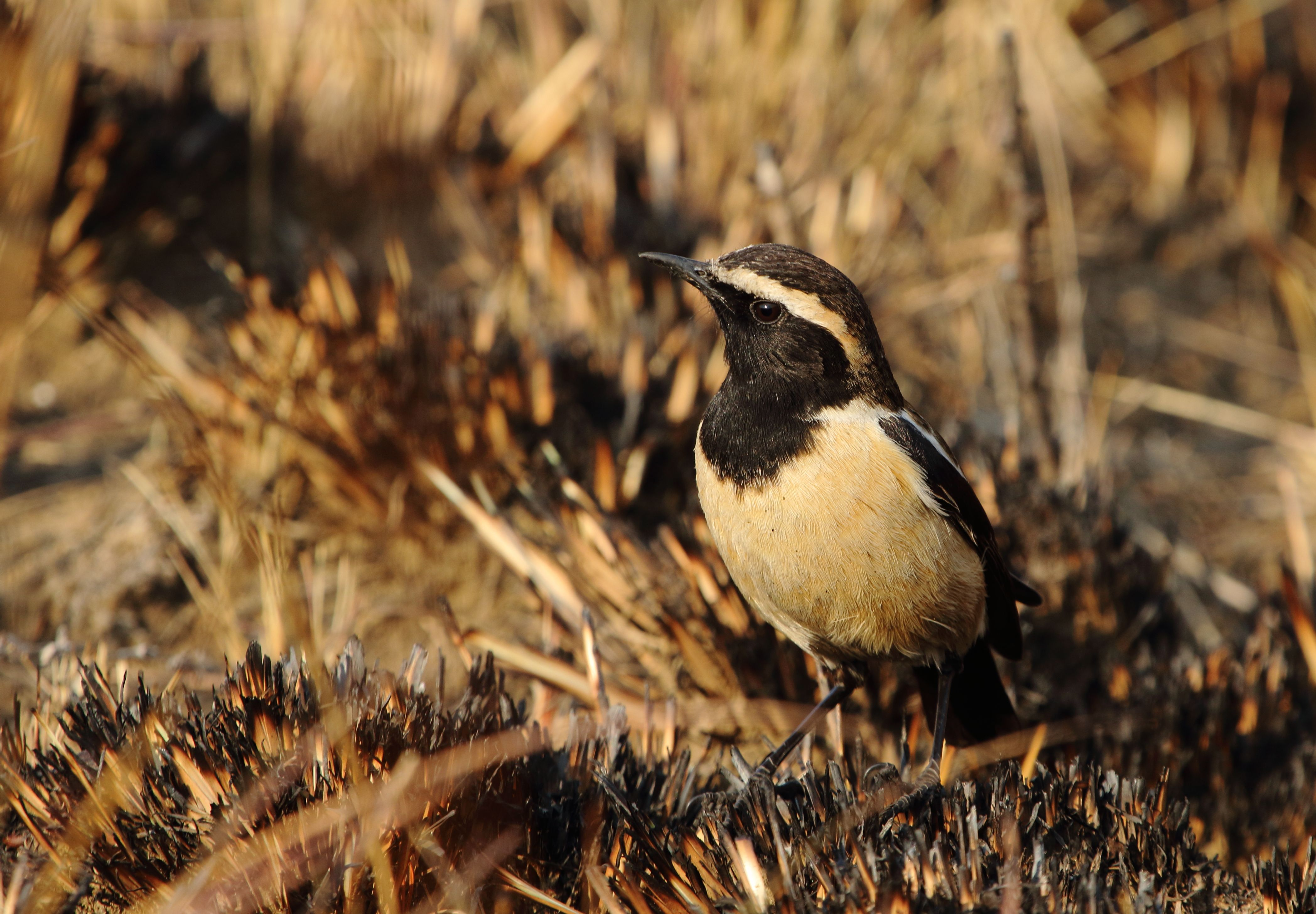
Трав'янка чорнощока (Campicoloides bifasciatus)

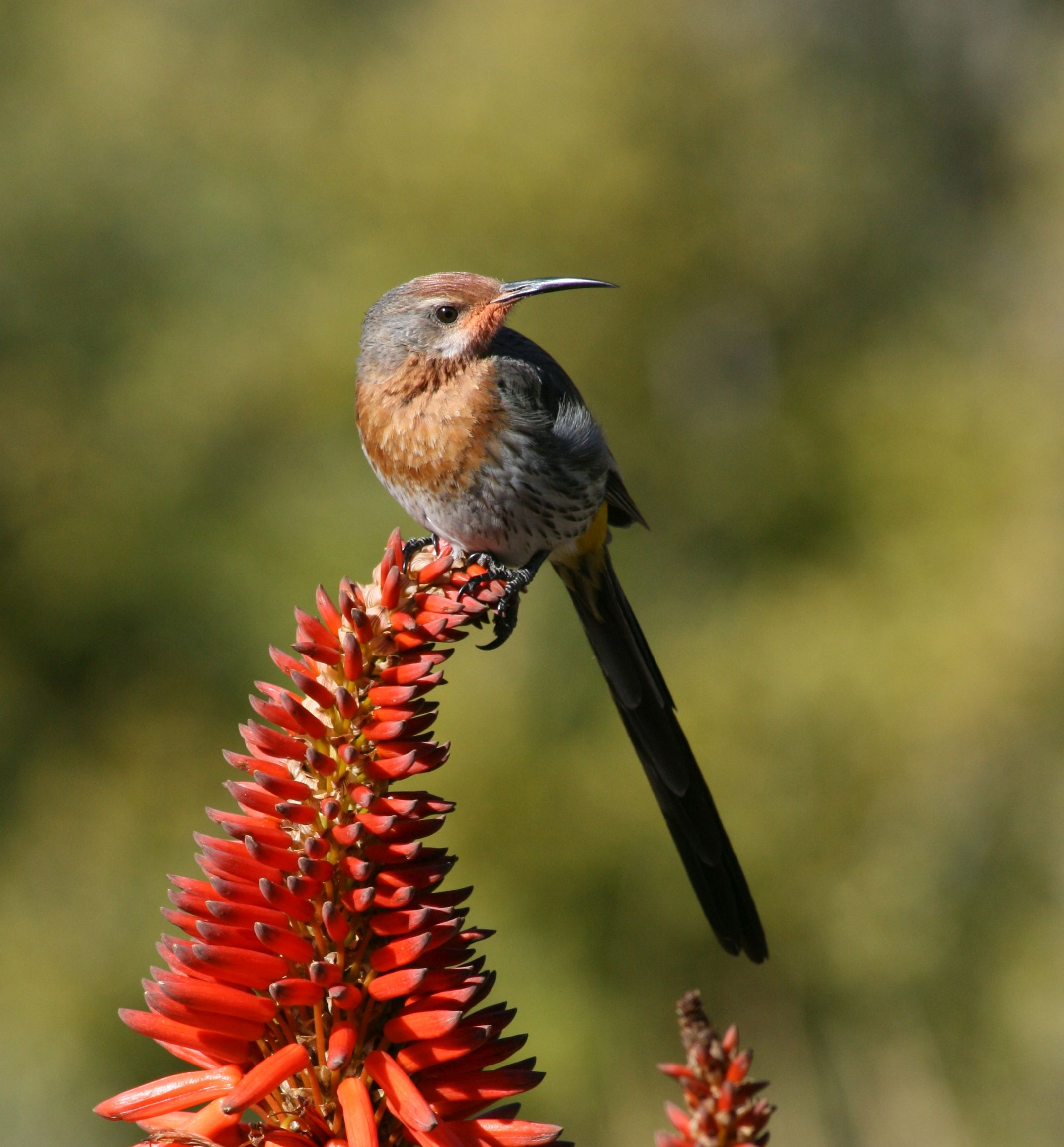
Цукролюб рудоволий (Promerops gurneyi)

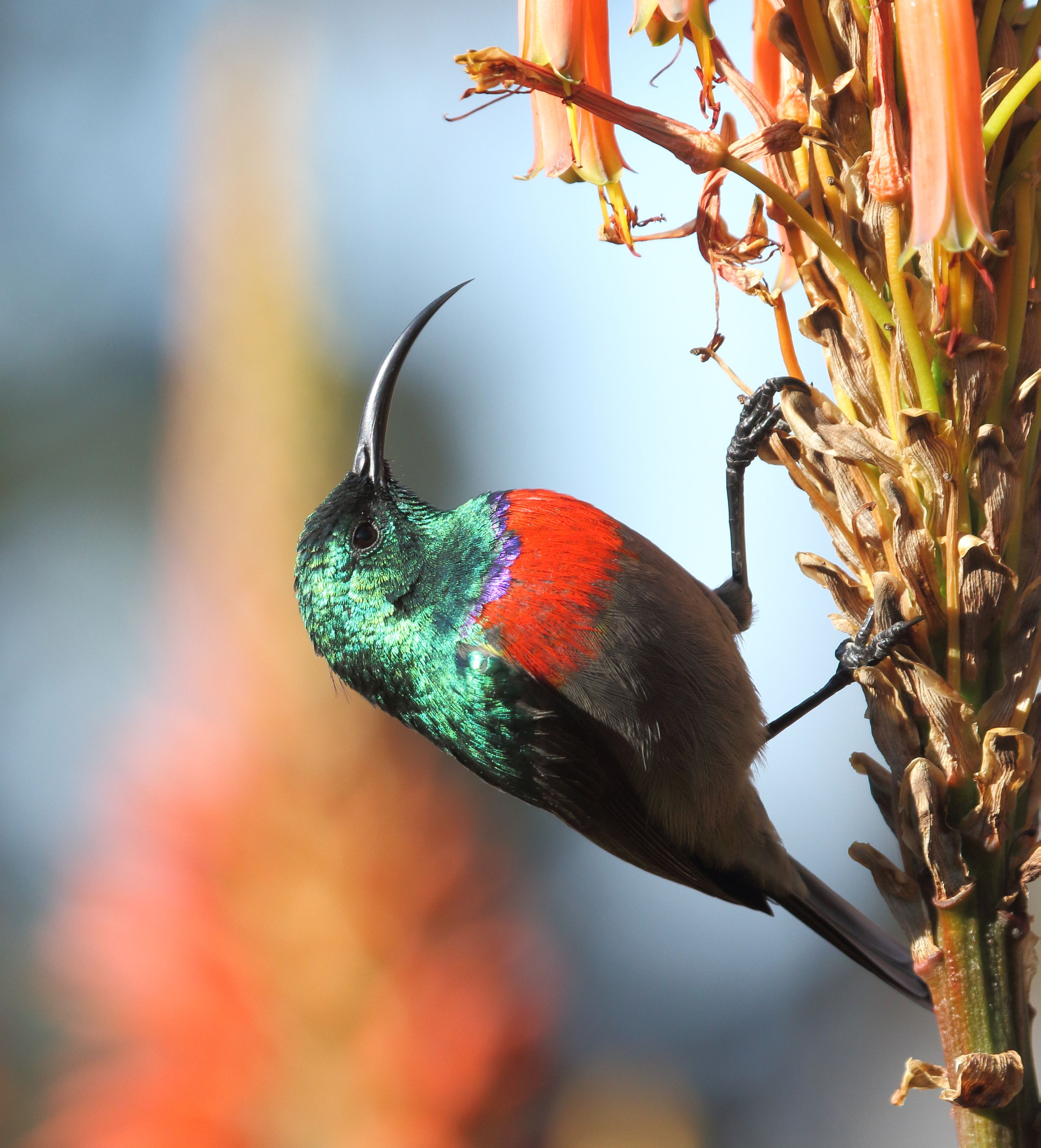
Маріка південна (Cinnyris chalybeus)

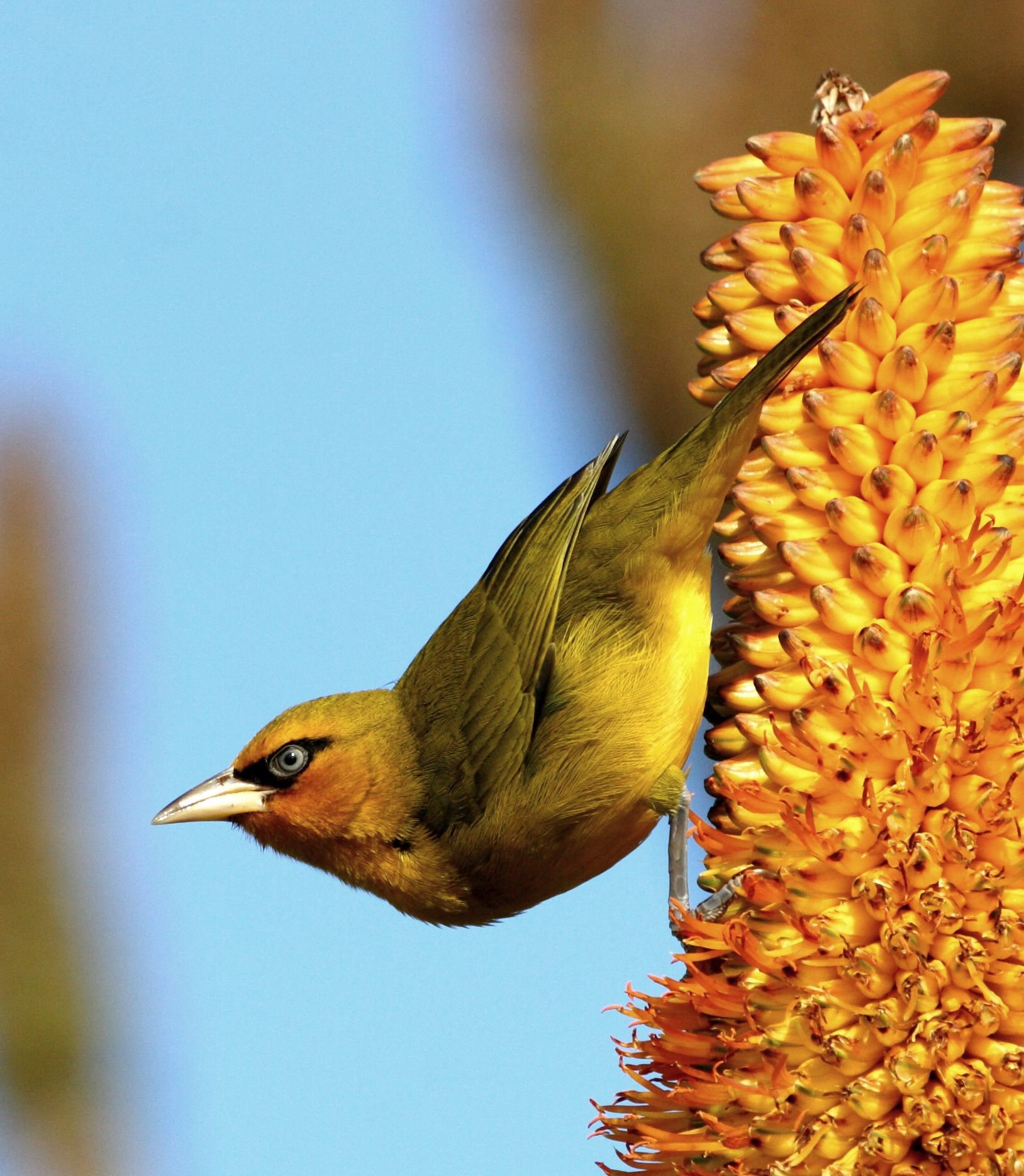
Ткачик чорногорлий (Ploceus ocularis)

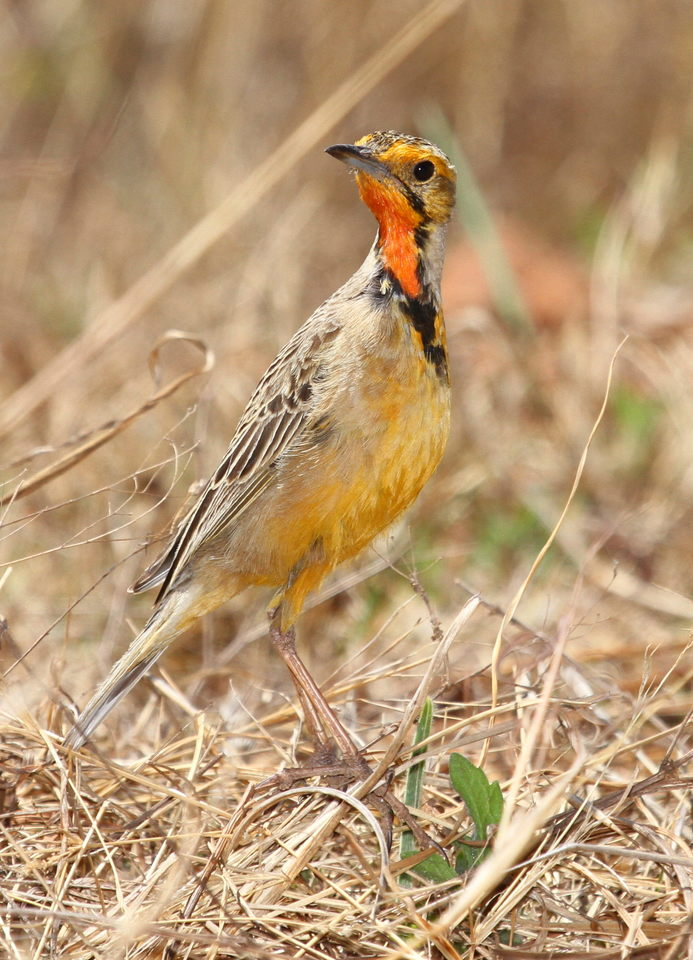
Пікулик рудогорлий (Macronyx capensis)

Родина: Смарагдорогодзьобові (Calyptomenidae)
| Українська назва         | Біноміальна назва   | Примітки |
| ------------------------ | ------------------- | -------- |
| Широкодзьоб чорноголовий | Smithornis capensis |          |

Родина: Пітові (Pittidae)
| Українська назва | Біноміальна назва | Примітки |
| ---------------- | ----------------- | -------- |
| Піта ангольська  | Pitta angolensis  | Бродячий |

Родина: Личинкоїдові (Campephagidae)
| Українська назва    | Біноміальна назва     | Примітки |
| ------------------- | --------------------- | -------- |
| Шикачик сірий       | Ceblepyris caesius    |          |
| Шикачик білочеревий | Ceblepyris pectoralis |          |
| Личинкоїд південний | Campephaga flava      |          |

Родина: Вивільгові (Oriolidae)
| Українська назва  | Біноміальна назва | Примітки |
| ----------------- | ----------------- | -------- |
| Вивільга звичайна | Oriolus oriolus   |          |
| Вивільга золота   | Oriolus auratus   |          |
| Вивільга південна | Oriolus larvatus  |          |

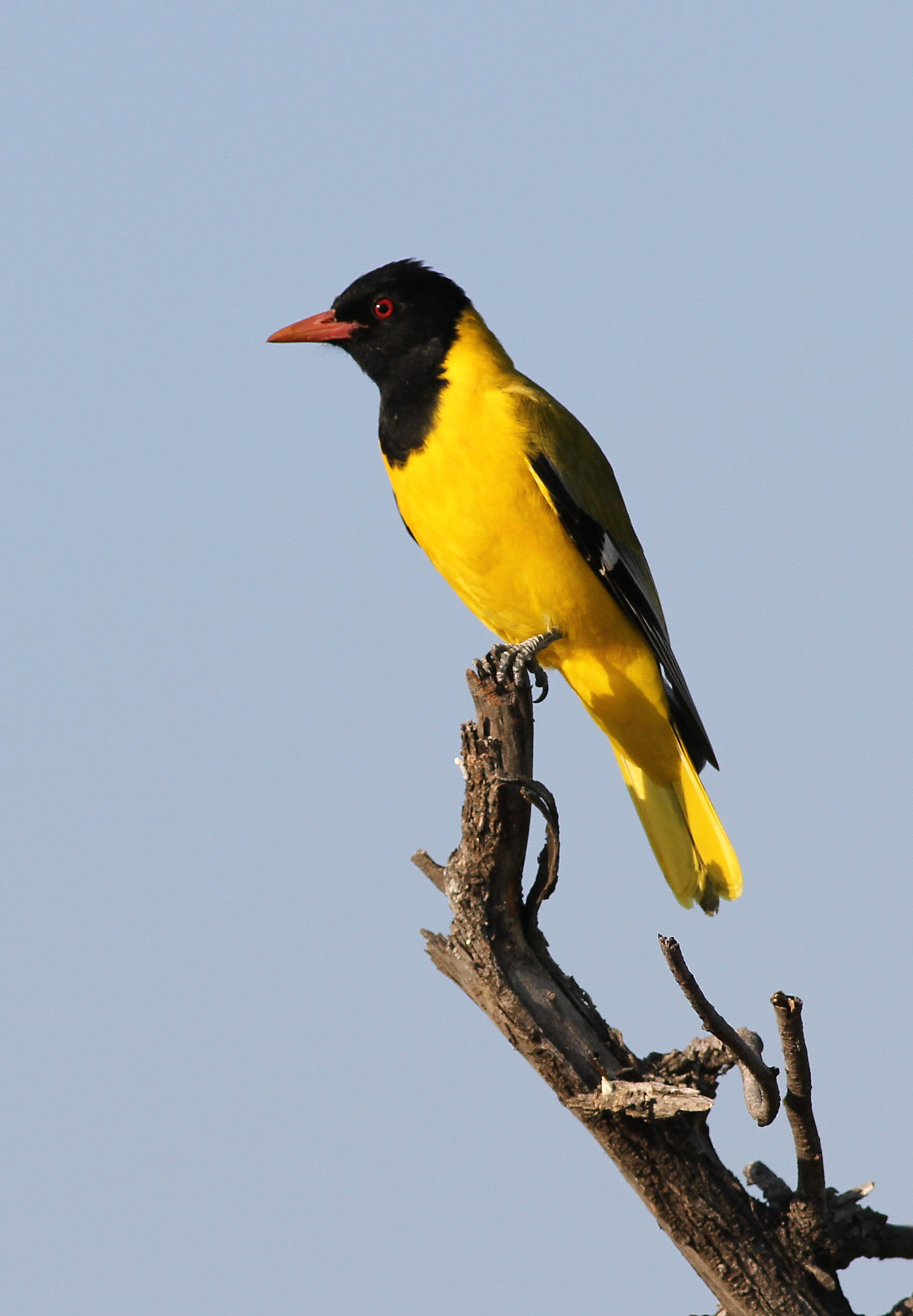
Вивільга південна (Oriolus larvatus)

Родина: Прирітникові (Platysteiridae)
| Українська назва      | Біноміальна назва   | Примітки |
| --------------------- | ------------------- | -------- |
| Прирітник чорногорлий | Platysteira peltata |          |
| Приріт рудокрилий     | Batis capensis      |          |
| Приріт зулуйський     | Batis fratrum       |          |
| Приріт білобокий      | Batis molitor       |          |
| Приріт сіробокий      | Batis pririt        |          |

Родина: Вангові (Vangidae)
| Українська назва          | Біноміальна назва   | Примітки |
| ------------------------- | ------------------- | -------- |
| Багадаїс білочубий        | Prionops plumatus   |          |
| Багадаїс червоновійчастий | Prionops retzii     |          |
| Багадаїс рудолобий        | Prionops scopifrons | Бродячий |

Родина: Гладіаторові (Malaconotidae)

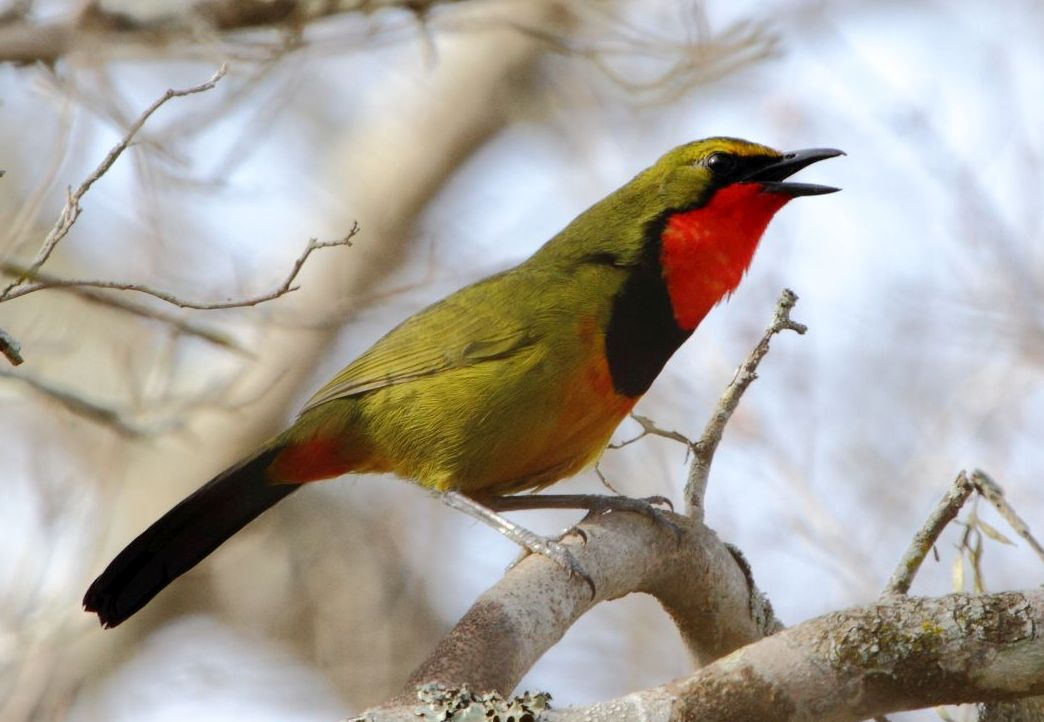
Вюргер зелений (Telophorus viridis)

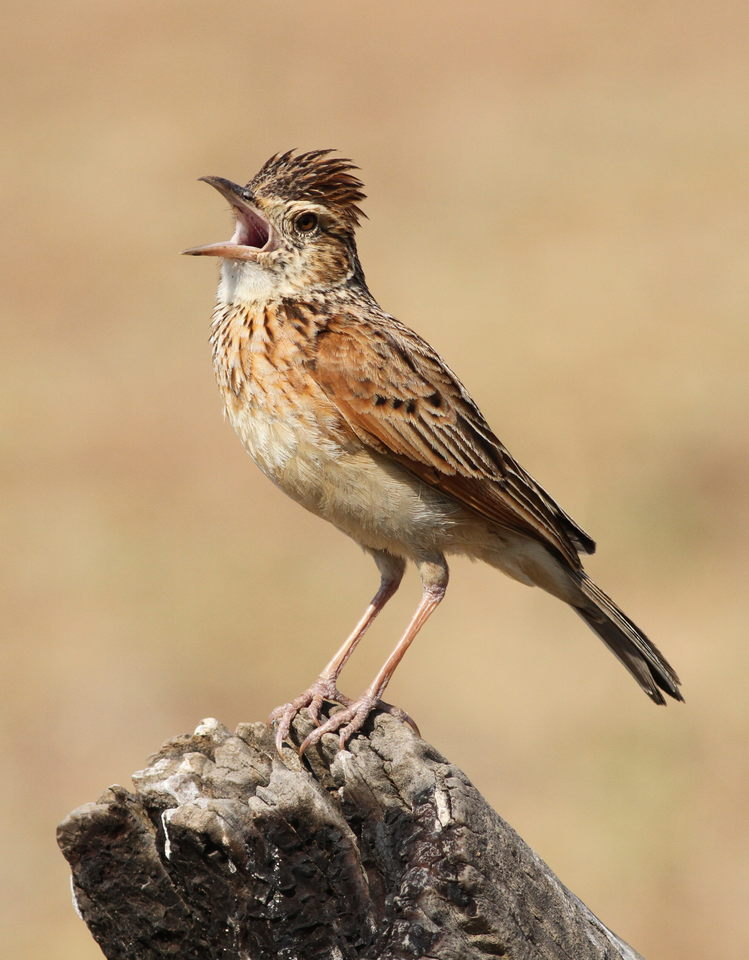
Фірлюк африканський (Mirafra africana)

| Українська назва      | Біноміальна назва         | Примітки         |
| --------------------- | ------------------------- | ---------------- |
| Брубру                | Nilaus afer               |                  |
| Кубла строката        | Dryoscopus cubla          |                  |
| Чагра велика          | Tchagra senegalus         |                  |
| Чагра буроголова      | Tchagra australis         |                  |
| Чагра капська         | Tchagra tchagra           | Ендемічний (SLE) |
| Гонолек тропічний     | Laniarius major           |                  |
| Гонолек південний     | Laniarius ferrugineus     |                  |
| Гонолек червоноволий  | Laniarius atrococcineus   |                  |
| Бокмакірі             | Telophorus zeylonus       |                  |
| Вюргер золотистий     | Telophorus sulfureopectus |                  |
| Вюргер оливковий      | Telophorus olivaceus      |                  |
| Вюргер чорнолобий     | Telophorus nigrifrons     |                  |
| Вюргер зелений        | Telophorus viridis        |                  |
| Гладіатор сіроголовий | Malaconotus blanchoti     |                  |

Родина: Дронгові (Dicruridae)
| Українська назва    | Біноміальна назва  | Примітки |
| ------------------- | ------------------ | -------- |
| Дронго прямохвостий | Dicrurus ludwigii  |          |
| Дронго вилохвостий  | Dicrurus adsimilis |          |

Родина: Монархові (Monarchidae)
| Українська назва               | Біноміальна назва       | Примітки |
| ------------------------------ | ----------------------- | -------- |
| Монарх східний                 | Trochocercus cyanomelas |          |
| Монарх-довгохвіст африканський | Terpsiphone viridis     |          |

Родина: Сорокопудові (Laniidae)
| Українська назва             | Біноміальна назва        | Примітки |
| ---------------------------- | ------------------------ | -------- |
| Сорокопуд терновий           | Lanius collurio          |          |
| Сорокопуд чорнолобий         | Lanius minor             | Зимуючий |
| Сорокопуд чорноголовий       | Lanius collaris          |          |
| Сорокопуд строкатий          | Lanius melanoleucus      |          |
| Сорокопуд-білоголов західний | Eurocephalus anguitimens |          |

Родина: Воронові (Corvidae)
| Українська назва   | Біноміальна назва | Примітки       |
| ------------------ | ----------------- | -------------- |
| Ворона індійська   | Corvus splendens  | Інтродукований |
| Ворона капська     | Corvus capensis   |                |
| Крук строкатий     | Corvus albus      |                |
| Крук великодзьобий | Corvus albicollis |                |

Родина: Chaetopidae
| Українська назва | Біноміальна назва  | Примітки                                        |
| ---------------- | ------------------ | ----------------------------------------------- |
| Скельник великий | Chaetops frenatus  | Ендемічний; Стан близький до загрозливого       |
| Скельник східний | Chaetops aurantius | Ендемічний (SLE); Стан близький до загрозливого |

Родина: Hyliotidae
| Українська назва     | Біноміальна назва | Примітки |
| -------------------- | ----------------- | -------- |
| Оксамитник південний | Hyliota australis |          |

Родина: Stenostiridae
| Українська назва | Біноміальна назва | Примітки |
| ---------------- | ----------------- | -------- |
| Чорноніжка       | Stenostira scita  |          |

Родина: Синицеві (Paridae)
| Українська назва | Біноміальна назва       | Примітки |
| ---------------- | ----------------------- | -------- |
| Синиця південна  | Melaniparus niger       |          |
| Синиця сіра      | Melaniparus cinerascens |          |
| Синиця акацієва  | Melaniparus afer        |          |

Родина: Ремезові (Remizidae)
| Українська назва | Біноміальна назва   | Примітки |
| ---------------- | ------------------- | -------- |
| Ремез сірий      | Anthoscopus caroli  |          |
| Ремез південний  | Anthoscopus minutus |          |

Родина: Жайворонкові (Alaudidae)
| Українська назва          | Біноміальна назва         | Примітки                                  |
| ------------------------- | ------------------------- | ----------------------------------------- |
| Жайворонок білощокий      | Chersomanes albofasciata  |                                           |
| Жайворонок ботсванійський | Certhilauda chuana        |                                           |
| Жайворонок західний       | Certhilauda subcoronata   |                                           |
| Жайворонок східний        | Certhilauda semitorquata  | Ендемічний (SLE)                          |
| Жайворонок криводзьобий   | Certhilauda curvirostris  | Ендемічний                                |
| Жайворонок агульгаський   | Certhilauda brevirostris  | Ендемічний; Стан близький до загрозливого |
| Фірлюк дроздовий          | Pinarocorys nigricans     |                                           |
| Жервінчик чорний          | Eremopterix australis     |                                           |
| Жервінчик білощокий       | Eremopterix leucotis      |                                           |
| Жервінчик білошиїй        | Eremopterix verticalis    |                                           |
| Алондра смугастовола      | Calendulauda sabota       |                                           |
| Алондра білочерева        | Calendulauda africanoides |                                           |
| Алондра руда              | Calendulauda burra        | Ендемічний; Вразливий                     |
| Алондра каруська          | Calendulauda albescens    | Ендемічний                                |
| Алондра намібійська       | Calendulauda barlowi      |                                           |
| Шпорець південний         | Heteromirafra ruddi       | Ендемічний; Під загрозою зникнення        |
| Фірлюк лучний             | Mirafra apiata            |                                           |
| Фірлюк мінливобарвний     | Mirafra fasciolata        |                                           |
| Фірлюк африканський       | Mirafra africana          |                                           |
| Фірлюк коричневий         | Mirafra rufocinnamomea    |                                           |
| Фірлюк білогорлий         | Mirafra passerina         |                                           |
| Фірлюк південний          | Mirafra cheniana          |                                           |
|                           | Calandrella cinerea       |                                           |
| Терера бліда              | Spizocorys starki         |                                           |
| Терера бушменська         | Spizocorys sclateri       | Стан близький до загрозливого             |
| Терера рожеводзьоба       | Spizocorys conirostris    |                                           |
| Терера в'юркова           | Spizocorys fringillaris   | Ендемічний; Під загрозою зникнення        |
| Посмітюха товстодзьоба    | Galerida magnirostris     |                                           |

Родина: Nicatoridae
| Українська назва | Біноміальна назва | Примітки |
| ---------------- | ----------------- | -------- |
| Нікатор східний  | Nicator gularis   |          |

Родина: Macrosphenidae
| Українська назва     | Біноміальна назва    | Примітки   |
| -------------------- | -------------------- | ---------- |
| Кромбек довгодзьобий | Sylvietta rufescens  |            |
| Очеретянка капська   | Sphenoeacus afer     |            |
| Куцокрил рудохвостий | Cryptillas victorini | Ендемічний |

Родина: Тамікові (Cisticolidae)
| Українська назва        | Біноміальна назва        | Примітки         |
| ----------------------- | ------------------------ | ---------------- |
| Жовтобрюшка світлоброва | Eremomela icteropygialis |                  |
| Жовтобрюшка південна    | Eremomela scotops        |                  |
| Жовтобрюшка пустельна   | Eremomela gregalis       |                  |
| Жовтобрюшка акацієва    | Eremomela usticollis     |                  |
| Зебринка акацієва]      | Calamonastes stierlingi  |                  |
| Зебринка строката       | Calamonastes fasciolatus |                  |
| Цвіркач сіробокий       | Camaroptera brevicaudata |                  |
| Цвіркач зелений         | Camaroptera brachyura    |                  |
| Нікорник смуговолий     | Apalis thoracica         |                  |
| Нікорник жовтоволий     | Apalis flavida           |                  |
| Нікорник білобровий     | Apalis ruddi             |                  |
| Принія африканська      | Prinia subflava          |                  |
| Принія чорновола        | Prinia flavicans         |                  |
| Принія плямистогруда    | Prinia maculosa          |                  |
| Принія жовтогруда       | Prinia hypoxantha        | Ендемічний (SLE) |
| Принія південна         | Phragmacia substriata    |                  |
| Зебринка іржаста        | Euryptila subcinnamomea  |                  |
| Принія рудощока         | Malcorus pectoralis      |                  |
| Таміка рудощока         | Cisticola erythrops      |                  |
| Таміка бура             | Cisticola aberrans       |                  |
| Таміка іржастоголова    | Cisticola chiniana       |                  |
| Таміка рудохвоста       | Cisticola rufilatus      |                  |
| Таміка сіроспинна       | Cisticola subruficapilla |                  |
| Таміка строкатоголова   | Cisticola lais           |                  |
| Таміка рудокрила        | Cisticola galactotes     |                  |
| Таміка лучна            | Cisticola tinniens       |                  |
| Таміка строката         | Cisticola natalensis     |                  |
| Таміка писклива         | Cisticola fulvicapilla   |                  |
| Таміка віялохвоста      | Cisticola juncidis       |                  |
| Таміка пустельна        | Cisticola aridulus       |                  |
| Таміка куцохвоста       | Cisticola textrix        |                  |
| Таміка болотяна         | Cisticola cinnamomeus    |                  |
| Таміка карликова        | Cisticola ayresii        |                  |

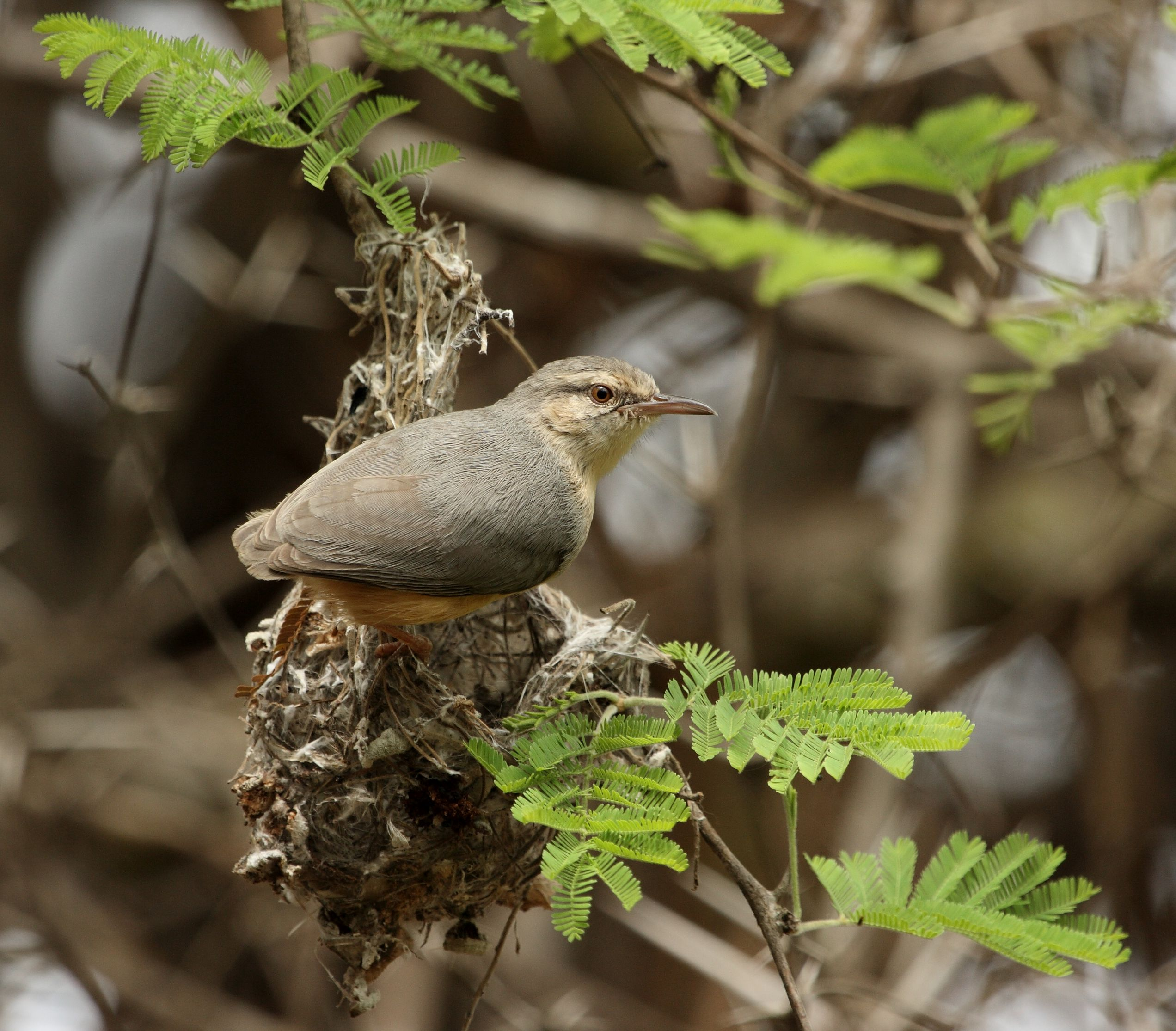
Кромбек довгодзьобий (Sylvietta rufescens)

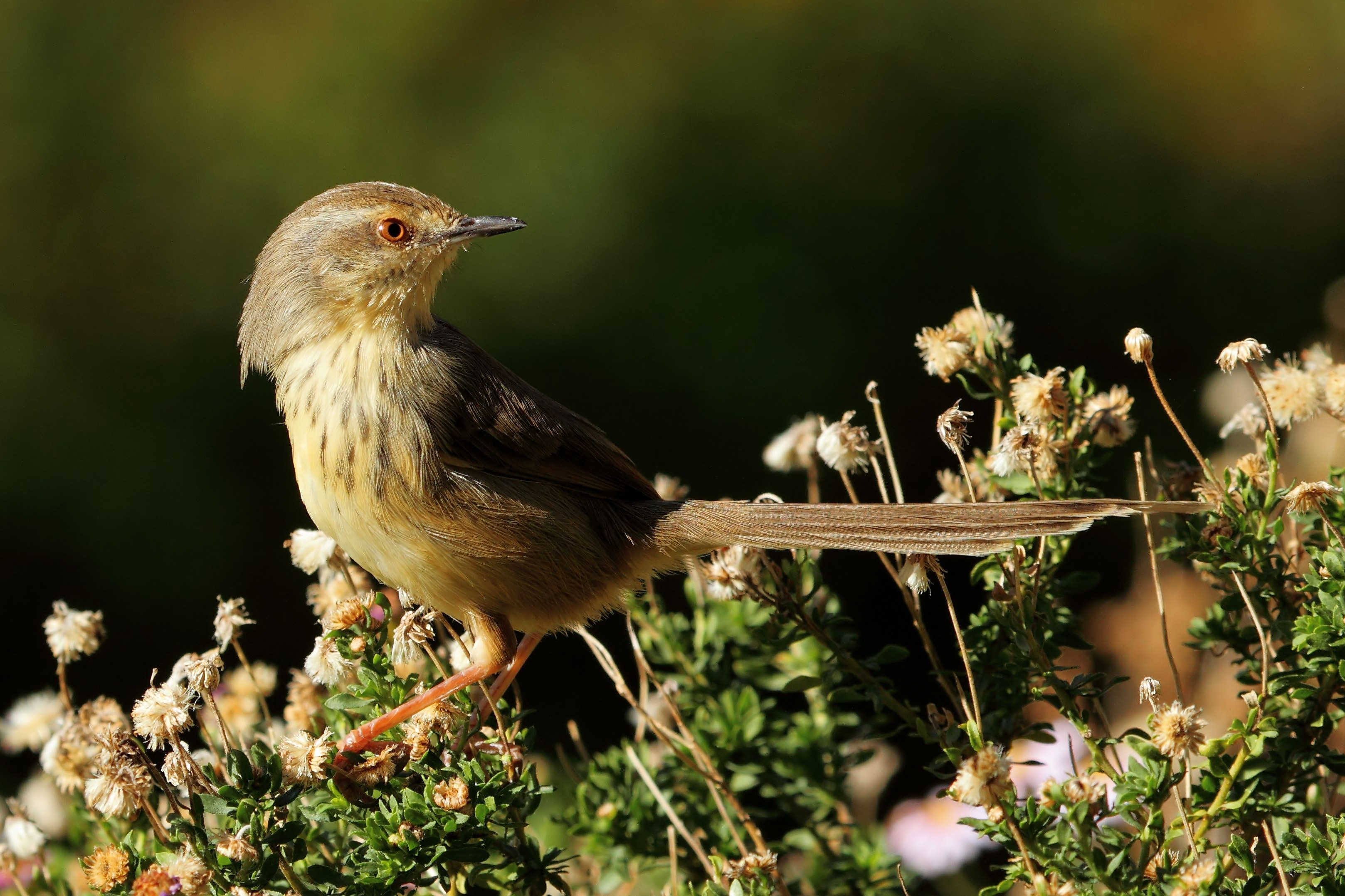
Принія жовтогруда (Prinia hypoxantha)

Родина: Очеретянкові (Acrocephalidae)
| Українська назва       | Біноміальна назва           | Примітки |
| ---------------------- | --------------------------- | -------- |
| Жовтовик темноголовий  | Iduna natalensis            |          |
| Берестянка пустельна   | Hippolais languida          | Бродячий |
| Берестянка оливкова    | [ippolais olivetorum        | Зимуючий |
| Берестянка звичайна    | Hippolais icterina          |          |
| Очеретянка лучна       | Acrocephalus schoenobaenus  |          |
| Очеретянка чагарникова | Acrocephalus palustris      | Зимуючий |
| Очеретянка ставкова    | Acrocephalus scirpaceus     |          |
| Очеретянка африканська | Acrocephalus baeticatus     |          |
| Очеретянка ірацька     | Acrocephalus griseldis      | Бродячий |
| Очеретянка світлоброва | Acrocephalus gracilirostris |          |
| Очеретянка велика      | Acrocephalus arundinaceus   |          |

Родина: Кобилочкові (Locustellidae)
| Українська назва         | Біноміальна назва      | Примітки              |
| ------------------------ | ---------------------- | --------------------- |
| Широкохвіст африканський | Catriscus brevirostris |                       |
| Куцокрил чагарниковий    | Bradypterus barratti   |                       |
| Куцокрил капський        | Bradypterus sylvaticus | Ендемічний; Вразливий |
| Куцокрил болотяний       | Bradypterus baboecala  |                       |
| Кобилочка річкова        | Locustella fluviatilis |                       |

Родина: Ластівкові (Hirundinidae)
| Українська назва       | Біноміальна назва         | Примітки  |
| ---------------------- | ------------------------- | --------- |
| Ластівка мала          | Riparia paludicola        |           |
| Ластівка берегова      | Riparia riparia           |           |
| Ластівка білоброва     | Neophedina cincta         |           |
| Ластівка афро-азійська | Ptyonoprogne fuligula     |           |
| Ластівка сільська      | Hirundo rustica           |           |
| Ластівка білогорла     | Hirundo albigularis       |           |
| Ластівка ниткохвоста   | Hirundo smithii           |           |
| Ластівка перлистовола  | Hirundo dimidiata         |           |
| Ластівка довгохвоста   | Hirundo atrocaerulea      | Вразливий |
| Ластівка капська       | Cecropis cucullata        |           |
| Ластівка абісинська    | Cecropis abyssinica       |           |
| Ластівка рудочерева    | Cecropis semirufa         |           |
| Ластівка сенегальська  | Cecropis senegalensis     |           |
| Ясківка південна       | Petrochelidon spilodera   |           |
| Ластівка міська        | Delichon urbicum          |           |
| Жалібничка білоплеча   | Psalidoprocne pristoptera |           |
| Ластівка сірогуза      | Pseudhirundo griseopyga   |           |

Родина: Бюльбюлеві (Pycnonotidae)
| Українська назва          | Біноміальна назва            | Примітки   |
| ------------------------- | ---------------------------- | ---------- |
| Бюльбюль білоокий         | Andropadus importunus        |            |
| Жовточеревець натальський | Chlorocichla flaviventris    |            |
| Торо південний            | Phyllastrephus terrestris    |            |
| Торо східний              | Phyllastrephus flavostriatus |            |
| Бюльбюль темноголовий     | Pycnonotus barbatus          |            |
| Бюльбюль червоноокий      | Pycnonotus nigricans         |            |
| Бюльбюль капський         | Pycnonotus capensis          | Ендемічний |

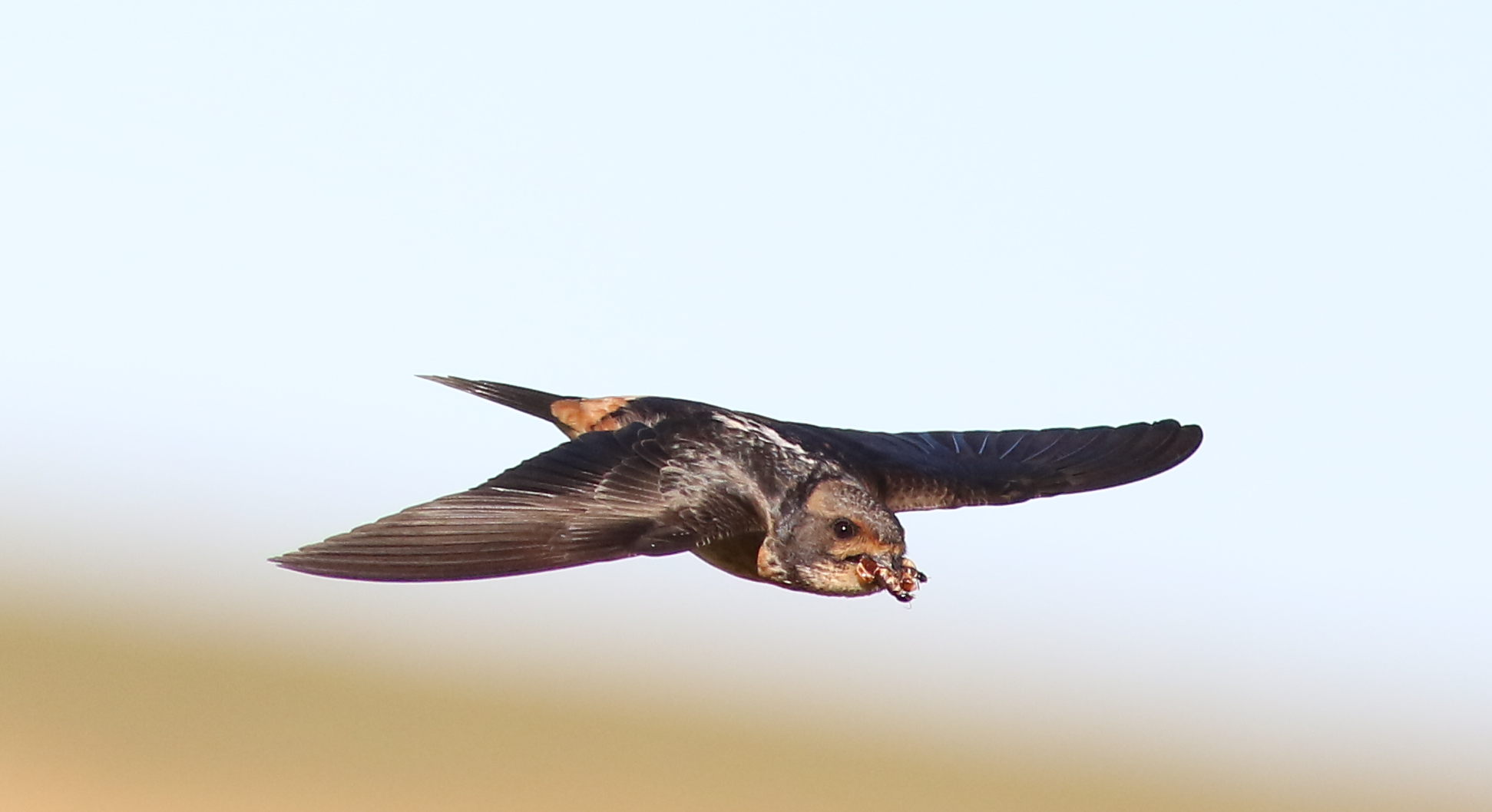
Ясківка південна (Petrochelidon spilodera)

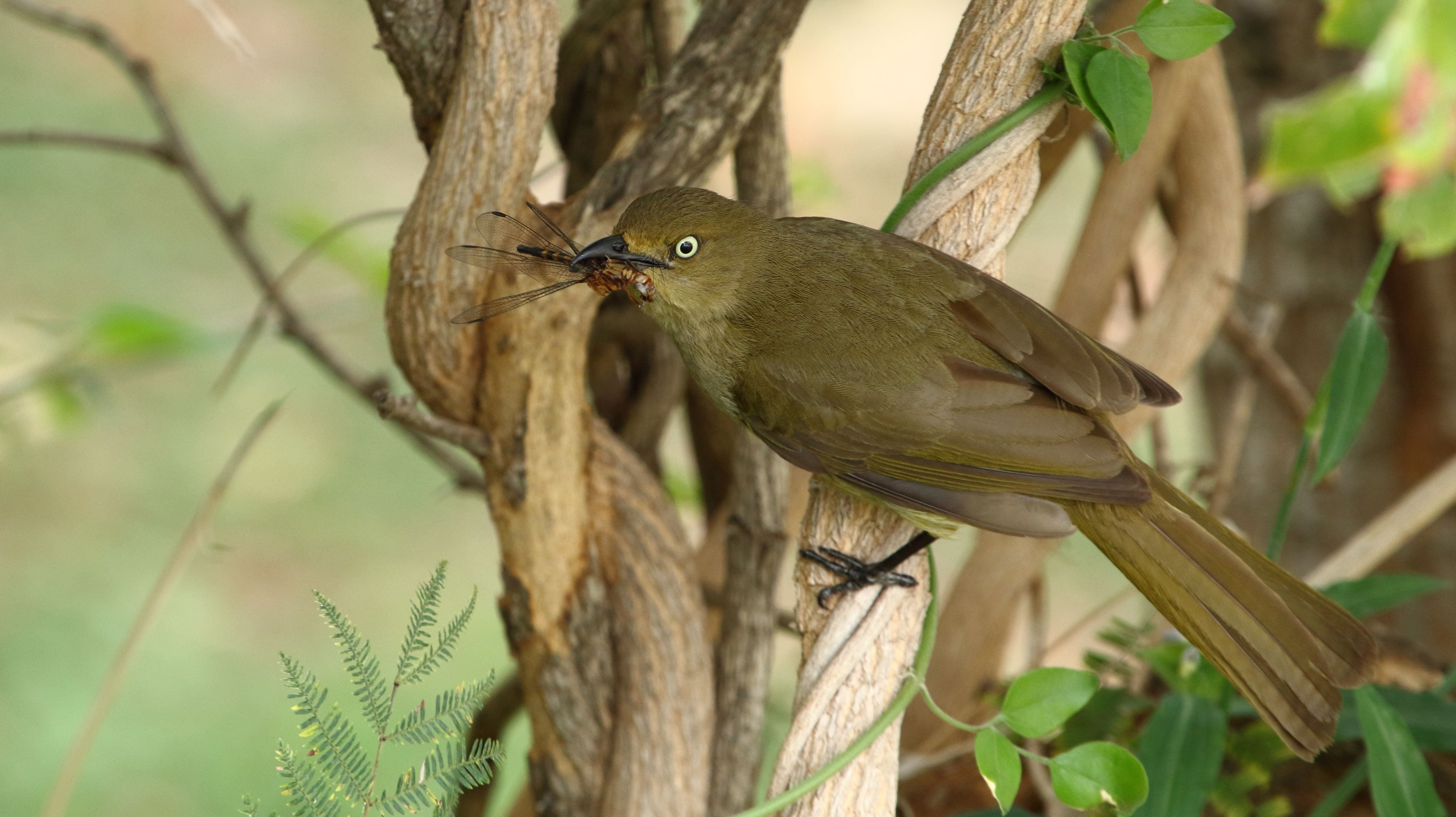
Бюльбюль білоокий (Andropadus importunus)

Родина: Вівчарикові (Phylloscopidae)

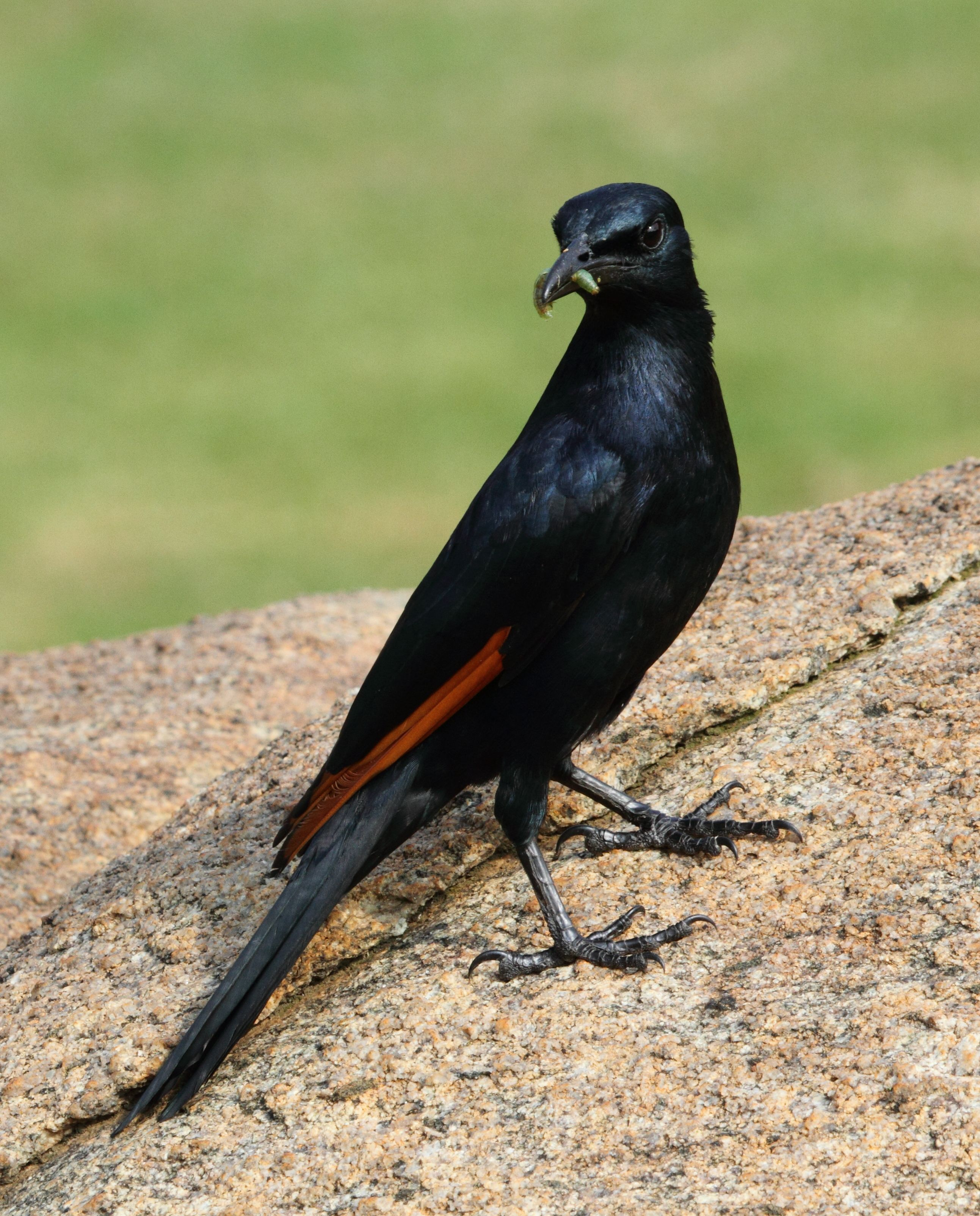
Моріо рудокрилий (Onychognathus morio)

| Українська назва     | Біноміальна назва        | Примітки |
| -------------------- | ------------------------ | -------- |
| Вівчарик весняний    | Phylloscopus trochilus   |          |
| Вівчарик жовтогорлий | Phylloscopus ruficapilla |          |

Родина: Erythrocercidae
| Українська назва   | Біноміальна назва          | Примітки |
| ------------------ | -------------------------- | -------- |
| Монарх сивоголовий | Erythrocercus livingstonei | Бродячий |

Родина: Кропив'янкові (Sylviidae)
| Українська назва        | Біноміальна назва    | Примітки                    |
| ----------------------- | -------------------- | --------------------------- |
| Баблер чагарниковий     | Sylvia nigricapillus | Ендемічний (SLE); Вразливий |
| Кропив'янка чорноголова | Sylvia atricapilla   | Бродячий                    |
| Кропив'янка садова      | Sylvia borin         |                             |
| Кропив'янка західна     | Curruca layardi      |                             |
| Кропив'янка рудогуза    | Curruca subcoerulea  |                             |
| Кропив'янка сіра        | Curruca communis     |                             |

Родина: Окулярникові (Zosteropidae)
| Українська назва   | Біноміальна назва    | Примітки |
| ------------------ | -------------------- | -------- |
| Окулярник блідий   | Zosterops pallidus   |          |
| Окулярник капський | Zosterops virens     |          |
| Окулярник лимонний | Zosterops anderssoni |          |

Родина: Leiothrichidae
| Українська назва      | Біноміальна назва   | Примітки |
| --------------------- | ------------------- | -------- |
| Кратеропа намібійська | Turdoides bicolor   |          |
| Кратеропа бура        | Turdoides jardineii |          |

Родина: Підкоришникові (Certhiidae)
| Українська назва      | Біноміальна назва   | Примітки |
| --------------------- | ------------------- | -------- |
| Гримперія африканська | Salpornis salvadori |          |

Родина: Ґедзеїдові (Buphagidae)
| Українська назва       | Біноміальна назва       | Примітки |
| ---------------------- | ----------------------- | -------- |
| Ґедзеїд червонодзьобий | Buphagus erythrorynchus |          |
| Ґедзеїд жовтодзьобий   | Buphagus africanus      |          |

Родина: Шпакові (Sturnidae)
| Українська назва           | Біноміальна назва          | Примітки         |
| -------------------------- | -------------------------- | ---------------- |
| Шпак звичайний             | Sturnus vulgaris           | Інтродукований   |
| Шпак жовтоголовий          | Creatophora cinerea        |                  |
| Шпак рожевий               | Pastor roseus              | Бродячий         |
| Майна індійська            | Acridotheres tristis       | Інтродукований   |
| Шпак-куцохвіст аметистовий | Cinnyricinclus leucogaster |                  |
| Моріо білокрилий           | Onychognathus nabouroup    |                  |
| Моріо рудокрилий           | Onychognathus morio        |                  |
| Мерл чорночеревий          | Notopholia corusca         |                  |
| Мерл великий               | Lamprotornis australis     |                  |
| Мерл темний                | Lamprotornis mevesii       |                  |
| Мерл бурий                 | Lamprotornis bicolor       | Ендемічний (SLE) |
| Мерл міомбовий             | Lamprotornis elisabeth     | Бродячий         |
| Мерл зелений               | Lamprotornis chalybaeus    |                  |
| Мерл капський              | Lamprotornis nitens        |                  |

Родина: Дроздові (Turdidae)
| Українська назва     | Біноміальна назва   | Примітки  |
| -------------------- | ------------------- | --------- |
| Квічаль плямистий    | Geokichla guttata   | Вразливий |
| Квічаль помаранчевий | Geokichla gurneyi   |           |
| Дрізд-землекоп       | Turdus litsitsirupa |           |
| Дрізд червонодзьобий | Turdus libonyana    |           |
| Дрізд сіроволий      | Turdus olivaceus    |           |
| Дрізд бурський       | Turdus smithi       |           |
| Гранітник            | Pinarornis plumosus | Бродячий  |

Родина: Мухоловкові (Muscicapidae)
| Українська назва      | Біноміальна назва            | Примітки                                       |
| --------------------- | ---------------------------- | ---------------------------------------------- |
| Мухоловка темна       | Muscicapa adusta             |                                                |
| Мухоловка сіра        | Muscicapa striata            |                                                |
| Мухарка білочерева    | Melaenornis mariquensis      |                                                |
| Мухарка бліда         | Melaenornis pallidus         |                                                |
| Мухарка бура          | Melaenornis infuscatus       |                                                |
| Мухоловка сива        | Myioparus plumbeus           |                                                |
| Мухоловка попеляста   | Muscicapa caerulescens       |                                                |
| Мухарка строката      | Melaenornis silens           |                                                |
| Мухарка південна      | Melaenornis pammelaina       |                                                |
| Альзакола бура        | Cercotrichas coryphaeus      |                                                |
| Альзакола натальська  | Cercotrichas signata         |                                                |
| Альзакола білогорла   | Cercotrichas quadrivirgata   |                                                |
| Соловейко рудохвостий | Cercotrichas galactotes      | Бродячий                                       |
| Альзакола пустельна   | Cercotrichas paena           |                                                |
| Альзакола білоброва   | Cercotrichas leucophrys      |                                                |
| Золотокіс садовий     | Cossypha caffra              |                                                |
| Золотокіс білогорлий  | Cossypha humeralis           |                                                |
| Золотокіс білобровий  | Cossypha heuglini            |                                                |
| Золотокіс рудоголовий | Cossypha natalensis          |                                                |
| Золотокіс рудогузий   | Cossypha dichroa             | Ендемічний (SLE)                               |
| Тирч вохристоволий    | Cichladusa arquata           |                                                |
| Колоратка чорногорла  | Pogonocichla stellata        |                                                |
| Соловейко білогорлий  | Irania gutturalis            | Бродячий                                       |
| Соловейко східний     | Luscinia luscinia            | Бродячий                                       |
| Мухоловка строката    | Ficedula hypoleuca           | Бродячий                                       |
| Мухоловка білошия     | Ficedula albicollis          | Бродячий                                       |
| Горихвістка звичайна  | Phoenicurus phoenicurus      | Бродячий                                       |
| Скеляр короткопалий   | Monticola brevipes           |                                                |
| Скеляр синьошиїй      | Monticola explorator         | Ендемічний (SLE) Стан близький до загрозливого |
| Скеляр бронзовокрилий | Monticola rupestris          | Ендемічний (SLE)                               |
| Трав'янка лучна       | Saxicola rubetra             | Бродячий                                       |
|                       | Saxicola torquatus           |                                                |
| Трав'янка чорнощока   | Campicoloides bifasciatus    | Ендемічний (SLE)                               |
| Трактрак рудогузий    | Emarginata sinuata           |                                                |
| Трактрак попелястий   | Emarginata schlegelii        |                                                |
| Трактрак блідий       | Emarginata tractrac          |                                                |
| Камінчак рудочеревий  | Thamnolaea cinnamomeiventris |                                                |

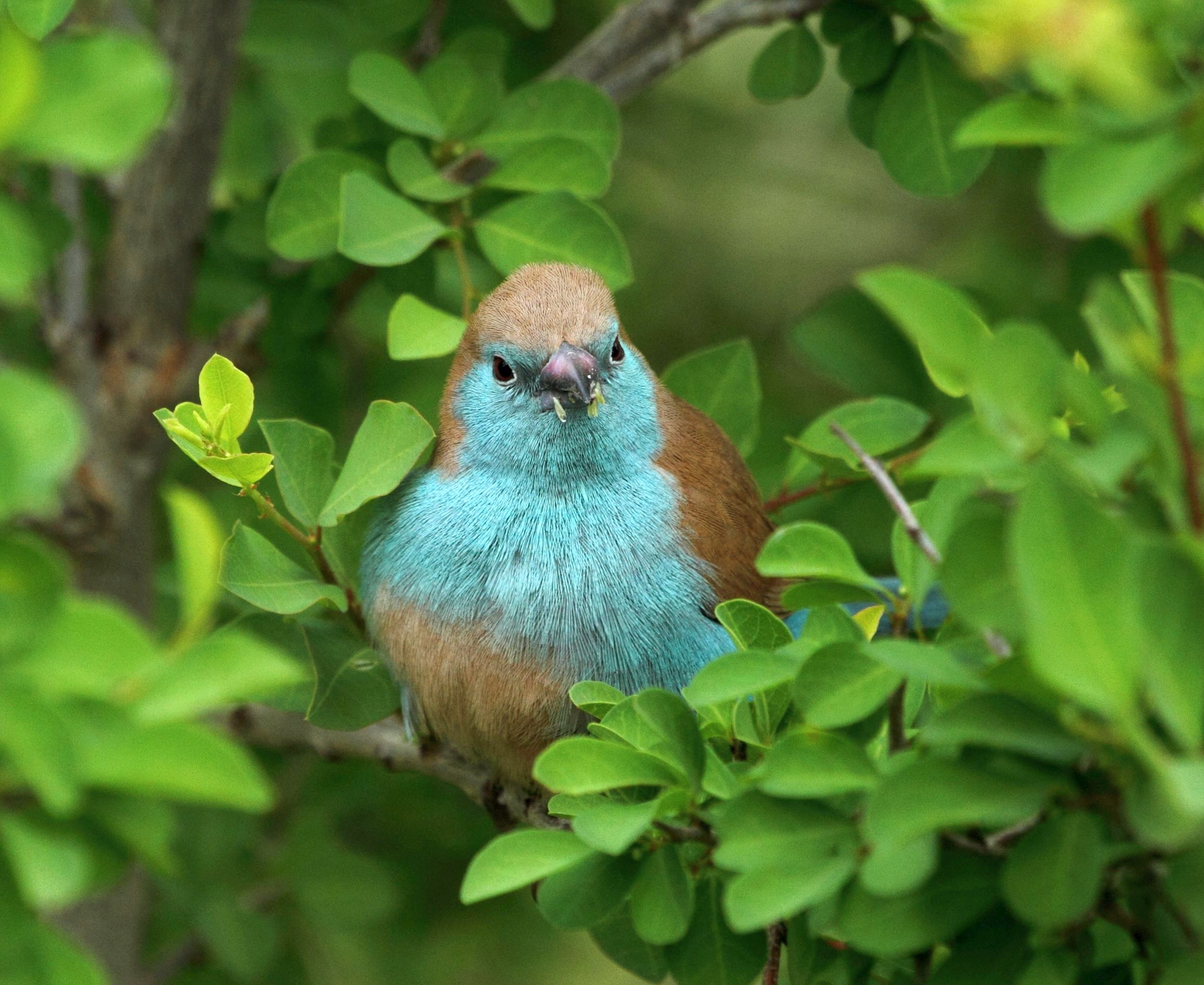
Астрильд-метелик савановий (Uraeginthus angolensis)

| Смолярик південний    | Myrmecocichla formicivora    |                                                |
| Смолярик білокрилий   | Myrmecocichla monticola      |                                                |
| Смолярик білоголовий  | Myrmecocichla arnotti        |                                                |
| Кам'янка звичайна     | Oenanthe oenanthe            | Бродячий                                       |
| Кам'янка чорнолоба    | Oenanthe pileata             |                                                |
| Кам'янка лиса         | Oenanthe pleschanka          | Бродячий                                       |
|                       | Oenanthe familiaris          |                                                |

Родина: Цукролюбові (Promeropidae)
| Українська назва   | Біноміальна назва | Примітки                      |
| ------------------ | ----------------- | ----------------------------- |
| Цукролюб рудоволий | Promerops gurneyi | Стан близький до загрозливого |
| Цукролюб буроволий | Promerops cafer   | Ендемічний                    |

Родина: Нектаркові (Nectariniidae)
| Українська назва       | Біноміальна назва        | Примітки                      |
| ---------------------- | ------------------------ | ----------------------------- |
| Саїманга синьогорла    | Anthreptes reichenowi    |                               |
| Саїманга зеленовола    | Hedydipna collaris       |                               |
| Нектарка капська       | Anthobaphes violacea     | Ендемічний                    |
| Нектарик оливковий     | Cyanomitra olivacea      |                               |
| Нектарик сірий         | Cyanomitra veroxii       |                               |
| Нектарець аметистовий  | Chalcomitra amethystina  |                               |
| Нектарець червоноволий | Chalcomitra senegalensis |                               |
| Нектарка малахітова    | Nectarinia famosa        |                               |
| Маріка південна        | Cinnyris chalybeus       |                               |
| Маріка мозамбіцька     | Cinnyris neergaardi      | Стан близький до загрозливого |
| Маріка червоногруда    | Cinnyris afer            | Ендемічний (SLE)              |
| Маріка чорнокрила      | Cinnyris mariquensis     |                               |
| Маріка пурпуровосмуга  | Cinnyris bifasciatus     |                               |
| Маріка білочерева      | Cinnyris talatala        |                               |
| Маріка різнобарвна     | Cinnyris venustus        | Бродячий                      |
| Маріка брунатна        | Cinnyris fuscus          |                               |

Родина: Ткачикові (Ploceidae)
| Українська назва        | Біноміальна назва      | Примітки   |
| ----------------------- | ---------------------- | ---------- |
| Алекто червонодзьобий   | Bubalornis niger       |            |
| Магалі-вусань південний | Sporopipes squamifrons |            |
| Магалі білобровий       | Plocepasser mahali     |            |
| Магалі-снувальник       | Philetairus socius     |            |
| Малімб червоноголовий   | Anaplectes rubriceps   |            |
| Ткачик чорногорлий      | Ploceus ocularis       |            |
| Ткачик іржастощокий     | Ploceus capensis       | Ендемічний |
| Ткачик золотий          | Ploceus subaureus      |            |
| Ткачик шафрановий       | Ploceus xanthops       |            |
| Ткачик бурогорлий       | Ploceus xanthopterus   |            |
| Ткачик савановий        | Ploceus intermedius    |            |
| Ткачик чорнолобий       | Ploceus velatus        |            |
| Ткачик великий          | Ploceus cucullatus     |            |
| Ткачик каштановий       | Ploceus rubiginosus    | Бродячий   |
| Ткачик лісовий          | Ploceus bicolor        |            |
| Квелія червоноголова    | Quelea erythrops       |            |
| Квелія червонодзьоба    | Quelea quelea          |            |
| Вайдаг вогнистий        | Euplectes orix         |            |
| Вайдаг золотистий       | Euplectes afer         |            |
| Вайдаг товстодзьобий    | Euplectes capensis     |            |
| Вайдаг білокрилий       | Euplectes albonotatus  |            |
| Вайдаг великий          | Euplectes ardens       |            |
| Вайдаг червоноплечий    | Euplectes axillaris    |            |
| Вайдаг великохвостий    | Euplectes progne       |            |
| Ткачик білолобий        | Amblyospiza albifrons  |            |

Родина: Астрильдові (Estrildidae)
| Українська назва           | Біноміальна назва        | Примітки |
| -------------------------- | ------------------------ | -------- |
| Астрильд жовточеревий      | Coccopygia melanotis     |          |
| Астрильд зелений           | Mandingoa nitidula       |          |
| Астрильд темнодзьобий      | Glaucestrilda perreini   |          |
| Астрильд смугастий         | Estrilda astrild         |          |
| Астрильд чорнощокий        | Brunhilda erythronotos   |          |
| Астрильд-метелик савановий | Uraeginthus angolensis   |          |
| Астрильд гранатовий        | Granatina granatina      |          |
| Перлистик червоноволий     | Hypargos niveoguttatus   |          |
| Перлистик рожевоволий      | Hypargos margaritatus    |          |
| Мельба строката            | Pytilia melba            |          |
| Мельба золотокрила         | Pytilia afra             |          |
| Амарант червонодзьобий     | Lagonosticta senegala    |          |
| Амарант червоний           | Lagonosticta rubricata   |          |
| Амарант рожевий            | Lagonosticta rhodopareia |          |
| Амадина червоногорла       | Amadina fasciata         |          |
| Амадина червоноголова      | Amadina erythrocephala   |          |
| Бенгалик золотогрудий      | Amandava subflava        |          |
| Луговик чорнощокий         | Ortygospiza atricollis   |          |
| Сріблодзьоб чорноволий     | Spermestes cucullata     |          |
| Сріблодзьоб східний        | Spermestes nigriceps     |          |
| Сріблодзьоб великий        | Spermestes fringilloides |          |

Родина: Вдовичкові (Viduidae)
| Українська назва      | Біноміальна назва     | Примітки |
| --------------------- | --------------------- | -------- |
| Вдовичка білочерева   | Vidua macroura        |          |
| Вдовичка широкохвоста | Vidua obtusa          | Бродячий |
| Вдовичка райська      | Vidua paradisaea      |          |
| Вдовичка королівська  | Vidua regia           |          |
| Вдовичка червононога  | Vidua chalybeata      |          |
| Вдовичка фіолетова    | Vidua funerea         |          |
| Вдовичка пурпурова    | Vidua purpurascens    |          |
| Зозульчак             | Anomalospiza imberbis |          |

Родина: Горобцеві (Passeridae)
| Українська назва      | Біноміальна назва      | Примітки       |
| --------------------- | ---------------------- | -------------- |
| Горобець хатній       | Passer domesticus      | Інтродукований |
| Горобець великий      | Passer motitensis      |                |
| Горобець чорноголовий | Passer melanurus       |                |
| Горобець блідий       | Passer diffusus        |                |
| Горобець білобровий   | Gymnoris superciliaris |                |

Родина: Плискові (Motacillidae)
| Українська назва      | Біноміальна назва      | Примітки                                        |
| --------------------- | ---------------------- | ----------------------------------------------- |
| Плиска капська        | Motacilla capensis     |                                                 |
| Плиска ефіопська      | Motacilla clara        |                                                 |
| Плиска гірська        | Motacilla cinerea      | Бродячий                                        |
| Плиска жовта          | Motacilla flava        |                                                 |
| Плиска жовтоголова    | Motacilla citreola     | Бродячий                                        |
| Плиска строката       | Motacilla aguimp       |                                                 |
| Плиска біла           | Motacilla alba         | Бродячий                                        |
| Щеврик рудий          | Anthus cinnamomeus     |                                                 |
| Щеврик дракенберзький | Anthus hoeschi         | Ендемічний (SLE); Стан близький до загрозливого |
| Щеврик світлоперий    | Anthus nicholsoni      |                                                 |
| Щеврик-велет          | Anthus leucophrys      |                                                 |
| Щеврик блідий         | Anthus vaalensis       |                                                 |
| Щеврик смугастий      | Anthus lineiventris    |                                                 |
| Щеврик скельний       | Anthus crenatus        | Ендемічний (SLE)                                |
| Щеврик лісовий        | Anthus trivialis       |                                                 |
| Щеврик червоногрудий  | Anthus cervinus        | Бродячий                                        |
| Щеврик короткохвостий | Anthus brachyurus      |                                                 |
| Щеврик чагарниковий   | Anthus caffer          |                                                 |
| Щеврик золотистий     | Tmetothylacus tenellus | Бродячий                                        |
| Єрник жовтий          | Hemimacronyx chloris   | Ендемічний Вразливий                            |
| Пікулик рудогорлий,   | Macronyx capensis      |                                                 |
| Пікулик жовтогорлий   | Macronyx croceus       |                                                 |
| Пікулик червоногорлий | Macronyx ameliae       |                                                 |

Родина: В'юркові (Fringillidae)
| Українська назва       | Біноміальна назва       | Примітки                                  |
| ---------------------- | ----------------------- | ----------------------------------------- |
| Зяблик звичайний       | Fringilla coelebs       | Інтродукований                            |
| Щедрик жовтолобий      | Crithagra mozambica     |                                           |
| Щедрик лісовий         | Crithagra scotops       | Ендемічний (SLE)                          |
| Щедрик чорногорлий     | Crithagra atrogularis   |                                           |
| Щедрик жовтоволий      | Crithagra citrinipectus |                                           |
| Щедрик акацієвий       | Crithagra sulphurata    |                                           |
| Щедрик жовточеревий    | Crithagra flaviventris  |                                           |
| Щедрик білогорлий      | Crithagra albogularis   |                                           |
| Щедрик світлокрилий    | Crithagra leucoptera    | Ендемічний; Стан близький до загрозливого |
| Щедрик строкатоголовий | Crithagra gularis       |                                           |
| Щедрик капський        | Crithagra totta         | Ендемічний                                |
| Щедрик натальський     | Crithagra symonsi       | Ендемічний (SLE)                          |
|                        | Serinus canicollis      |                                           |
|                        | Serinus alario          |                                           |

Родина: Вівсянкові (Emberizidae)
| Українська назва     | Біноміальна назва     | Примітки |
| -------------------- | --------------------- | -------- |
| Вівсянка жовточерева | Emberiza flaviventris |          |
| Вівсянка капська     | Emberiza capensis     |          |
| Вівсянка бліда       | Emberiza impetuani    |          |
| Вівсянка каштанова   | Emberiza tahapisi     |          |